# 普法戰爭
普法戰爭，法国稱1870年法德戰爭（法語：Guerre franco-allemande de 1870），在德國稱德法戰爭（德語：Deutsch-Französischer Krieg），是一場在普魯士王國與法蘭西第二帝國之間爆發的戰爭，雙方的目标是爭奪歐洲西部的陸上霸權。这场战争是德國統一運動中的第三場也是最後一場戰爭，最終普魯士大獲全勝，以建立起統一的德意志帝國而告終。
戰爭由法國率先發起，其率先宣戰並於1870年7月15日動員軍隊。这導致北德意志邦聯在當天晚些時候以自己的迅速動員作出反擊。1870年7月16日，法國議會投票決定對普魯士宣戰，南德四邦隨後基於民族主義而倒向普魯士；8月2日，法國自西南入侵德國領土，然而德意志聯軍能够比法國更有效地調動軍隊，並於8月4日反攻入法國東北部。德國軍隊在人數、訓練和領導方面都佔優勢，並且更有效地利用了現代技術，特別是鐵路、针枪和大砲。8月間，普魯士和其他德意志邦国的聯軍在法國東部取得了一系列的勝利，尤其顯著的是梅斯圍城戰和色當戰役，並最終俘虜了法國皇帝拿破崙三世，以此导致了法蘭西第二帝國的瓦解；拿破仑三世投降后，國防政府於9月4日在巴黎成立，並將戰爭延續了五個月。国防政府尝试从北部和东部击败德军并保卫首都的安全，但均被德國軍隊击退。德军随后圍攻了巴黎四個多月，直到它於1871年1月28日投降并派代表签订《凡尔赛停战协议》，以此結束了戰爭。
到了戰爭的後半部分，形勢已經對普魯士一邊倒。由於高涨的民族主义情绪，南德各邦自願放棄獨立，轉而加入北德意志邦联，接受普魯士國王威廉一世的領導。1871年1月18日，在腓特烈一世于哥尼斯堡加冕为普鲁士国王170年之際，威廉一世在镜厅加冕为德意志皇帝。由是，除了奧地利、卢森堡、林堡和波西米亚之外，絕大多數德國人第一次在民族國家的框架下團結起來。初步停戰後，德法之間於1871年5月10日簽署最終的《法蘭克福條約》，條約规定了法国必須給予德國數十億法郎的戰爭賠款，還要割让阿爾薩斯的大部分地區和洛林的小部分地區，此地区後成为了德国的阿爾薩斯-洛林帝國領。
这场法德之戰對歐洲政局造成了長久的影響，它顯著地改變了以英法為中心的歐洲力量平衡。新的德意志帝國取代法國成為歐洲最強的陸軍國家，直接破壞了大英帝國所经营的大陸均勢政策，俾斯麥在接下來的20年中提升了德國的國際地位，之後的德皇威廉二世也在工業和海軍領域中趕上英國。在法國，这场战争彻底結束了持续千年的君主制，首都巴黎爆发了一场名为巴黎公社的短命起義，在兩個月後就被鎮壓，对後來的国际共产主义运动产生了一定的借鑑作用，而法国政治的主體則变为了一個持久的共和型政府。法國的戰敗導致它在歐陸上的擴張之路被德國堵死，因此更加積極的擴大殖民地以彌補損失，在短時間內就建立起了僅次於英國的世界第二大的殖民帝國。与此同時，法國国民一直对德國保持着強烈的復仇慾望，想以奪回失地的方式一雪前恥，法德世仇由此產生，並將在接下來的75年裏深刻的影響歐洲局勢。

## 戰爭原因
|                                                      | 戰爭是迫使敵人服從我們意志的一種暴力行為。戰爭是政治通過另一種手段的繼續。政治不僅引起戰爭，而且支配戰爭，因而政治的性質決定戰爭的性質。 |
| ——卡爾·馮·克勞塞維茨，《戰爭論》（Vom Kriege，1832） | |

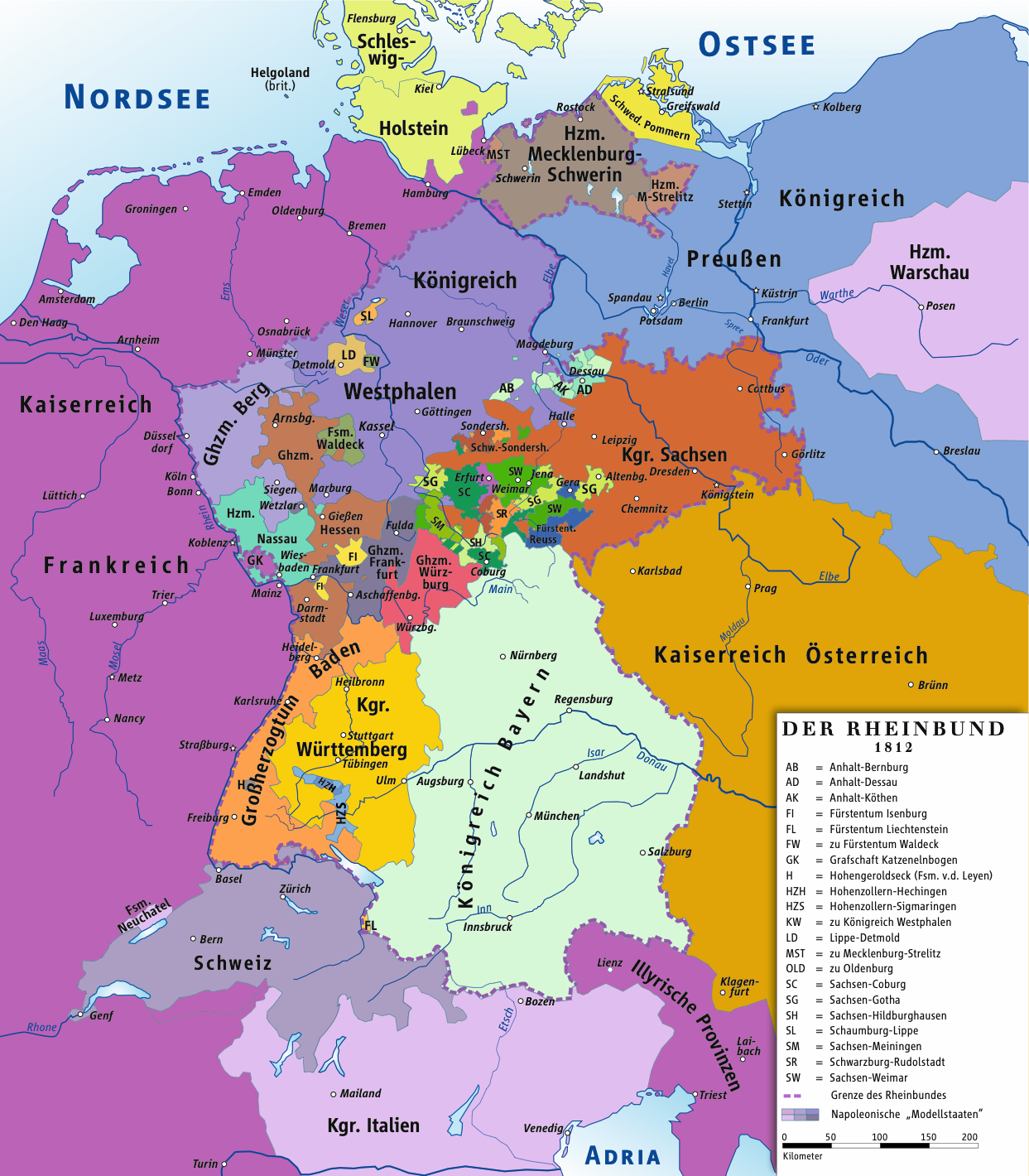
1812年拿破仑帝国极盛时期的德意志地區，此时法國控制了整個莱茵河左岸

普法戰爭的起因強烈地植根於圍繞在奧托·馮·俾斯麥領導下的德意志國家逐漸走向統一的事件。在1866年的普奧戰爭中普鲁士取得胜利后，法國的歐仁妮皇后、外交部長特羅恩·德·呂伊和戰爭部長雅克·路易·朗東擔心普魯士的勝利可能會危及法國作為歐洲主導力量的地位。1859年法奥戰爭中，法-意联军大胜奥地利，但是在普奥的冲突中，拿破仑三世却坐视不管。他未能成功地實施武裝調解，其中包括在法國東部邊境動員和集結軍隊以威胁普鲁士，此时大部分普魯士軍隊仍在波希米亞作戰。法国认为普鲁士再改變領土前应该諮詢法國，由於普魯士再1866年后吞併了戰爭期間支持奧地利的幾個德意志國家，並在普魯士的支持下組建了排除奥地利的北德意志邦聯，法國輿論變得強硬，人们現在要求政府更加堅定和領土補償。于是拿破崙要求普魯士同意德法回归1814年的邊界：法国吞併盧森堡、薩爾的大部分地區和巴伐利亞的普法爾茨。俾斯麥斷然拒絕了这一要求，同时輕蔑地稱之為法國的“小費政策”（politique des pourboires）。然後他將拿破崙的書面領土要求傳達給德國南部巴伐利亞、符騰堡、巴登和黑森-達姆施塔特等其他邦国，這加速了與這些邦国认可普鲁士并与之結成防禦性軍事聯盟。法國強烈反對任何進一步的德意志國家聯盟，因为這將大大加強普魯士的軍事實力。
法國政策的唯一結果是普魯士同意薩克森、巴伐利亞、符騰堡、巴登和黑森-達姆施塔特名義上的獨立，這是一個小小的勝利，對於想要領土和想要一支法國軍隊的法國公眾來說，這是一場沒有味道的勝利。這種情況既不適合法國，它意外地發現自己毗鄰軍事強大的普魯士領導的北德意志聯邦；也不適合普魯士，後者的首要目標是完成將德國各邦統一在其控制下的過程。因此兩國自1866年以來爆发戰爭只是時間問題。
在普魯士，一些官員認為對法國的戰爭是不可避免的，也是必要的，以在那些允許統一大德意志帝國的國家喚起德意志民族主義。普魯士總理奧托·馮·俾斯麥後來的聲明體現了這一目標：“我毫不懷疑，在實現統一德國的建設之前必須有法德戰爭。”俾斯麥也知道法國應該是衝突中的侵略者使德國南部的四個邦国與普魯士站在一邊，從而賦予德國人數量上的優勢。他堅信法國不會在與德國的戰爭中找到任何盟友，原因很簡單，“勝利者法國將對所有人構成威脅——普魯士對任何人都不構成威脅”，他補充說，“這是我們的強項。”許多德國人也將法國人視為歐洲傳統秩序的破壞者，並試圖削弱法國以防止進一步破壞和平。
戰爭的直接原因在於普魯士亲王霍亨索倫-西格馬林根的利奧波德競爭西班牙王位。法國害怕出现曾经哈布斯堡王朝的情况，即被普魯士和西班牙的聯盟东西包圍。霍亨索倫亲王的候選資格在法國的外交壓力下被撤回，但奧托·馮·俾斯麥通過發布修改後的埃姆斯电报的摘要來煽動法國宣戰，這是威廉一世發送的電報，拒絕了法國要求普魯士不再支持霍亨索倫候選資格的要求。俾斯麥的摘要，被法國媒體誤譯，聽起來好像國王以貶低的方式對待法國特使，這激怒了法國的公眾輿論。

普法戰爭时期的外国君主
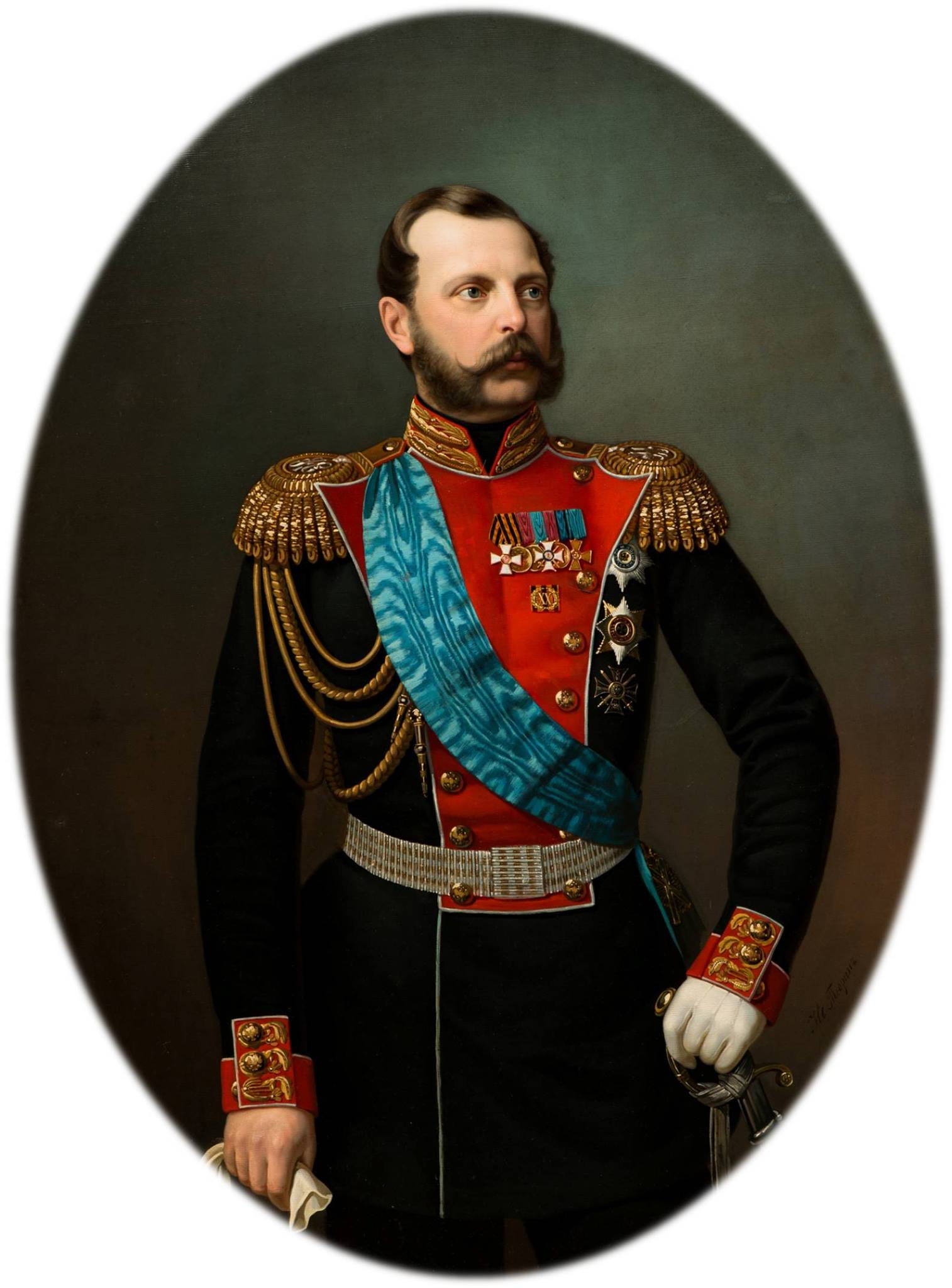
俄國沙皇亞歷山大二世
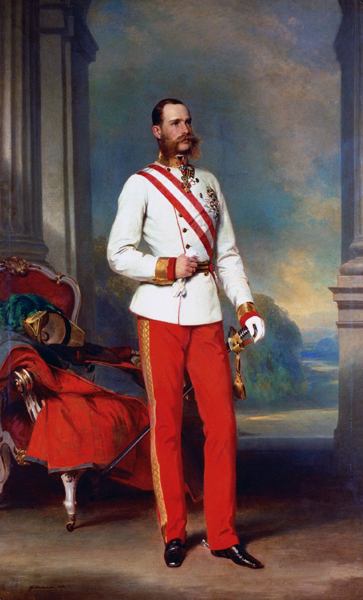
奧地利皇帝弗朗茨·約瑟夫一世
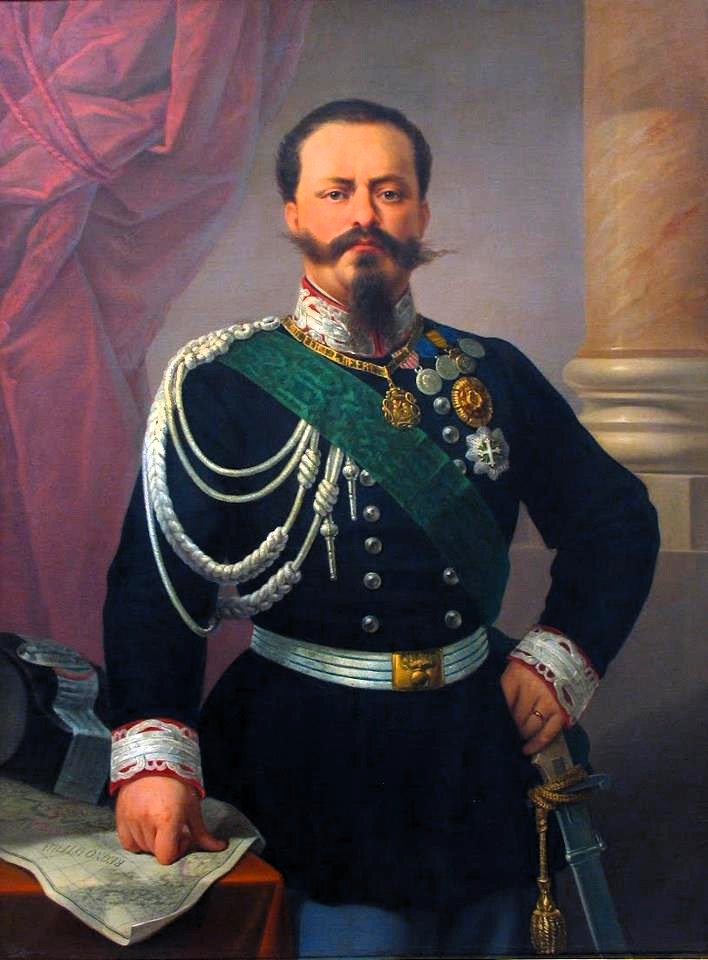
意大利国王埃马努埃莱二世
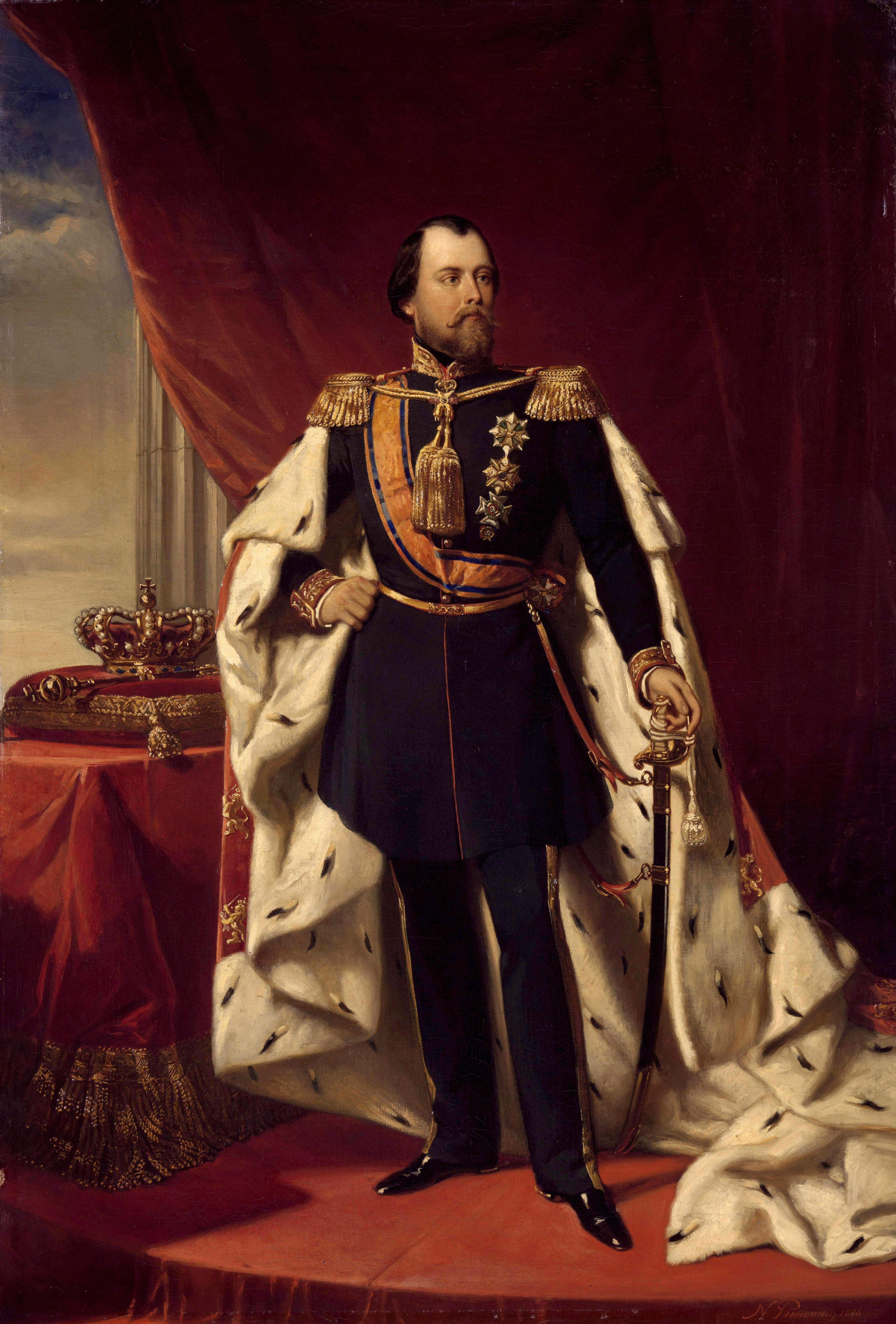
尼德蘭國王兼林堡公爵和盧森堡大公威廉三世
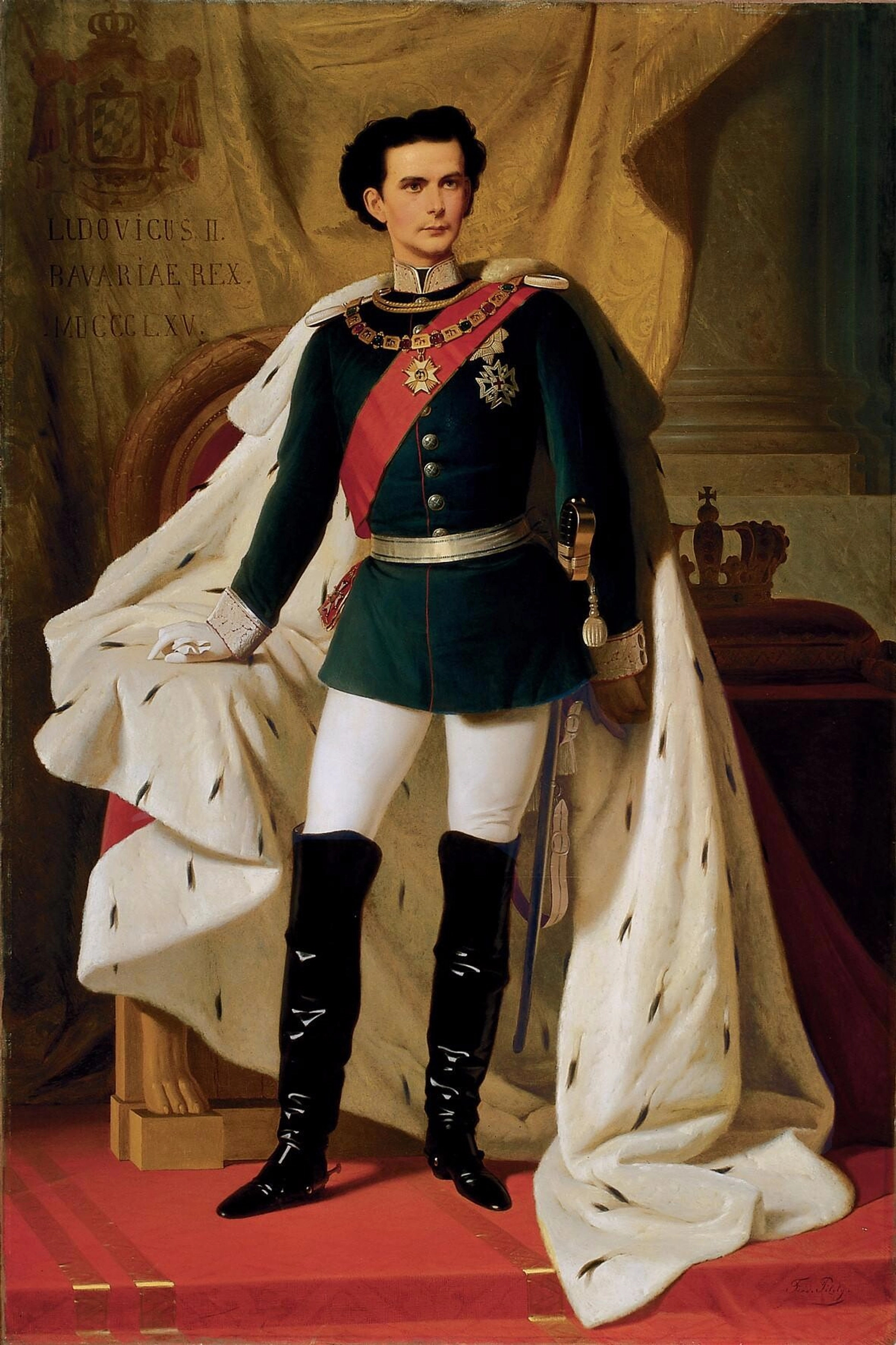
巴伐利亞國王路德維希二世

法國歷史學家弗朗索瓦·羅斯（François Roth）和皮埃爾·米爾扎（Pierre Milza）認為，拿破崙三世受到好戰的媒體和輿論的壓力，因此尋求戰爭以應對法國在奧普戰爭後未能獲得任何領土利益的外交失敗。拿破崙三世相信他會贏得與普魯士的衝突。他的宮廷中的許多人，例如歐仁妮皇后，也希望通過一場胜利的戰爭來解決日益嚴重的國內政治問題，恢復法國在歐洲無可爭議的主導地位，並確保波拿巴家族的長期存續。1870年5月8日舉行的全國公民投票結果壓倒性地支持了皇帝的國內議程，給人的印像是該政權在政治上很受歡迎，並且有能力對抗普魯士。在公民投票的幾天內，法國的和平主義外交部長拿破崙，達魯伯爵被普魯士的激烈反對者阿格諾爾取代，他於1866年擔任法國駐奧地利大使，廣告主張與普魯士建立奧法軍事聯盟。拿破崙三世日益惡化的健康問題使他越來越無法控制歐仁妮皇后、格拉蒙和其他被統稱為“馬穆魯克”的鷹派成員。對於俾斯麥來說，格拉蒙的提名被視為“一種高度好戰的症狀”。

普法戰爭中普方的主要人物
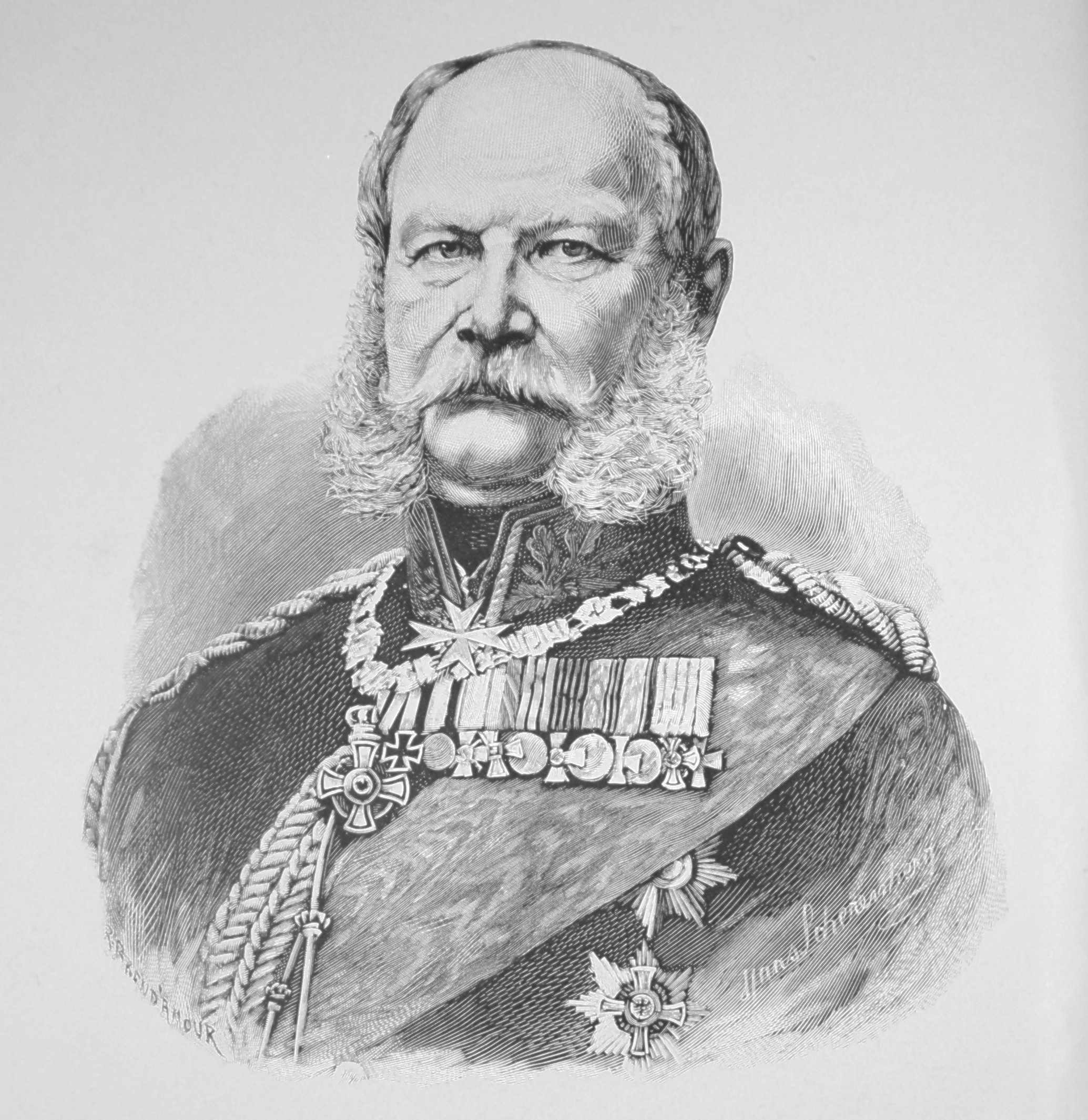
普魯士國王威廉一世
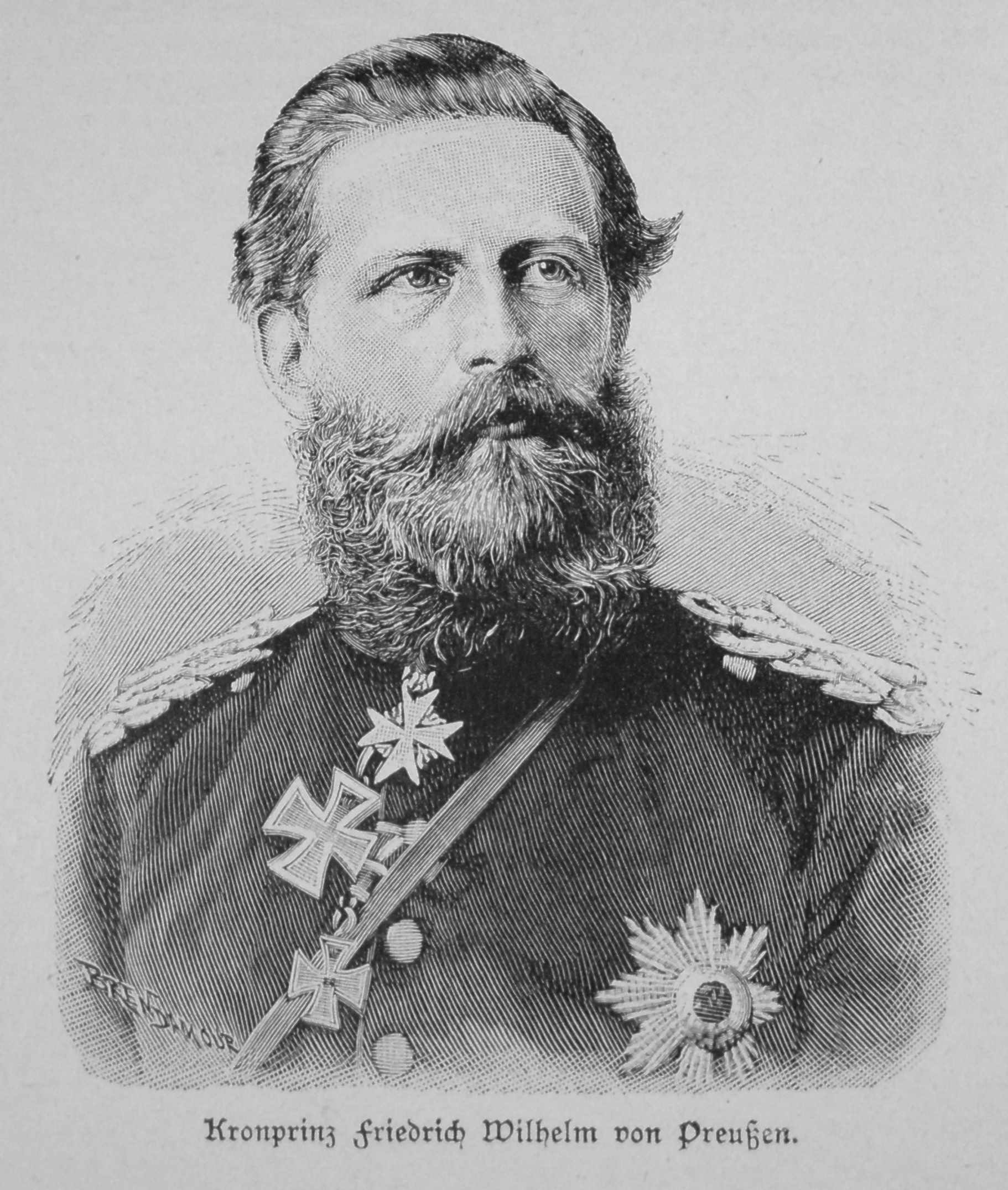
王储腓特烈三世
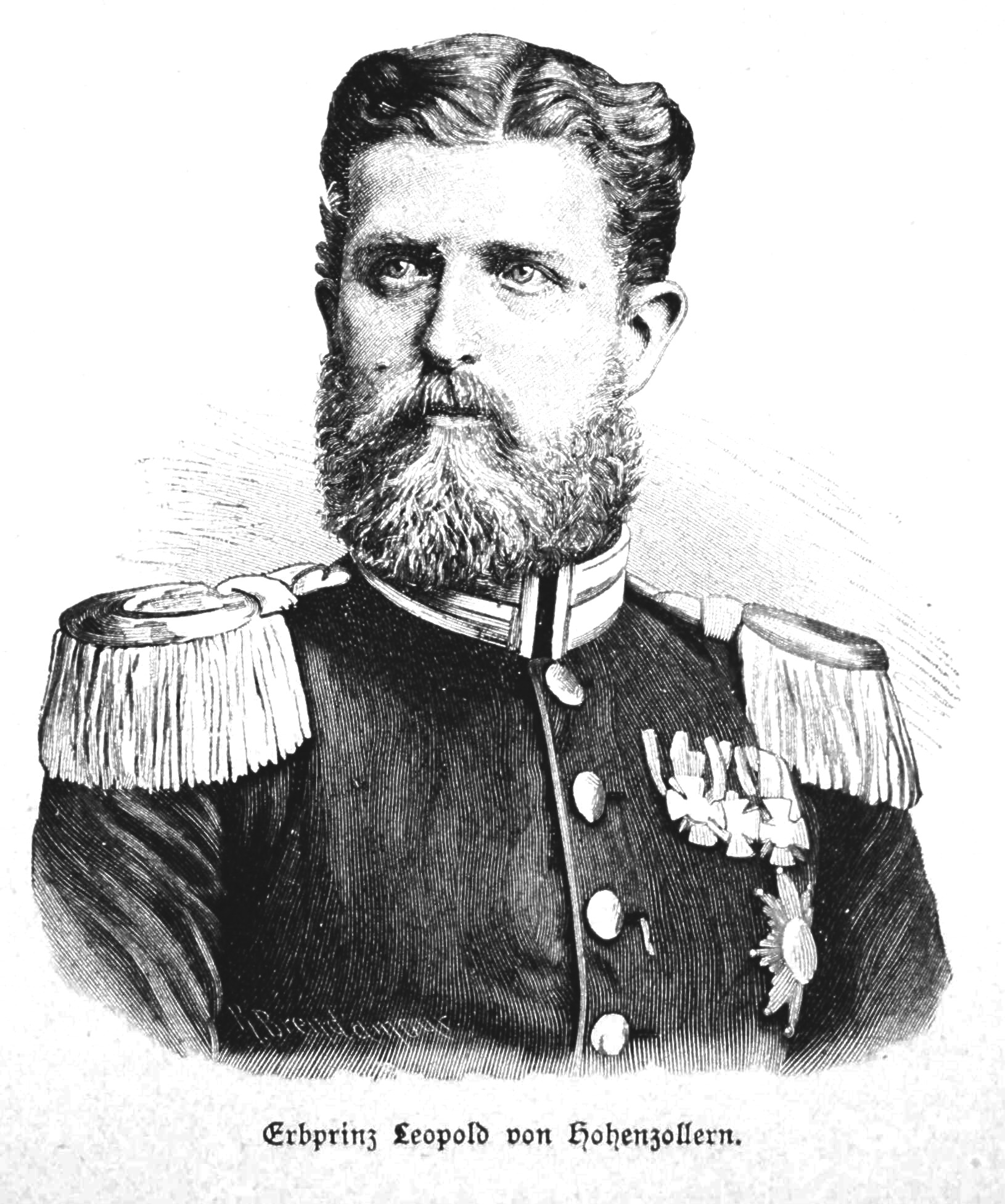
霍亨索倫-西格馬林根的利奧波德親王
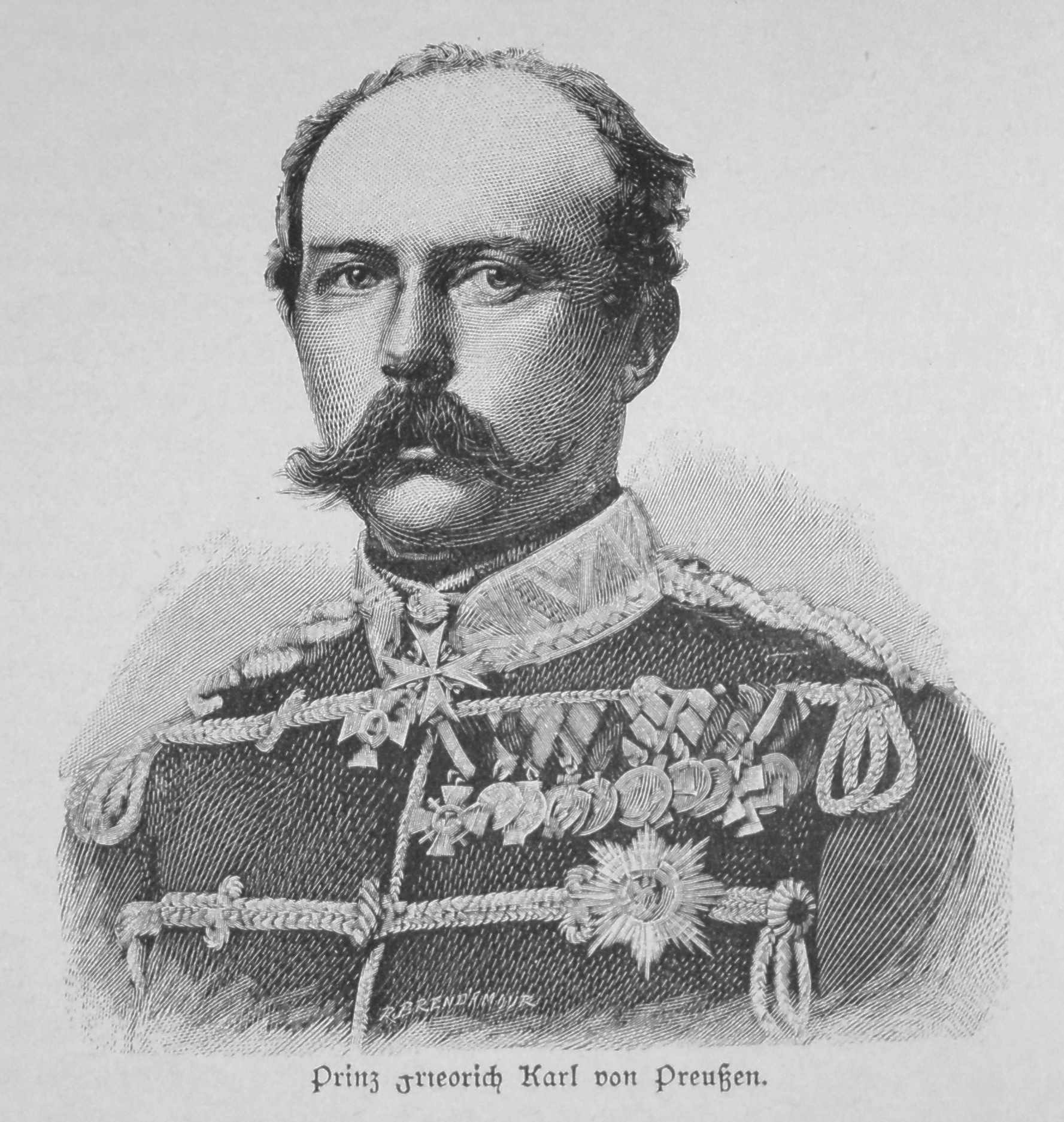
“血王子”腓特烈·卡尔
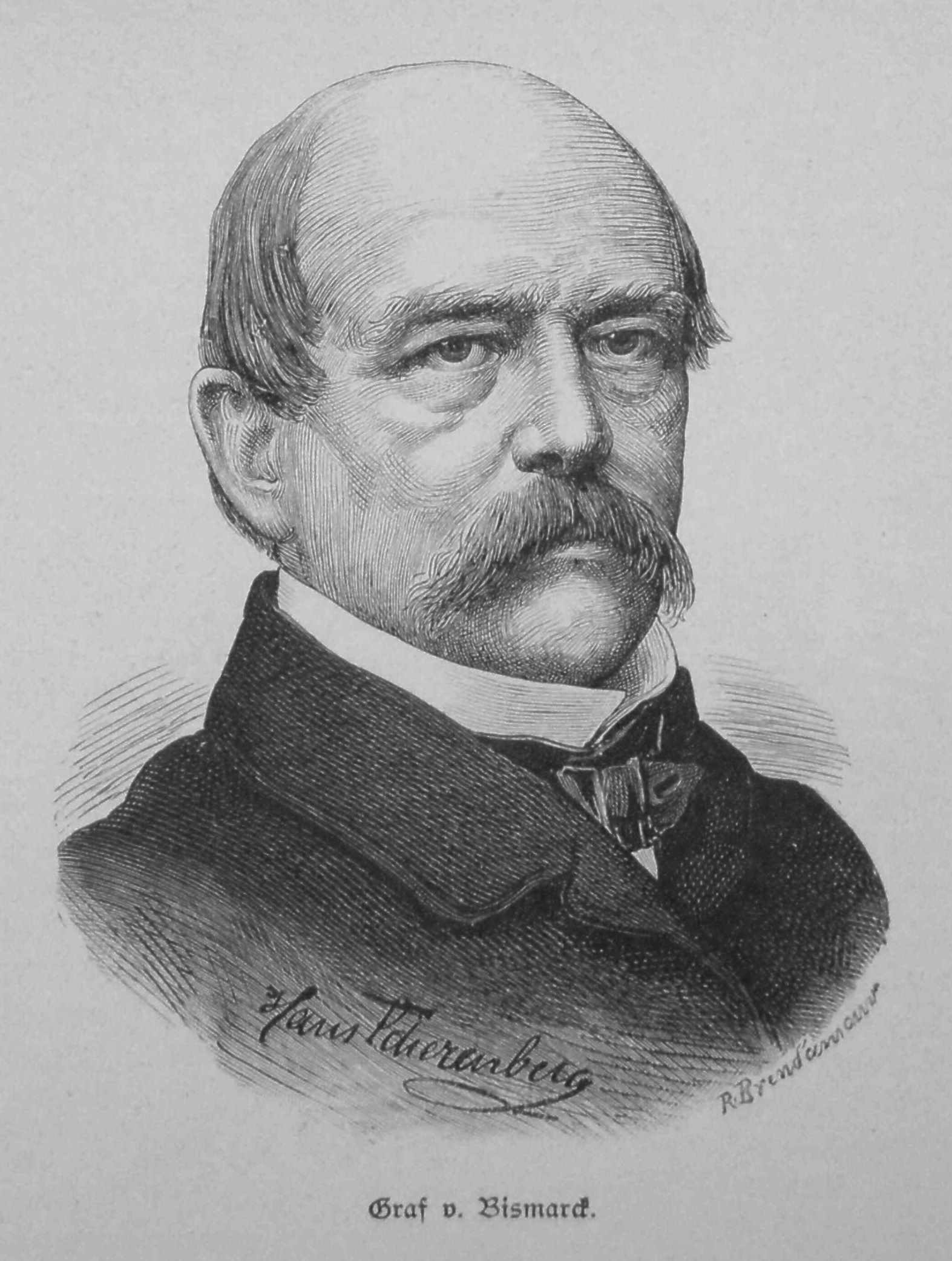
奧托·馮·俾斯麥
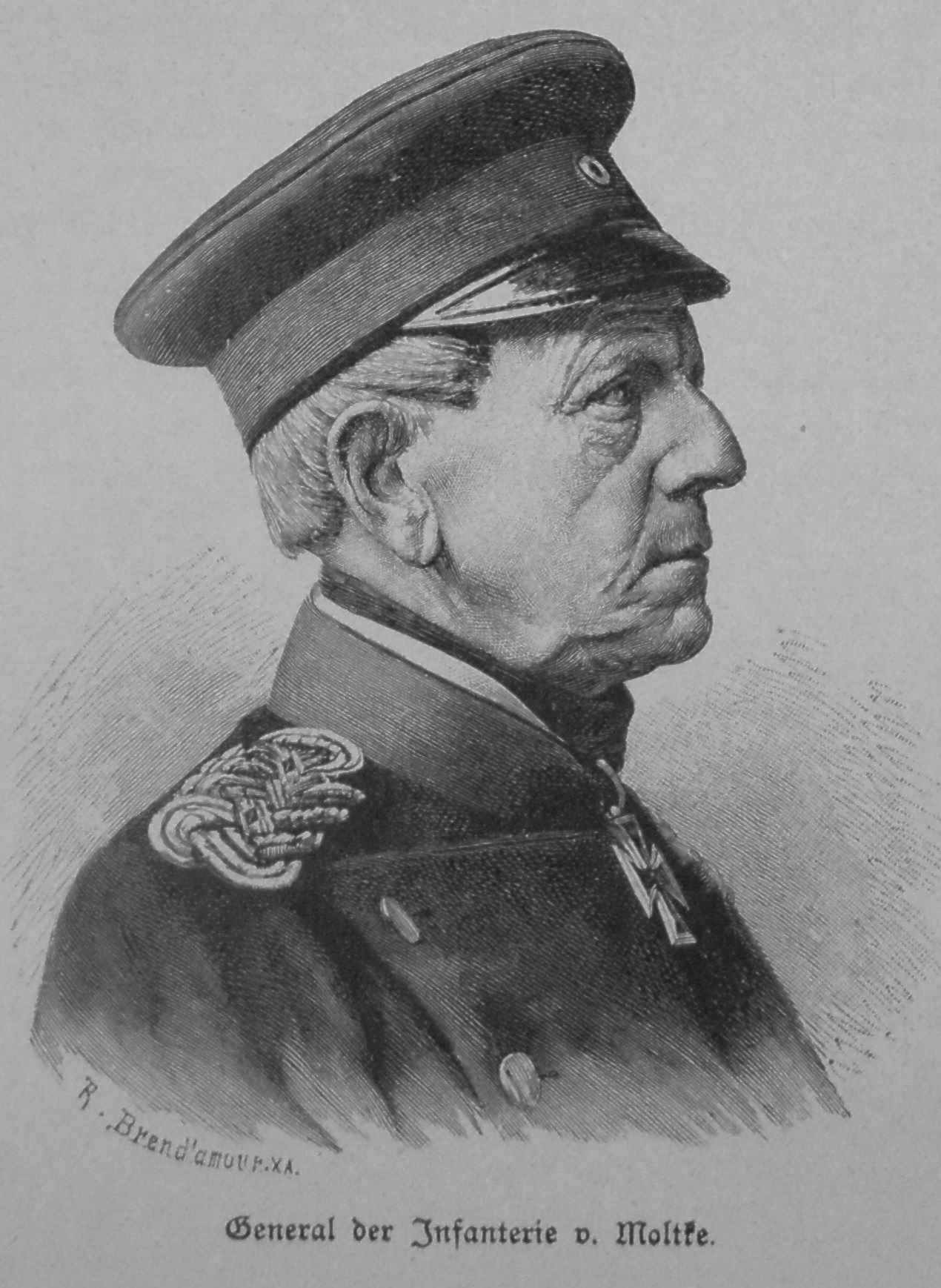
赫爾穆特·馮·毛奇
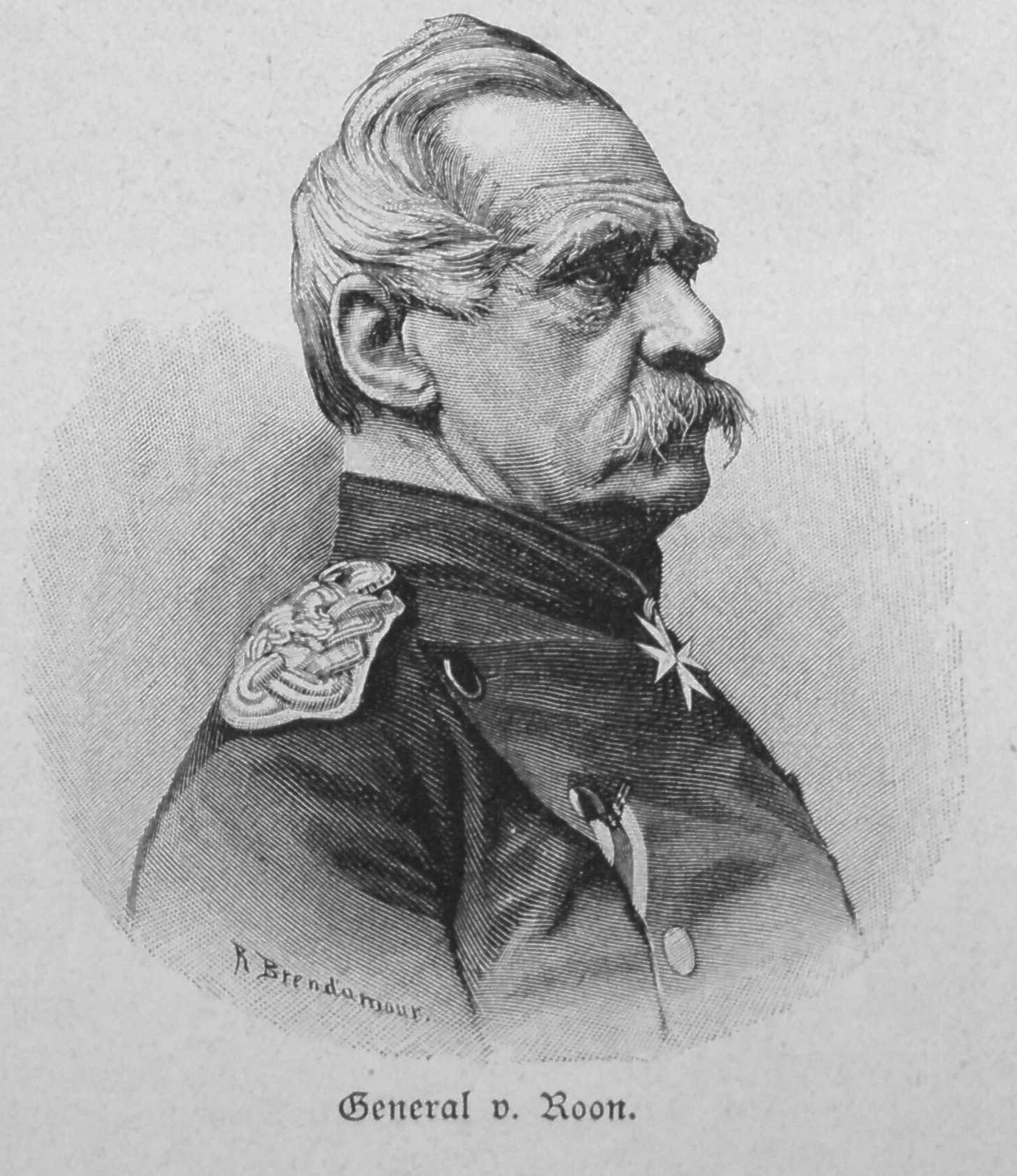
阿尔布雷希特·冯·罗恩
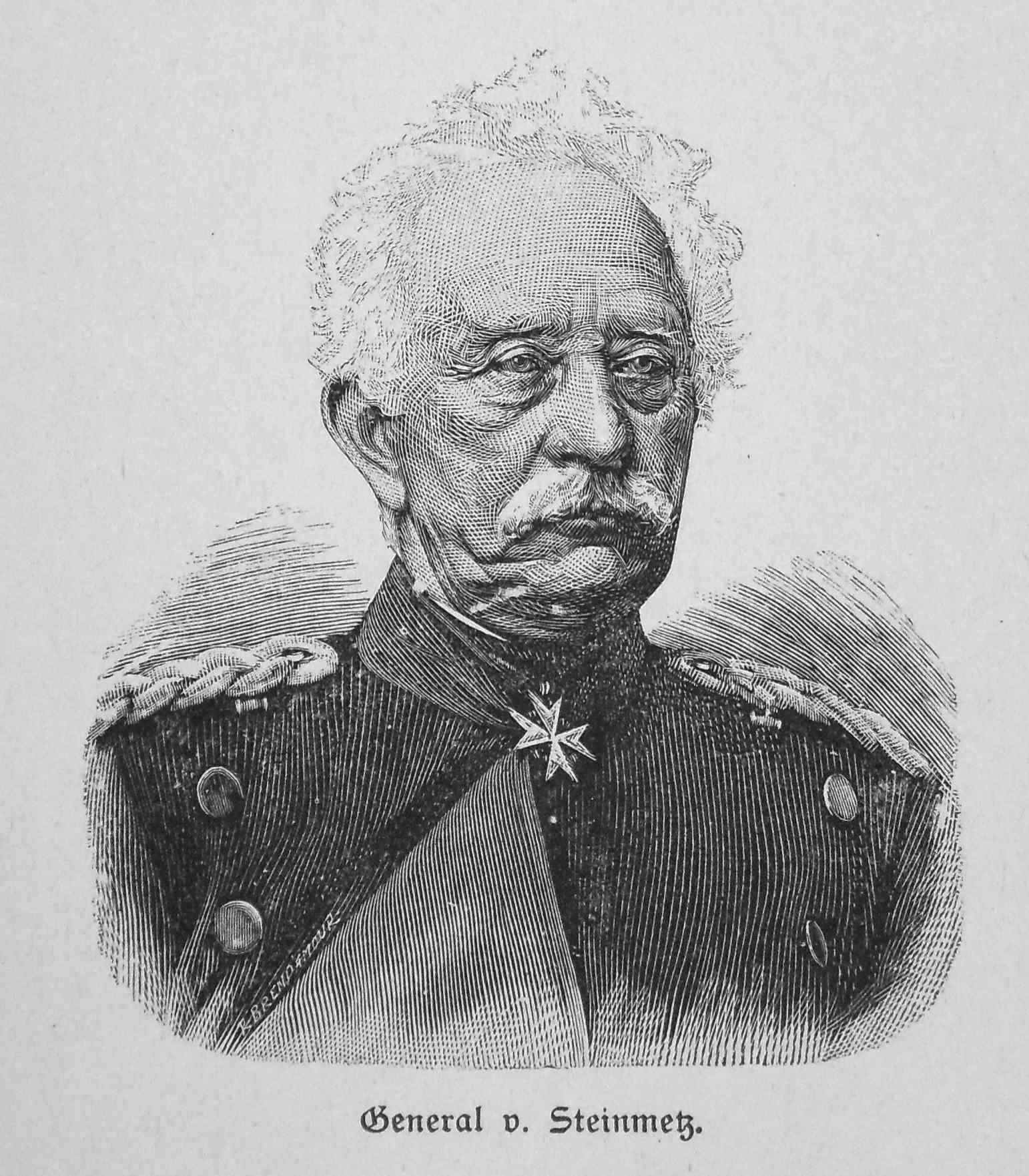
卡爾·馮·施泰因梅茨
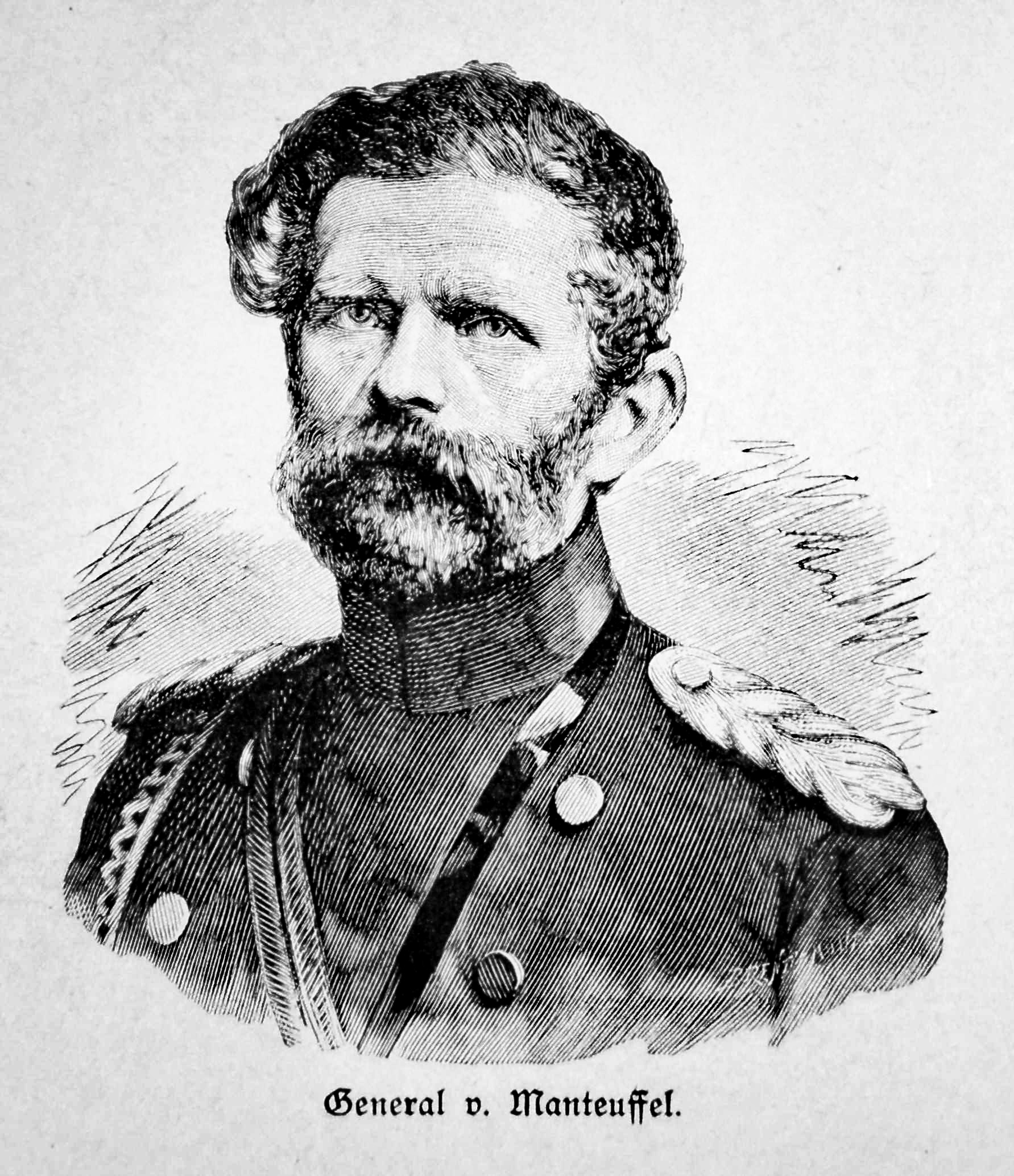
埃德溫·馮·曼陀菲爾

1870年7月13日的埃姆斯電報對法國公眾輿論產生的影響正是俾斯麥所期望的。俾斯麥後來寫道：“這段文字在高盧公牛身上產生了一面紅旗的效果”。法國外交部長格拉蒙宣稱，他覺得“自己剛剛挨了一記耳光”。議會中的君主主義者領袖阿道夫·梯也爾發表了溫和的言論，認為法國已贏得了外交戰，沒有戰爭的理由。但他被稱為叛徒和普魯士人的呼聲淹沒了。拿破崙的新任總理埃米爾·奧利維爾宣布，法國已盡其所能以人道和光榮的方式阻止戰爭，他“以輕鬆的心情”接受了責任。15,000-20,000人手持旗幟和愛國旗幟，在巴黎街頭遊行，要求戰爭。法國於7月15日早些時候下令動員。在收到法國動員的消息後，北德意志邦聯在7月15日至16日晚上進行了動員，巴伐利亞和巴登在7月16日和符騰堡在7月17日也進行了動員。1870年7月19日，法國人向普魯士政府發出戰爭宣言，德國南部各州立即站在普魯士一邊。

因为拿破崙三世時期的法國沒有與其他列強結盟的記錄，幾乎沒有盟友在普法的冲突中參戰。法国高层原本的预估只有胜利，正如法國外交部長格拉蒙所說，這是“法國引誘警惕的奧地利人、意大利人和丹麥人加入法方阵营的唯一途徑”。他根本沒有考慮拉拢俄羅斯站在法國一邊，因為俄羅斯意图取消在克里米亞戰爭後根據1856年簽訂的《巴黎條約》中对俄罗斯黑海建造海軍的限製作為其帮助法国的先決條件。但法國還沒有準備好同意这一请求，“波拿巴不敢侵犯《巴黎條約》：現在發生的事情越糟糕，過去的遺產就越珍貴”。

普法戰爭中法方（帝国）的主要人物
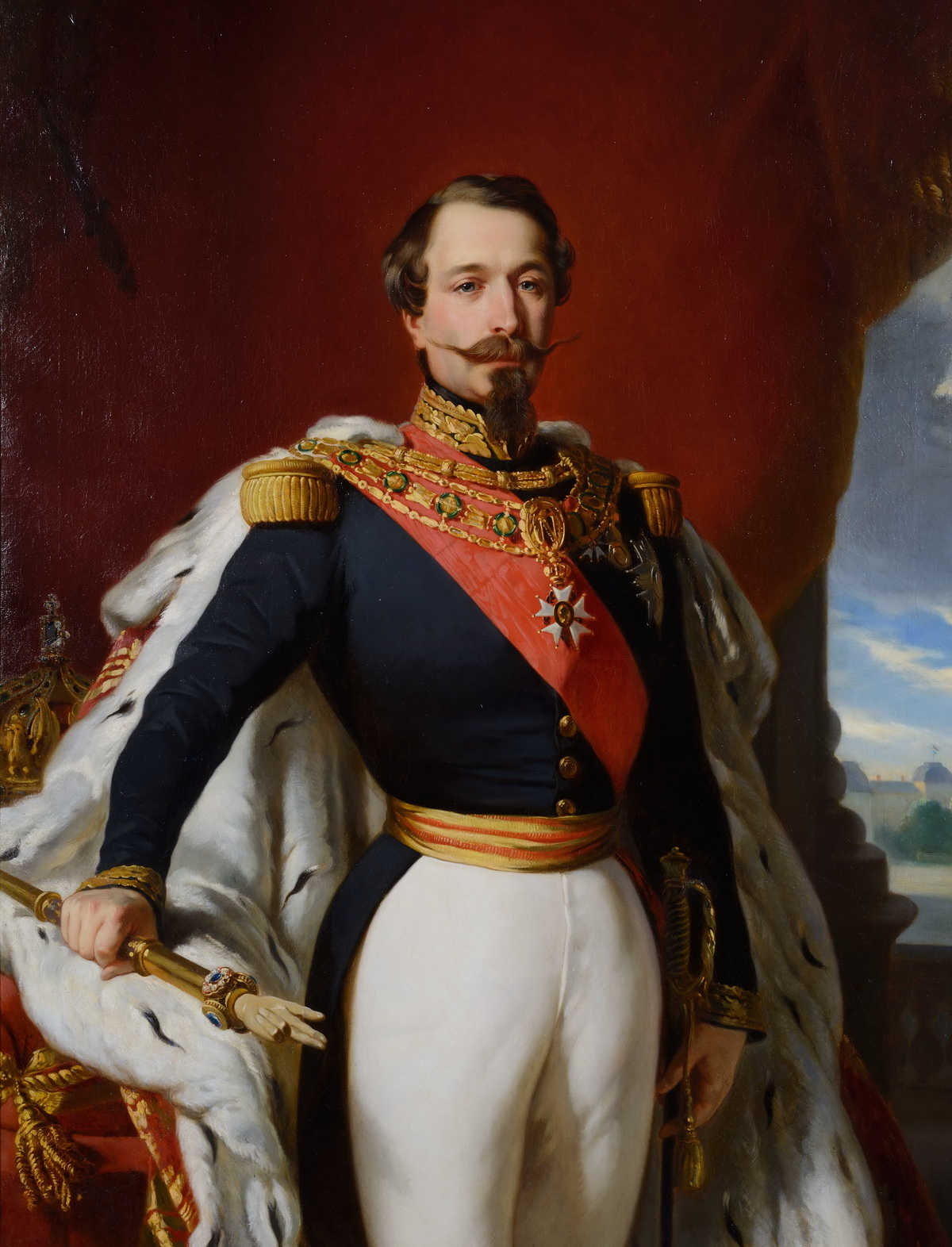
法皇拿破崙三世
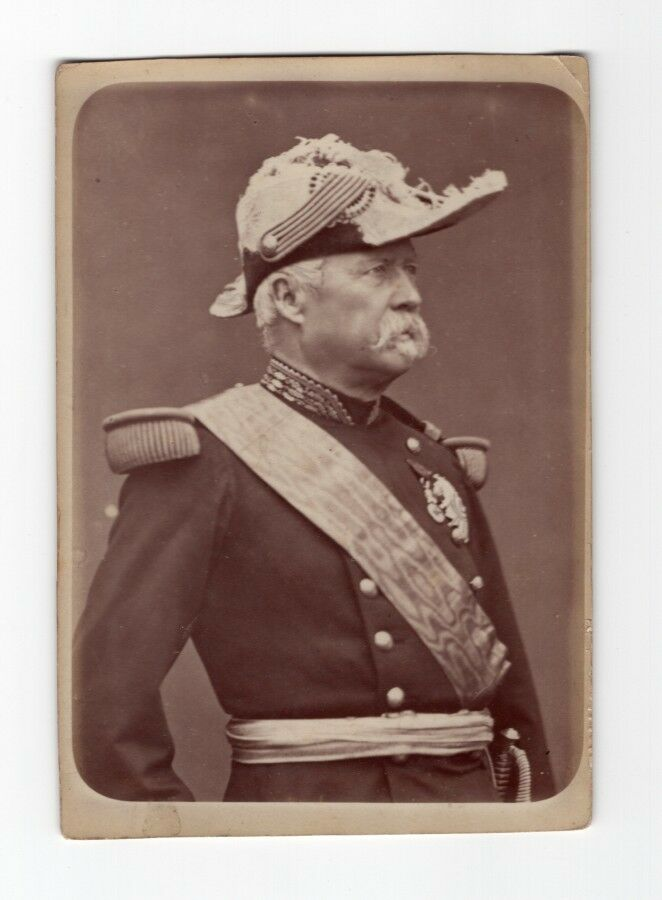
帕特里克·麥克馬洪
弗朗索瓦·阿希爾·巴贊
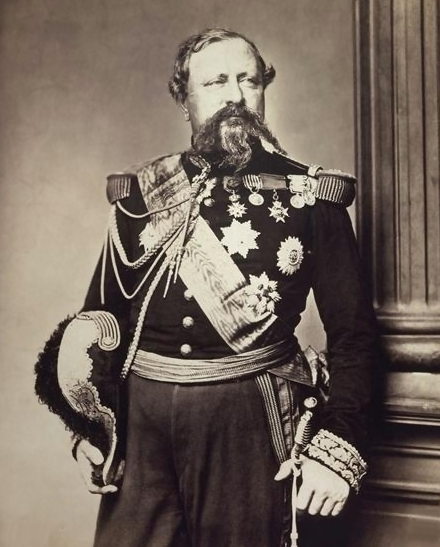
埃德蒙·勒伯夫
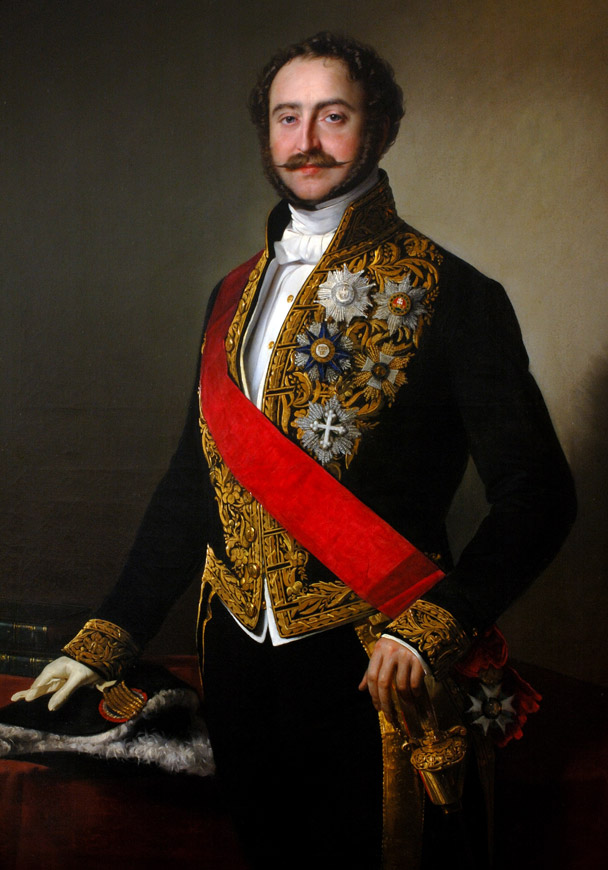
格拉蒙公爵阿格诺尔

## 战前军力

### 法国

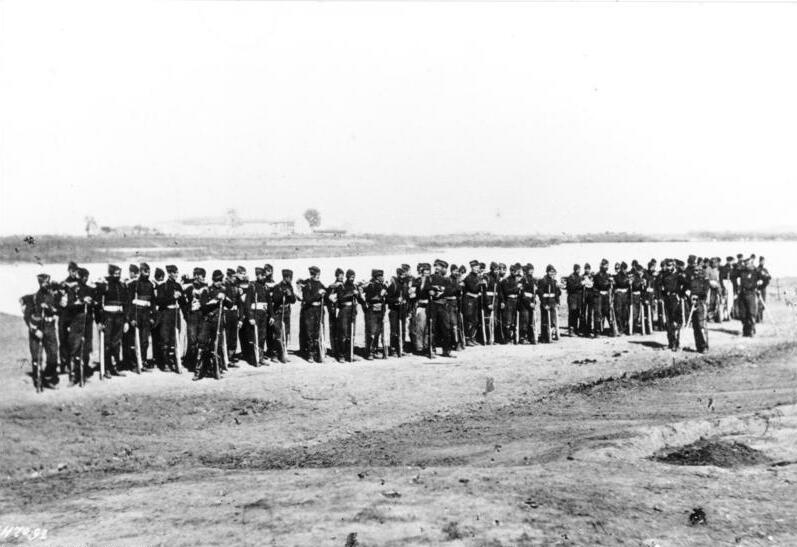
1870年梅斯要塞的法國軍隊

法國軍隊在和平時期由大約426,000名士兵組成，其中一些是正規軍，另一些是應徵入伍者，他們在1869年3月之前通過投票選出並服役了相對較長的七年。他們中的一些人是法國在克里米亞戰爭、征服阿爾及利亞、法奧戰爭和墨西哥戰爭中的退伍軍人。然而在四年前普魯士和奧地利之間的七週戰爭之後，據計算，由於需在法属阿尔及利亚和其他殖民地駐軍，法國軍隊只能派出288,000人來對抗普魯士軍隊，而打完整場戰爭可能需要100萬人。在阿道夫·尼埃尔元帥的領導下，進行了緊急改革。普遍徵兵和更短的服役期增加了預備役人員的數量，他們將把軍隊擴大到計劃動員的800,000人。那些因任何原因沒有被徵召入伍的人將被編入流動役（Garde Mobile），這批部隊名義兵力為400,000人。然而這些改革尚未完全實施，普法戰爭就爆發了。預備役人員的動員混亂，導致大量散兵游勇，而前衛機動部隊通常未經訓練且經常叛變。 
法國步兵配備了後膛裝填的沙塞波特步槍，這是當時世界上最現代化的大規模生產槍支之一，法國庫存中有1,037,555支。使用橡膠密封圈和較小的子彈，沙塞波特步枪的最大有效射程約為1,500米（4,900英尺），並且重新裝彈時間很短。法國的戰術強調在塹壕戰風格的戰鬥中使用沙塞波特步槍進行防禦——即所謂的feu de bataillon。火砲裝備有膛線、前膛裝的拉赫特炮 （La Hitte）。軍隊還擁有機關槍的前身：米特留斯排放槍，它可以釋放強大的集中火力，但射程不足，而且相對固定，因此很容易被反制。米特留斯排放槍安裝在砲架上，並以與大砲類似的方式分組在弹药箱中。
這支軍隊名義上由拿破崙三世領導，实际由元帥弗朗索瓦·阿希爾·巴贊和帕特里斯·德·麥克馬洪指揮。但是這支部隊並沒有事先安排好的戰爭計劃。

### 德国

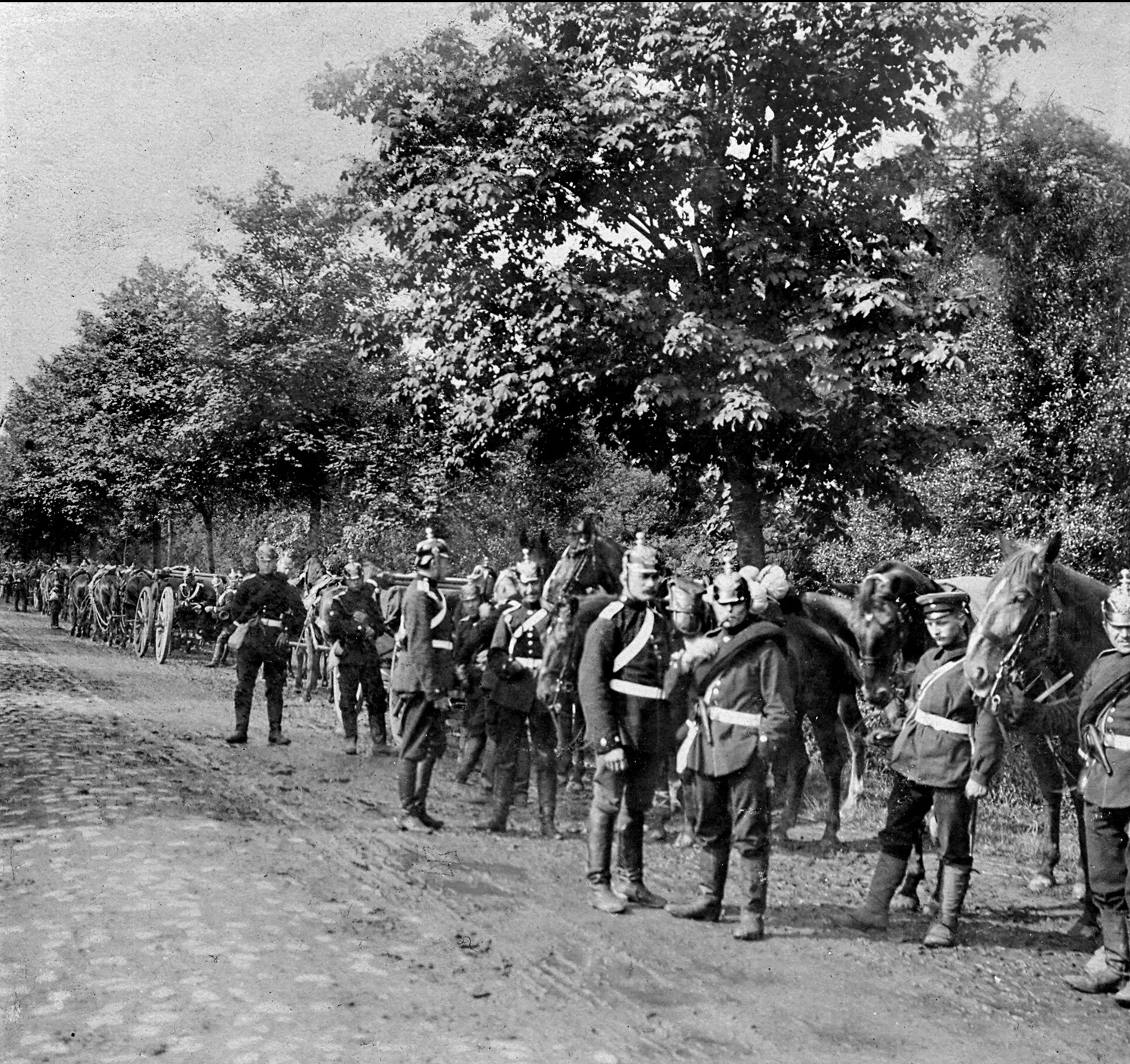
1870年9月從托爾西進軍的普魯士軍隊

德國軍隊由普魯士王國領導的北德意志聯邦和南德意志各州組成，根據1866年7月26日尼科爾斯堡和约的初步设置秘密條款，並在1866年8月23日的布拉格條約中正式化。
各個軍隊的招募和組織幾乎相同，並且基於每年徵兵的概念，這些人然後在常規團中服役一段固定期限，然後被轉移到預備隊。這一過程得出的理論和平時期兵力為382,000人，戰時兵力約為1,189,000人。
德國的戰術強調像坎尼這樣的包圍戰，並儘可能使用火砲進攻。普魯士步兵不是以縱隊或線隊形式前進，而是以更難被砲兵或法國防禦火力瞄準的小團體移動。可用的士兵數量之多使得大規模包圍和摧毀法國編隊相對容易。 
軍隊配備了德赖斯針槍，該槍因其在克尼格里茨戰役中的使用而聞名，此時距离其最早投入使用已超过25年。步槍的射程只有600m，並且缺少允許瞄準射擊的橡膠後膛密封件。著名的克虜伯6磅炮（儘管槍被稱為6磅炮，但實際為6公斤，膛線技術使火砲能夠以相同口徑發射兩倍重量的彈丸）的鋼後膛彌補了針槍的不足，普魯士砲兵得以連發射、裝載大砲。克虜伯火砲發射接觸引爆的砲彈，其射程比法國青銅砲口裝填炮的射程更遠，射速更高，而後者依賴於錯誤的時間保險絲。
普魯士軍隊由陸軍元帥赫爾穆特·馮·毛奇領導的總參謀部指挥。总参谋部自1810年代的军事改革开始设立，普魯士軍隊是欧洲唯一拥有此類組織的军队，其目的是在和平時期制定整體戰爭戰略，在戰時指導作戰行動並組織後勤和通信。總參謀部的軍官是從普魯士戰爭學院（Kriegsakademie）中挑選出來的。毛奇积极採用新技術，特別是鐵路和電報，以協調和加速大規模部隊的動員。

## 戰爭經過

### 法军先发制人

#### 攻势的准备

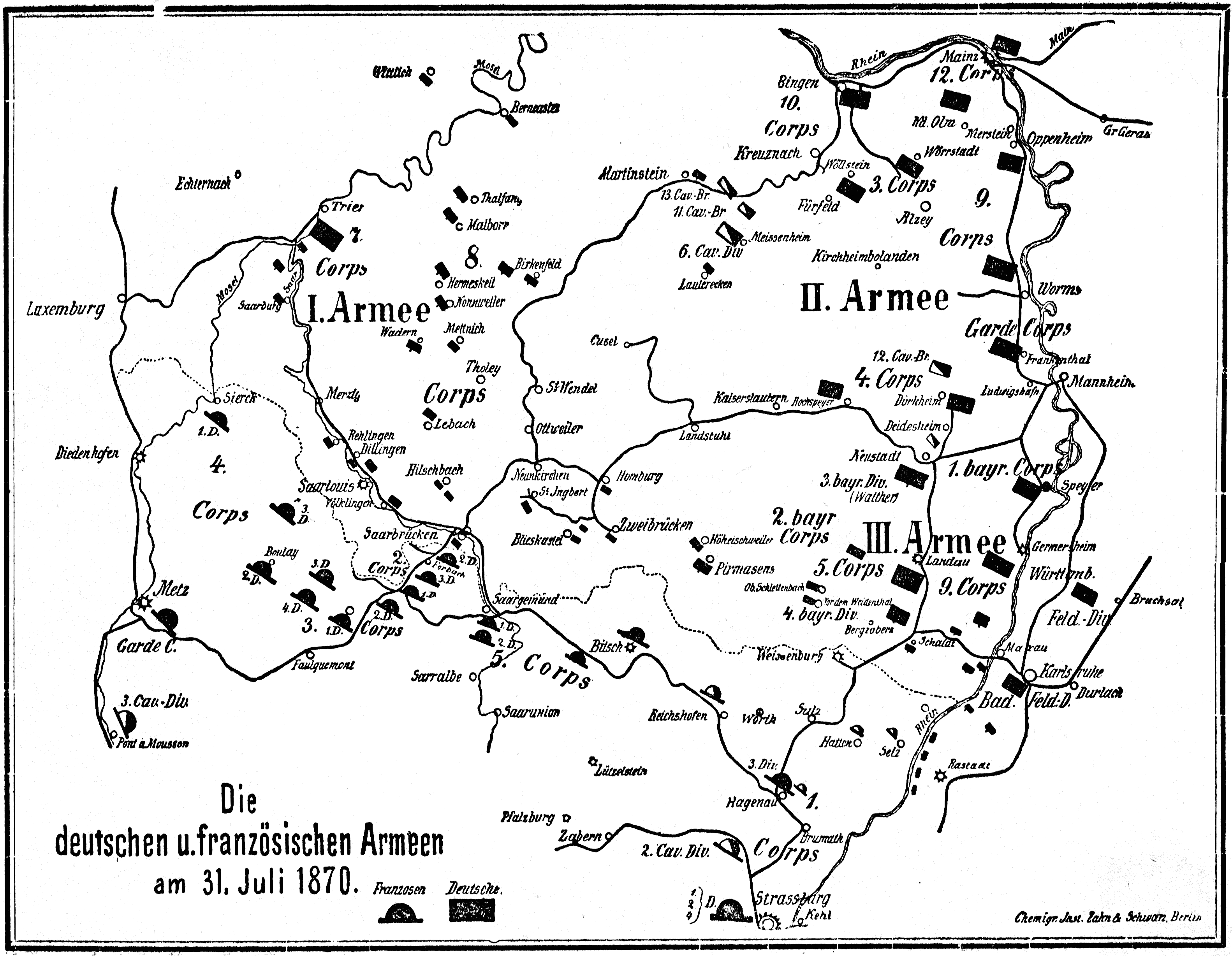
在1870年7月31日普法兩國軍隊的分佈圖

1870年7月28日，拿破崙三世離開巴黎前往梅斯，並擔任新命名的萊茵軍團的指揮官，該軍團約有202,448人，人员預計將隨著法國動員的進展而增長。麥克馬洪元帥在維桑堡附近指揮第一軍（4個步兵師），弗朗索瓦·坎羅貝爾元帥將第六軍（4個步兵師）帶到法國北部的馬恩河畔沙隆作為預備隊，以防止普魯士通過比利時推進。 
已故的尼埃尔元帥制定的戰前計劃要求法軍從蒂永維爾向特里爾和普魯士萊茵蘭發起猛烈進攻。該計劃被夏爾·弗羅薩德將軍和巴特勒米·勒布倫將軍放棄，取而代之的是一項防禦計劃，該計劃要求萊茵軍團在德國邊境附近保持防禦態勢並擊退普魯士的任何進攻。由於奧地利與巴伐利亞、符騰堡和巴登預計將加入對普魯士的復仇戰爭，第一軍團將入侵巴伐利亞普法爾茨，並與奥匈帝国軍隊一起“解放”德國南部的四個邦國。第六軍團將根據需要增援任何一支軍隊。
不幸的是，對於弗羅薩德的計劃，普魯士軍隊的動員速度比預期的要快得多。奧匈帝國在普奧戰爭中被普魯士擊敗後仍然感到不安，他們小心翼翼地表示，只有在南德人積極看待法國人的情況下，他們才會站在法國一邊。這並沒有成為現實，因為四個德國南部國家已經向普魯士伸出援手，並正在動員他們的軍隊對抗法國。

#### 攻占萨尔布吕肯
|                                                                          | 〔法军〕泰然自若地进城，仿佛在沙隆的营地裡训练。 |
| ——杰弗里·瓦罗，《普法战争：1870-1871年德国征服法国》剑桥大学出版社，2003 |                                                |

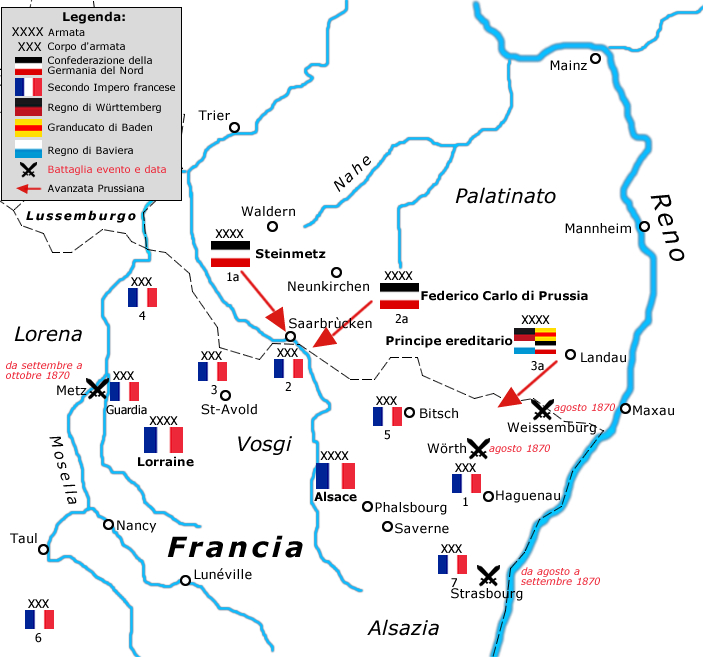
在战争开始时部署法国和德国军队；红色的普鲁士人的指导方针进入敌方领土

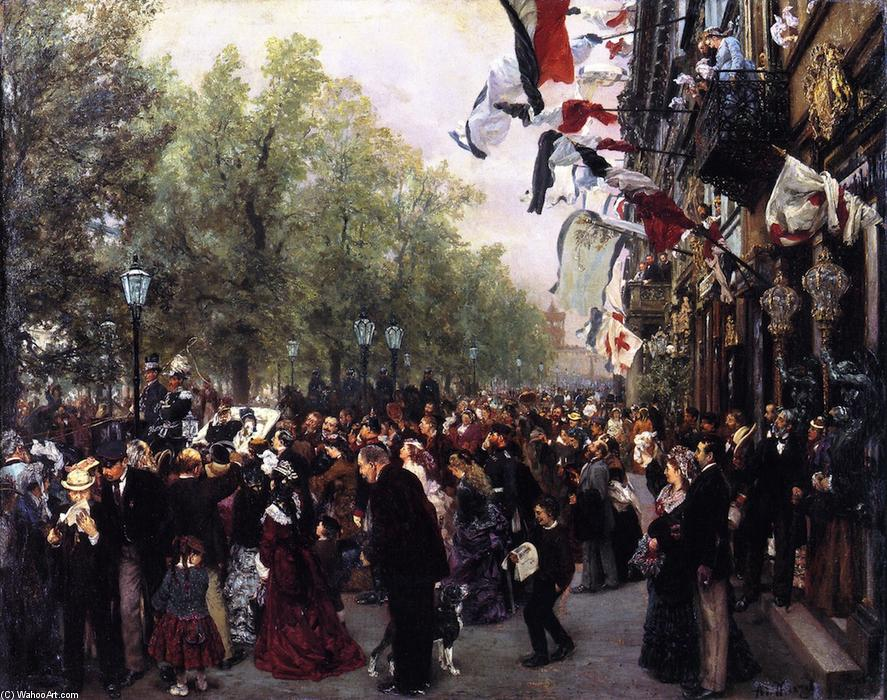
《1870年7月31日，國王威廉一世啟程參軍》，阿道夫·馮·門采爾作

拿破崙三世承受著巨大的國內壓力，要求在毛奇的全部力量動員和部署之前發動進攻。弗羅薩德部隊的偵察只發現了守衛邊境城鎮薩爾布呂肯的普魯士第16步兵師，就在整個萊茵軍團之前。因此7月31日，陸軍向薩爾河進發，佔領了薩爾布呂肯。
弗羅薩德將軍的第二軍團和巴贊元帥的第三軍團於8月2日越過德國邊境，開始從薩爾布呂肯鎮迫使普魯士第16步兵師的第40團進行一系列直接攻擊。沙塞波特步槍證明了它對针管步槍的價值，法國步槍兵在薩爾布呂肯周圍的小規模衝突中經常超過他們的普魯士对手。然而普魯士人頑強抵抗，法軍傷亡86人，而普魯士人傷亡83人。薩爾布呂肯也被證明是物流方面的主要障礙。那裡只有一條鐵路通往德國腹地，但可以很容易地由一支部隊防守，該地區唯一的河流系統沿著邊境而不是內陸流動。雖然法國人稱讚入侵是向萊茵蘭和後來的柏林邁出的第一步，但埃德蒙·勒伯夫將軍和拿破崙三世卻從外國新聞來源收到了令人震驚的報告，即普魯士和巴伐利亞軍隊除了北部的部隊外，有東南方向的部队集結。

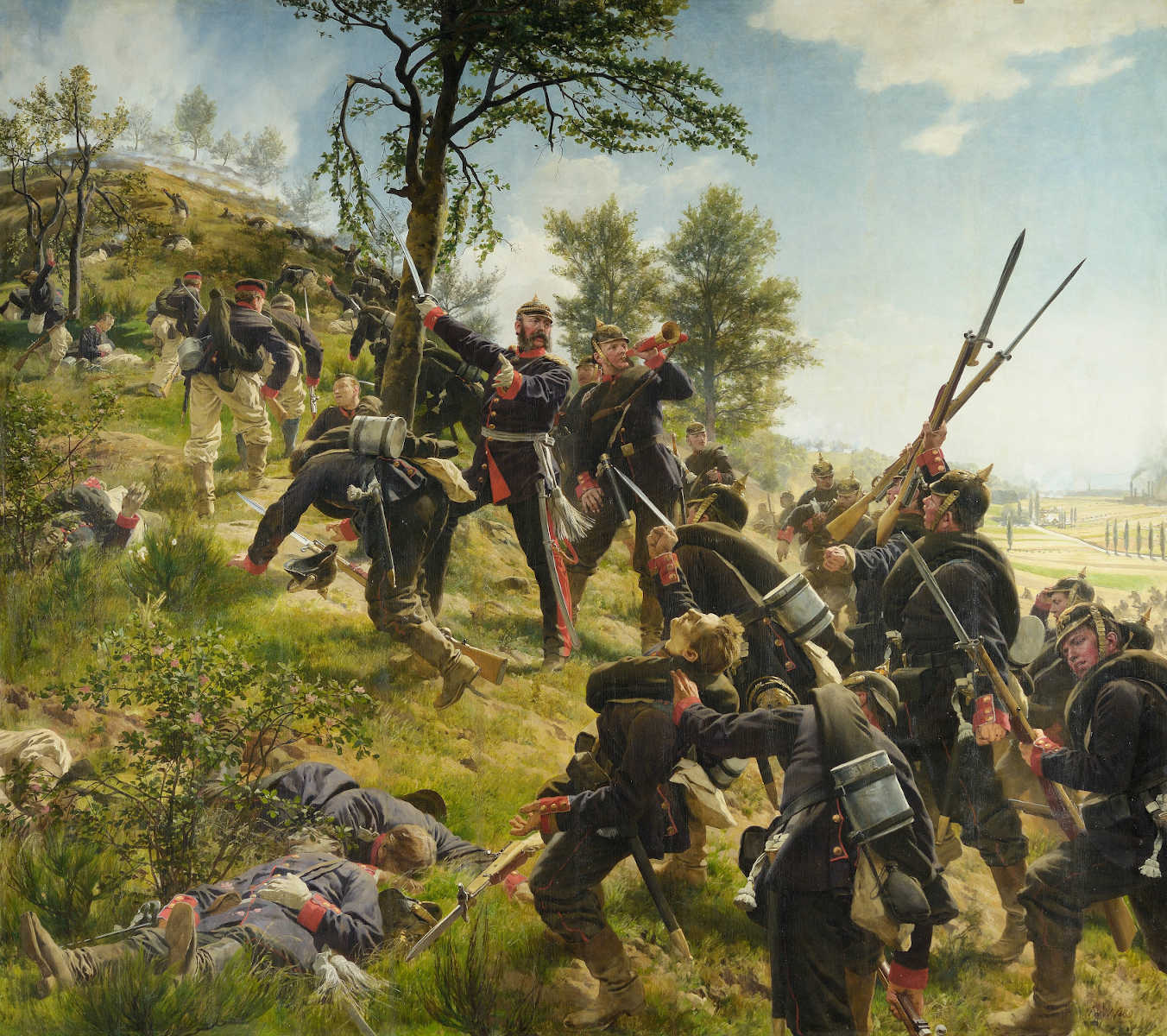
普魯士軍隊在薩爾布呂肯發起反攻

毛奇確實在該地區集結了三支軍隊，編制如下：
- 第一軍團（50,000人），由卡爾·馮·施泰因梅茨將軍指挥，总参谋长奥斯卡·冯·斯珀林，部署在薩爾路易對面，下轄：
  - 第1军，军长埃德溫·馮·曼陀菲爾
  - 第7军，军长海因里希·冯·扎斯特罗
  - 第8军，军长奥古斯特·卡尔·冯·格本
  - 第1骑兵师，师长朱利叶斯·冯·哈特曼
  - 第3骑兵师，师长格奥尔格·冯·格本

- 第二軍團（134,000人），由弗里德里希·卡爾親王指挥，总参谋长古斯塔夫·冯·斯蒂勒，部署在福爾巴赫-斯皮什倫一線對面，下轄：
  - 近卫军，军长符腾堡的奥古斯特
  - 第2军，军长爱德华·冯·弗兰塞基
  - 第3军，军长康斯坦丁·冯·阿尔文斯莱本
  - 第4军，军长古斯塔夫·冯·阿尔文斯莱本
  - 第9军，军长阿尔布雷希特·古斯塔夫·冯·曼施泰因
  - 第10军，军长康斯坦丁·伯恩哈德·冯·沃伊茨-雷茨
  - 第12军（萨克森王家陆军），军长萨克森王储阿尔布雷希特
  - 第5骑兵师，师长阿尔布雷希特·冯·莱茵巴本
  - 第6骑兵师，师长梅克倫堡-施威林的威廉

- 第三軍團（120,000人）由王儲腓特烈·威廉指揮，总参谋长萊昂哈特·馮·布盧門塔爾，包含符騰堡、巴伐利亞和巴登的軍隊，部署在維桑堡對面，下轄：
  - 第5军，军长雨果·冯·基希巴赫
  - 第6军，军长威廉·冯·廷普林
  - 第11军，军长朱利叶斯·冯·博斯
  - 巴伐利亚第1军，军长路德维希·冯·德·坦恩-拉萨姆豪森男爵
  - 巴伐利亚第2军，军长雅各布·冯·哈特曼
  - 符騰堡-巴登联合军
    - 符腾堡师，师长雨果·冯·奥伯尼茨
    - 巴登师，师长古斯塔夫·弗里德里希·冯·拜尔

  - 第2骑兵师，师长施托尔贝格-韦尼格罗德的威廉伯爵
  - 第4骑兵师，师长普魯士亲王阿爾布雷希特

### 普鲁士的进攻
|                                                         | 边境上征服的大军不会因雄辩而止步。 |
| ——奥托·冯·俾斯麦，1867年9月24日在北德意志邦联议会的演讲 |                                    |

#### 维桑堡战役

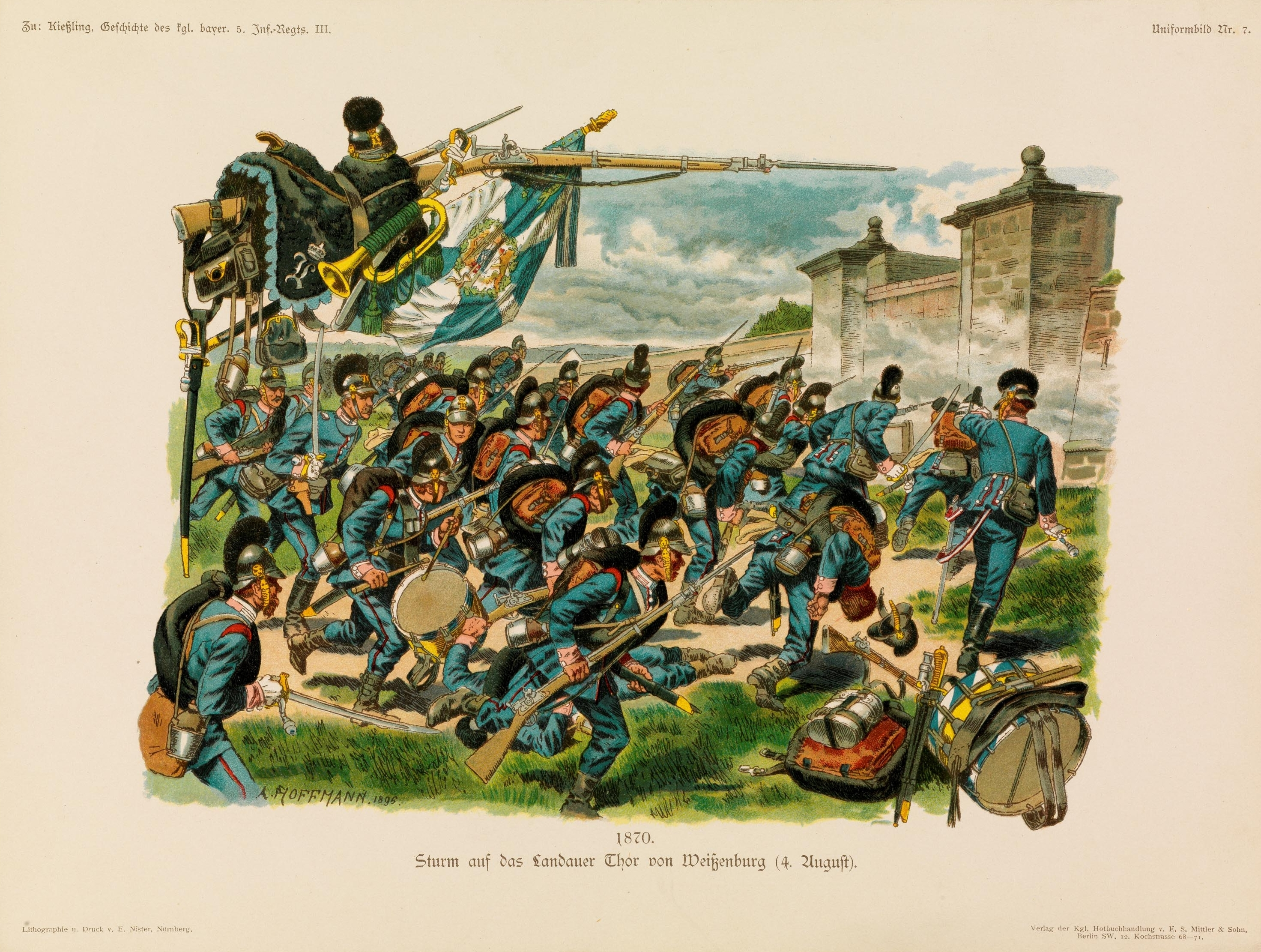
巴伐利亚陆军在维桑堡战役中推进

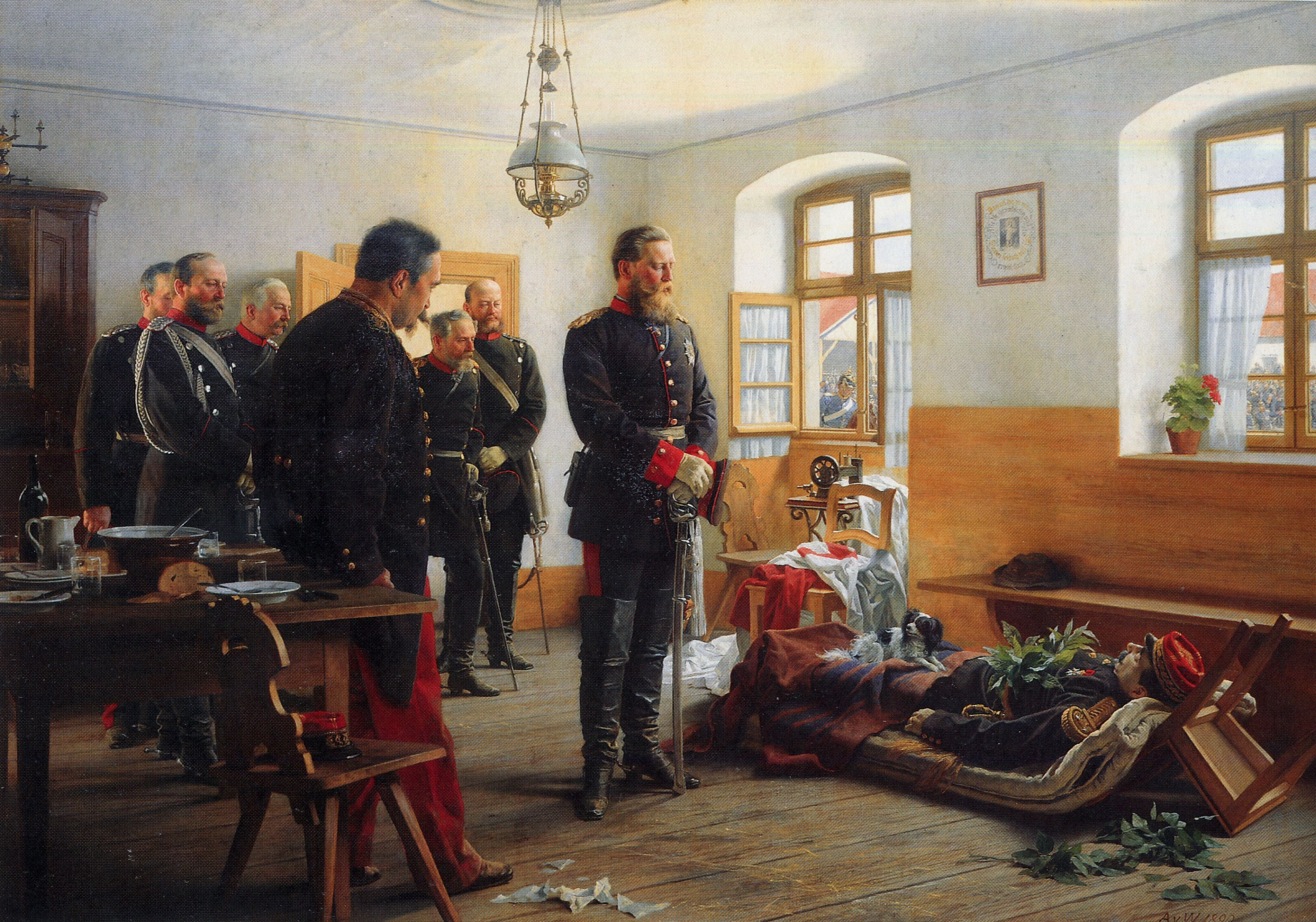
維桑堡戰役後，腓特烈王儲及其幕僚在阿貝爾·杜埃將軍的遺體前默哀，安東·馮·威爾納作

從被俘的普魯士士兵和當地警察局長那裡得知，普魯士王儲的第三軍團距離萊茵河小鎮維桑堡附近的薩爾布呂肯以北僅30英里（48公里），勒伯夫將軍和拿破崙三世決定撤退到防禦陣地。弗羅薩德將軍在沒有指示的情況下，匆忙將他在薩爾布呂肯的萊茵軍團部隊撤回河對岸的斯皮什倫和福爾巴赫。
現在離維桑堡最近的麥克馬洪元帥將他的四個師展開20英里（32公里）以應對任何普魯士-巴伐利亞軍隊的入侵。這個組織是由於缺乏補給，迫使每個師從農村和本應為他們提供給養的軍隊供應部門的代表那裡尋找食物和草料。使情況變得更糟的是第一師指揮官奧古斯特-亞歷山大杜克羅將軍的行為。他在8月1日告訴第2師指揮官阿貝爾·杜埃將軍，“我收到的消息讓我認為，敵人在他的前哨附近沒有可觀的兵力，並且沒有發動進攻的意願”。兩天後，他告訴麥克馬洪，他沒有找到“一個敵方哨所……在我看來，巴伐利亞人的威脅只是虛張聲勢”。儘管杜克羅對德軍進攻的可能性不以為然，麥克馬洪還是試圖警告他的其他三名師長，但沒有成功。
普法戰爭的第一次行動發生在1870年8月4日。在這場戰鬥中，杜埃率领的第一軍將在無人支援的部隊和一些被派駐守望邊界的附屬騎兵部隊駐紮在維桑堡。德國第三軍團以壓倒性的兵力和不協調的方式向發動了進攻。一個巴伐利亞軍和兩個普魯士軍進行冲锋，並得到普魯士砲兵的協助，他們在城市防禦上炸開了一個洞。阿貝爾·杜埃最初佔據了一個非常穩固的位置，這要歸功於沙塞波特步槍精確的遠程快速射擊，但他的兵力太薄弱了，無法保持住優勢。杜埃在傍晚時分因為身邊的一個師連隊砲台的沉箱爆炸而被炸死。普魯士人對該鎮的包圍隨後威脅了法國撤退的道路。
鎮內的戰鬥變得異常激烈，變成了挨家挨戶的生存之戰。儘管普魯士步兵不斷進攻，第2師的士兵仍堅守陣地。維桑堡的民眾終於向德國人投降了。沒有投降的法軍向西撤退，留下了1000名死傷者和1000名俘虜以及所有剩餘彈藥。普魯士軍隊的最後一次進攻也導致了約1000人傷亡。德國騎兵隨後未能追擊法國人並與他們失去聯繫。進攻方最初在人數上佔優勢，部署範圍廣泛，很有可能被包圍，但法國沙塞波特步槍的火力對步兵的攻擊造成了巨大損失，直到法國步兵遭到普魯士火砲的廣泛轟炸局勢才得以逆轉。

#### 斯皮什倫战役

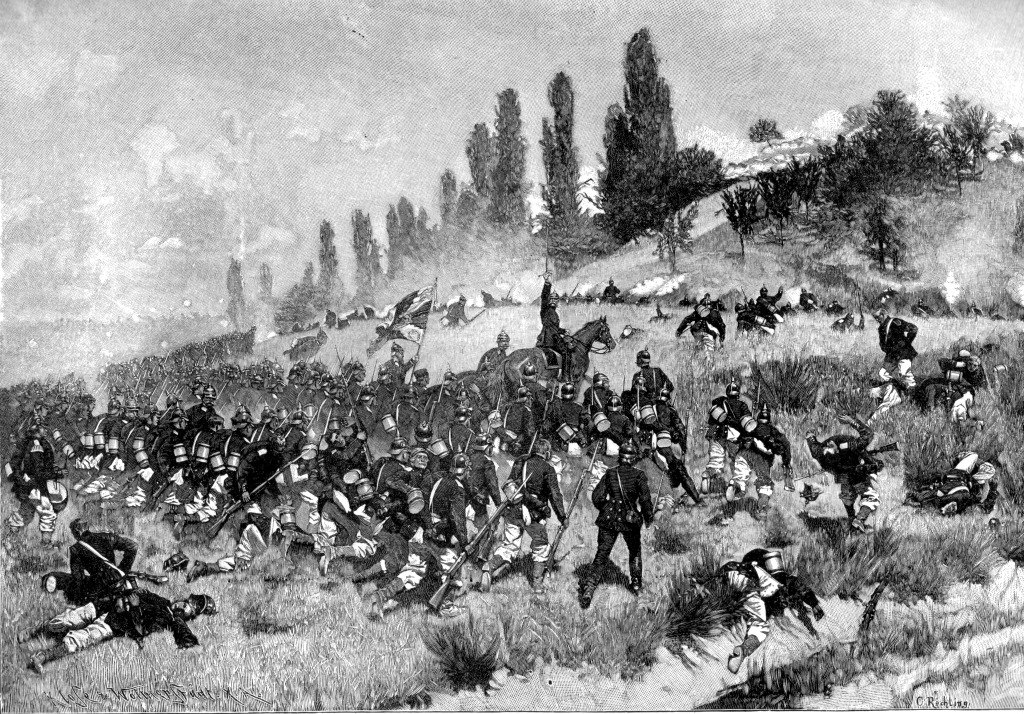
卡爾·勒希林描繪斯皮什倫战役所作《红山的风暴》

8月5日的斯皮什倫戰役是法國三場重大失敗中的第二場。毛奇原本計劃將巴讚的軍隊留在薩爾河上，直到他可以用第二軍團在前面，第一軍團在左翼進攻，而第三軍團向後方靠近。年邁的馮·施泰因梅茨將軍採取了一個過分熱心的、計劃外的行動，帶領第一軍團從他在摩澤爾河的陣地向南。他直奔斯皮切倫鎮，在此過程中將腓特烈·卡爾與他的前鋒騎兵部隊隔開。
在法國方面，維桑堡災難後的計劃變得至關重要。勒伯夫將軍氣得通紅，打算對薩爾發動攻勢，以彌補他們的損失。然而下一次遭遇的計劃更多地基於正在展開的事件的現實，而不是情感或自豪感，因為沃爾夫警長告訴他和他的工作人員，薩爾之外的補給是不可能的。因此法國軍隊將採取防禦陣地，以防御所有可能的攻擊點，但這也使軍隊無法相互支持。
當麥克馬洪將軍率領的法國軍隊在沃爾特戰役中與德國第三軍團交戰時，施泰因梅茨領導的德國第一軍團從薩爾布呂肯向西推進。普魯士的腓特烈·卡爾親王率領的德國第2集團軍巡邏隊在斯皮什倫鎮以南的一個遙遠高原上發現了附近的誘餌火力和弗羅薩德的軍隊，並將其視為弗羅薩德撤退的跡象。再次無視毛奇的計劃，兩支德國軍隊襲擊了弗羅薩德的法國第二軍團，該軍團設在斯皮什倫和福爾巴赫之間。
在戰鬥開始時，法國人並沒有意識到德國的數量優勢，因為德國第二軍團並沒有立即發起進攻。弗羅薩德將迎面而來的攻擊僅僅視為小規模衝突，並沒有要求其他部隊提供額外支援。等到他意識到自己在對抗什麼樣的勢力時，已經太遲了。弗羅薩德和巴赞下的預備隊之間的通信嚴重缺陷，以至於當預備隊接到命令轉移到斯皮什倫時，來自第1和第2軍團的德國士兵已經衝上高地。由於預備隊尚未到達，弗羅薩德錯誤地認為他處於被包抄的嚴重危險中，因為在福爾巴赫發現了馮·格魯姆將軍率領的德國士兵。他沒有繼續守住高地，而是在黃昏後的戰鬥結束時向南撤退。由於沙塞波特步槍的先進性和有效性，德國人的傷亡人數相對較高。當他們發現他們的努力沒有白費時，他們大吃一驚——弗羅薩德已經放棄了他在高地的位置。

#### 沃爾特战役

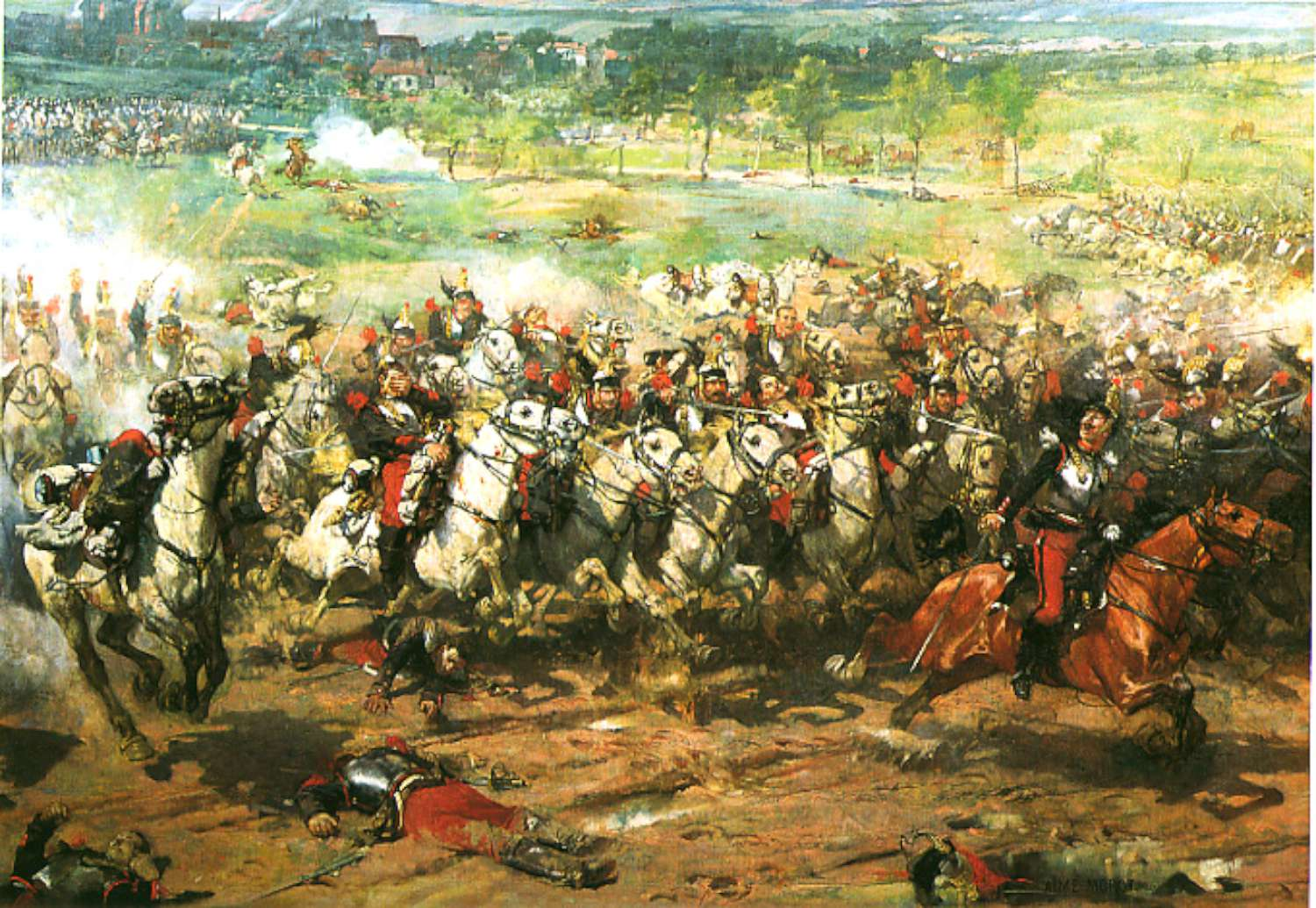
沃尔特战役中的法国骑兵冲锋，艾梅·莫罗（Aimé Morot）作

8月6日，兩軍在距離維桑堡約16公里的弗勒什維萊爾鎮的沃爾特附近再次發生衝突，沃爾特戰役開始。普魯士王儲的第三軍團在其參謀長馮·布盧門塔爾將軍的迅速反應下，召集了增援部隊，使其兵力達到140,000人。法軍逐漸得到增援，他們的兵力只有35,000人。儘管人數遠遠超過法國人，但法國人在弗勒什維萊爾城外捍衛了自己的陣地。到下午，德國人遭受了约10,500人死亡或受傷，法國人損失了相似數量的傷亡人數，另外還有一個俘虜9200人，損失約50%。德國人佔領了位於法國防線中心山頂上的弗羅施維勒。由于失去了勝利的希望並面臨一場大屠殺，法軍脫離接觸，向西向比奇和薩維爾撤退，希望在孚日山脈的另一邊與法軍會合。德軍第三軍團沒有追擊法軍，而是留在阿爾薩斯，緩慢向南移動，攻擊並摧毀了附近的法軍駐軍部队。

#### 馬斯拉圖爾战役

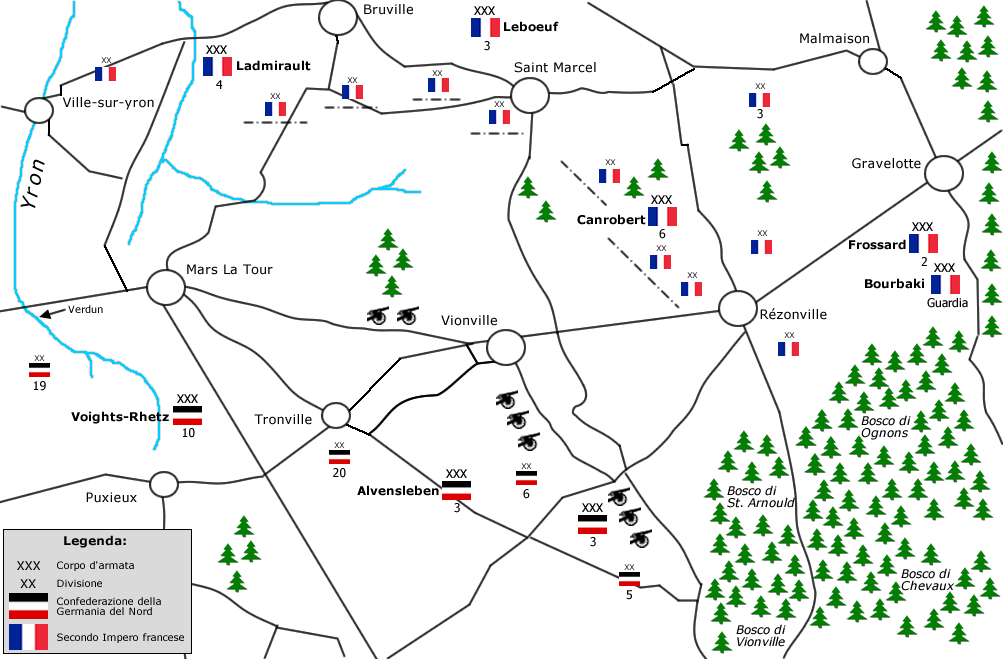
馬斯拉圖爾战役地图

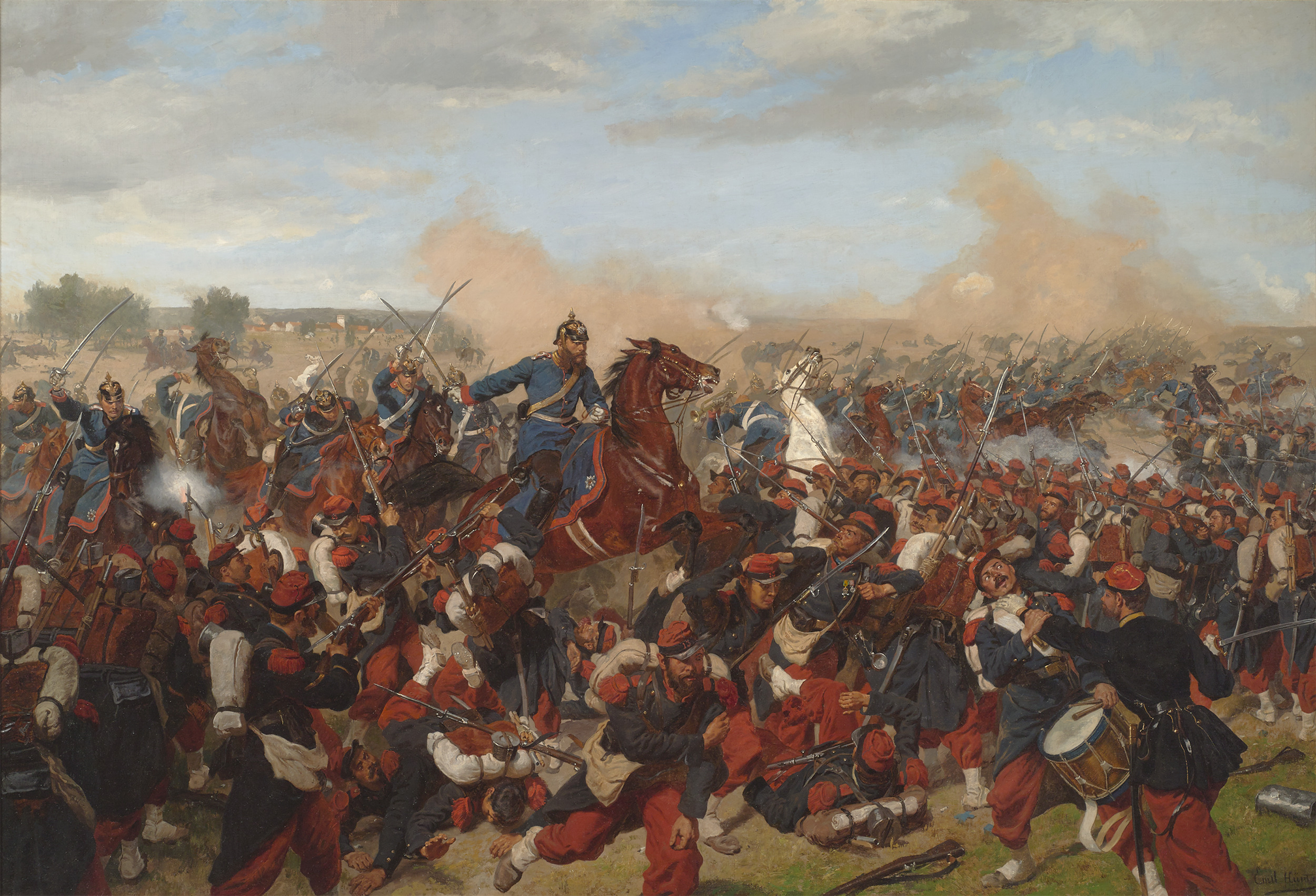
馬斯拉圖爾战役，羅伊斯親王亨利十四世率領第五中隊第一禁衛龍騎兵團對法軍發動進攻

在邊境戰敗後，大約160,000名法國士兵被圍困在梅斯要塞。8月15日下令從梅斯撤退以在沙隆與法國軍隊會合，並被奧斯卡·馮·布盧門撒爾少校領導的普魯士騎兵巡邏隊發現。第二天，一支由康斯坦丁·馮·阿爾文斯萊本將軍率領的第3軍（隸屬第二軍團）的30,000人組成的普魯士軍隊在马斯拉图尔以東的維永維爾附近發現了法國軍隊。儘管敵我交換比是四比一，第三軍團還是發起了一次冒險的進攻。法軍被擊潰，第3軍佔領了維翁維爾，阻止了任何進一步向西逃跑的企圖。一旦被阻止撤退，梅斯要塞的法國人別無選擇，只能進行一場戰鬥，這將是西歐最後一次大規模騎兵交戰。戰鬥很快爆發，普鲁士第3軍被不斷的騎兵衝鋒擊潰，損失了一半以上的士兵。德國官方歷史記錄了15,780人傷亡，法國人傷亡13,761人，事後德軍指揮官康斯坦丁·馮·阿爾文斯萊本將軍後因過高的傷亡比而受到了批評。
8月16日，法國人有機會掃除普魯士的關鍵防禦並逃脫。兩個普魯士軍團襲擊了法國前衛，認為這是法國默茲軍隊撤退的後衛。儘管有這個誤判，普魯士的兩個軍團一整天都控制了整個法國軍隊。普魯士人以5比1的優勢戰勝了法國人的優柔寡斷，法國人失去了取得決定性勝利的機會。

#### 格拉沃洛特戰役

格拉沃洛特戰役地图

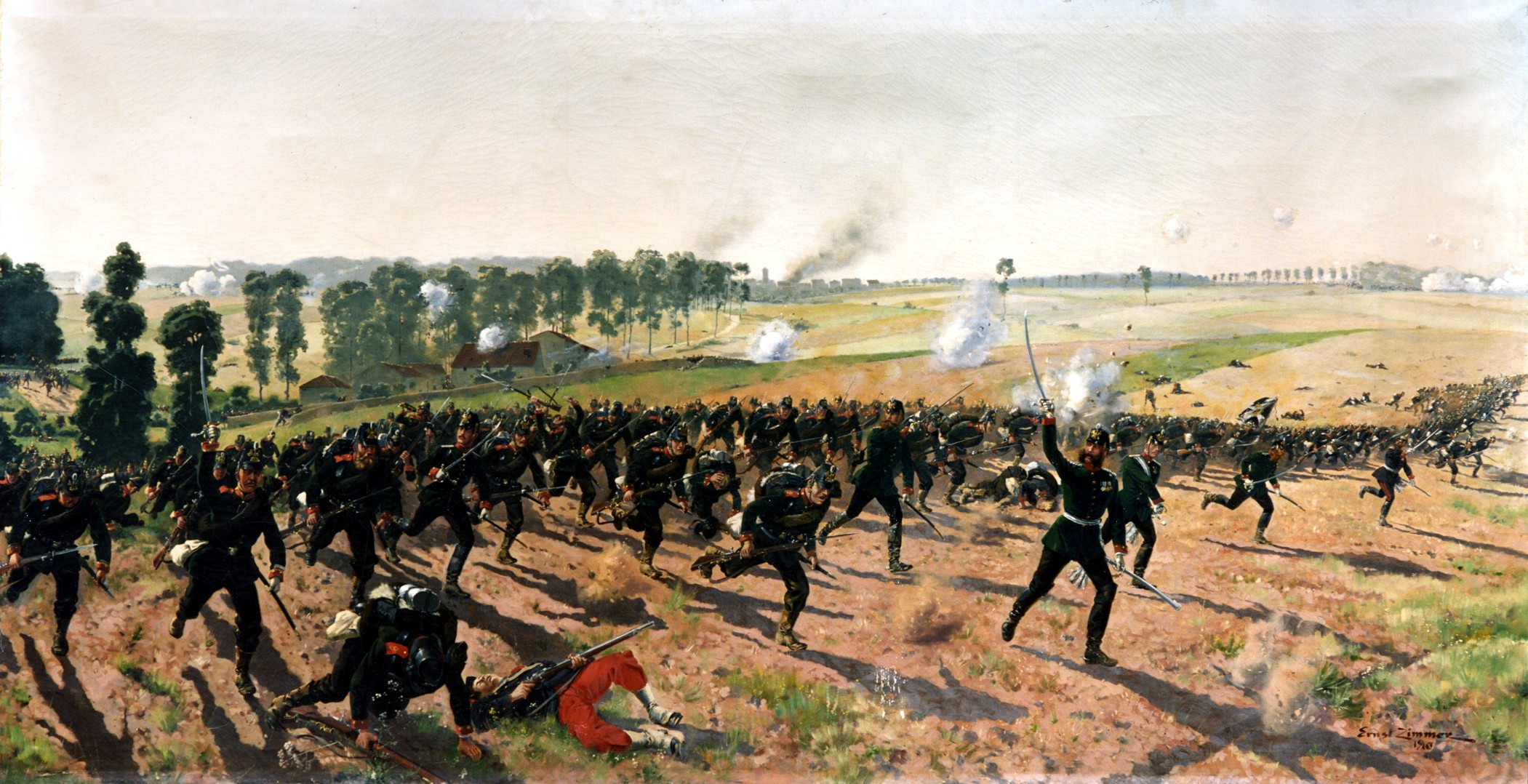
格拉沃洛特戰役，勞恩堡第9步兵團對法軍陣地發起衝鋒

格拉沃洛特戰役（8月18日），是普法戰爭期間最大規模的戰役。它在梅斯以西約6英里（9.7公里）處進行了戰鬥，前一天，普魯士人在馬爾拉圖爾戰役中攔截了法國軍隊向西撤退，現在正在逼近以完成對法國軍隊。在陸軍元帥赫爾穆斯·馮·毛奇伯爵的領導下，德軍聯合部隊是北德意志聯邦的普魯士第一軍團和第二軍團，約有210個步兵營、133個騎兵中隊和732門重砲，共計188,332名官兵。由弗朗索瓦-阿奇尔·巴贊元帥指揮的法軍萊茵軍團，約有183個步兵營、104個騎兵中隊，由520門重砲支持，共計112,800名官兵，沿高地開挖，南側左翼在罗泽里约勒，北右翼在聖普里瓦。
8月18日，戰斗在08:00時開始，毛奇命令第一和第二軍團向法國陣地發起進攻。法國人在戰壕和步槍坑中挖掘，他們的大砲和他們的米特留斯排放槍在隱蔽的位置。在砲火的支持下，施泰因梅茨的第7和8軍在曼斯峽谷發動了攻擊，所有這些都被法國步槍和米特留斯排放槍火力擊敗，迫使兩個德國軍撤退到雷松維爾。普魯士近衛第1步兵師襲擊了法軍控制的聖普里瓦，並被來自步槍坑和戰壕的法軍火力壓制。腓特烈·卡尔亲王領導下的第二軍團用它的火砲粉碎了法國在聖普里瓦的陣地。他的第12軍攻占了朗庫爾鎮，並幫助衛隊征服了聖普里瓦，而愛德華·馮·弗蘭塞基的第2軍則挺進了摩澤爾河河谷。戰鬥於22:00平息。
第二天早上，萊茵河的法國軍隊撤退到梅斯，在那裡他們被圍困並在兩個月後被迫投降。在8月18日的戰鬥中，共有20,163名德軍士兵在行動中陣亡、受傷或失踪。法軍陣亡和受傷人數為7,855人，還有4,420名被俘（其中一半受傷），共計12,275人。

#### 梅斯之围

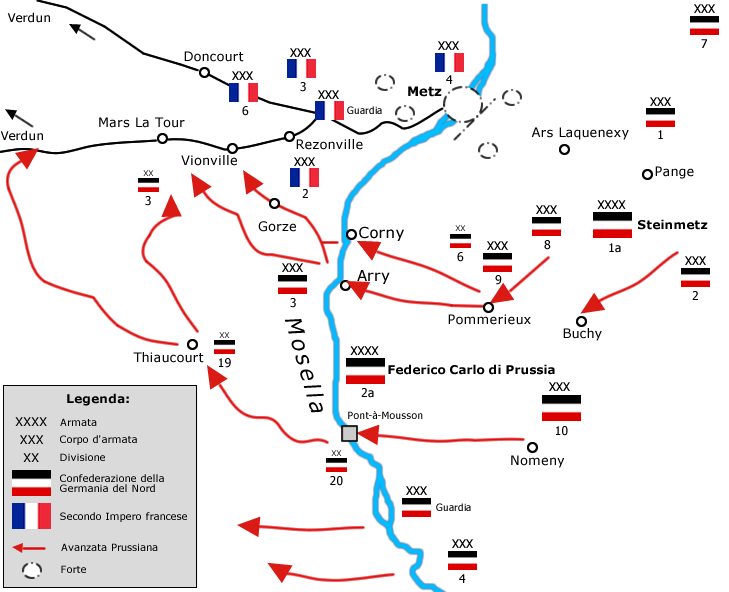
8月14日至15日在梅斯的局势：注意德國军队的逐步包抄，他們將通往凡尔登的道路封锁，这阻止了沙隆法軍的後續撤退

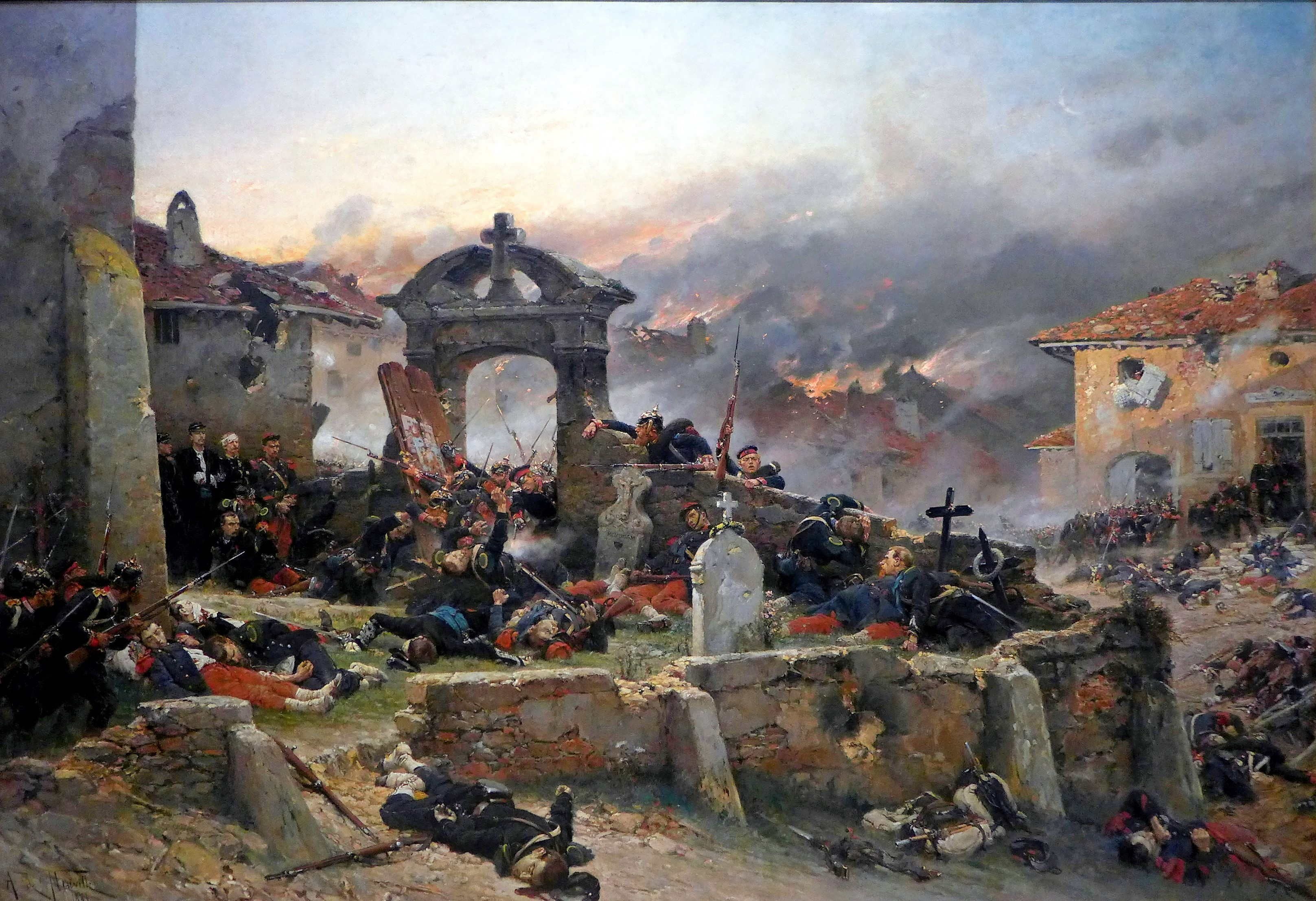
梅斯战役后损伤惨重的法军

隨著巴贊元帥的萊茵軍團在格拉維洛特被擊敗，法國人撤退到梅斯，在那裡他們被德国第一和第二軍團的150,000多名士兵包圍。巴贊指揮下的軍隊進一步的軍事行動引起了歷史學家對其指揮官的無數批評。帶有諷刺意味的是，他當時的做的是出台關於衛生和紀律的命令，以及玩多米諾骨牌。巴赞出人意料的不作為讓毛奇鬆了一口氣，他現在有時間改善他在梅斯周圍的补给並加強對麥克馬洪的追捕。此時，拿破崙三世和麥克馬洪組成了新的法國沙隆軍團，前往梅斯營救巴贊。拿破崙三世親自率領軍隊，麥克馬洪元帥同时参加。沙隆軍向東北進軍比利時邊境以避開普魯士人，然後向南進攻與巴贊會合。毛奇離開了包圍梅斯的普魯士第一和第二軍團，除了三個軍團在薩克森王儲領導下組成默茲軍團。8月30日，毛奇帶著這支軍隊和普魯士第三軍團向北進軍，在博蒙特追上了法國人。經過一場激戰，令法國人損失了5000人和40門大砲，法國人向色當撤退。在鎮上進行改革後，沙隆軍立即被匯合的普魯士軍隊孤立了。拿破崙三世命令軍隊立即突圍。由於麥克馬洪在前一天受傷，奧古斯特·杜克羅將軍在戰場上指揮了法國軍隊。

#### 色当战役

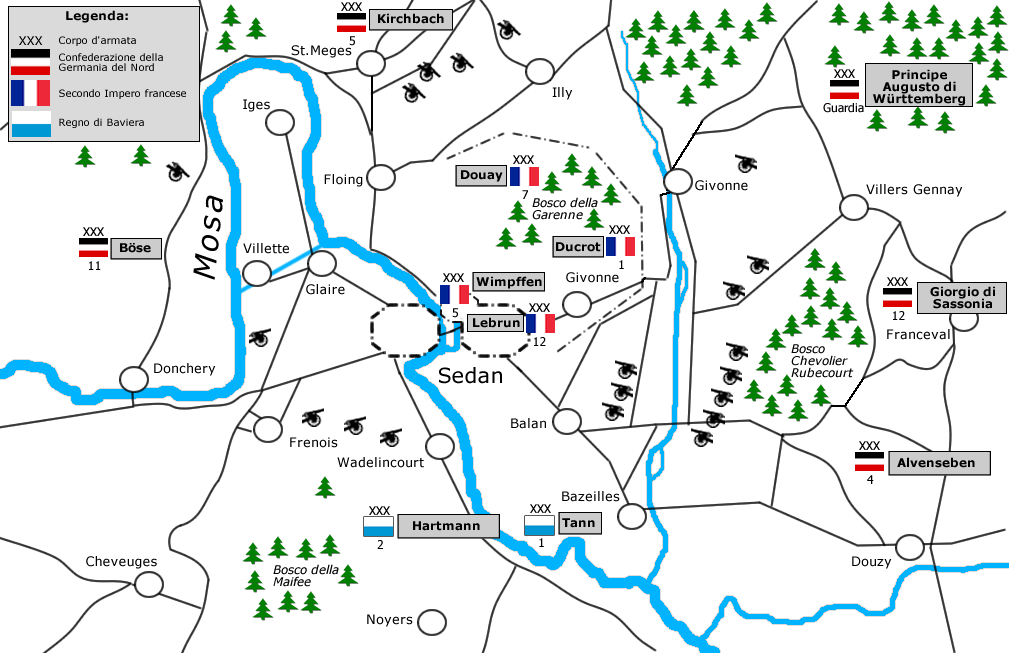
色黨戰役地圖

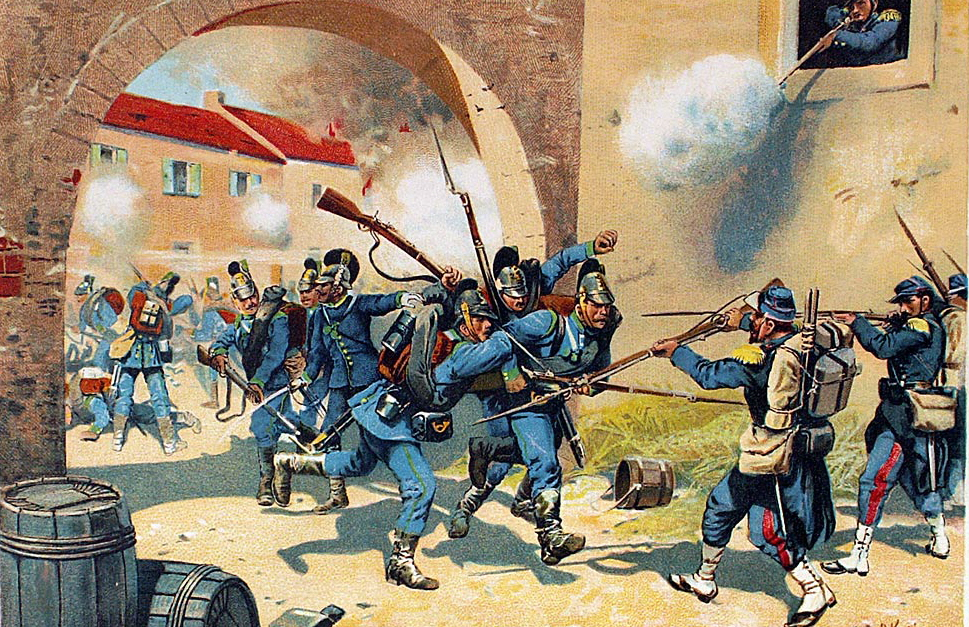
當日清晨，戰役在色当南部的巴泽耶斯村爆發，巴伐利亚第一军在接到夺取小镇的命令後，立即不得不面对非常顽强的防御。法軍勒布伦将军第12军得到了居民和狙击手的积极支持，他们从窗户和房屋的开口偷偷向正在进攻的巴伐利亚人开火。戰後法國指责巴伐利亚軍隊屠杀平民，而普鲁士人则批评法国人武装平民來抵抗自己的军队

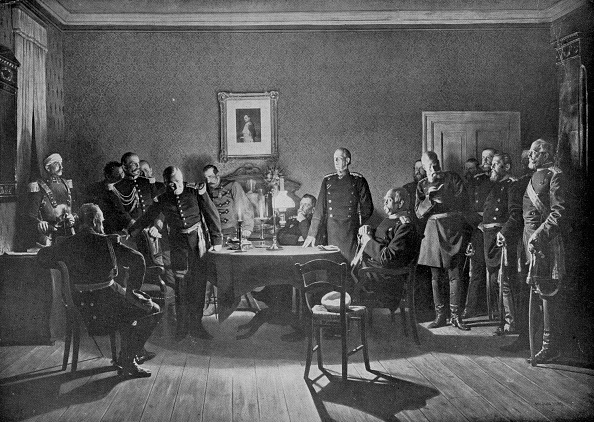
色當受降的場景。左起：法軍最高統帥伊曼紐爾·費利克斯·德溫普芬（起身）、奧古斯特-亞歷山大·杜羅特。右側：普魯士聯軍最高統帥赫爾穆特·馮·毛奇（站在桌邊）、奧托·馮·俾斯麥（坐在毛奇左側），萊昂哈德·馮·布盧門塔爾，亞歷山大·奧古斯特·馮·帕普。中間的畫像：拿破崙一世

1870年9月1日，擁有202個步兵營、80個騎兵中隊和564門火砲的沙隆軍團開始進攻，和默茲軍團攻擊周圍的普魯士第三軍團，共計222個步兵營、186個騎兵中隊和774門火砲。法國第五軍預備役指揮官德溫普芬將軍希望對普魯士第11軍發起步兵和騎兵聯合攻擊。但是到了11:00，普魯士大砲對法軍造成了傷亡，同時更多的普魯士軍隊抵達戰場。事實證明，在包圍條件下的戰鬥對法國人來說是絕對不可能的——他們的前線被三邊的砲火貫穿始終。由让-奥古斯特·玛格丽特將軍指揮的法國騎兵對附近的普魯士第11軍集中的弗洛因村發動了三場絕望的襲擊。瑪格麗特在第一次沖鋒時受了致命傷，4天后死亡，另外兩次沖鋒只造成了重大損失。到一天結束時，拿破崙三世看到沒有取勝的希望，取消了襲擊。法軍陣亡或受傷超過17,000人，其中21,000人被俘。普魯士人報告他們的損失為2,320人被殺，5,980人受傷，700人被俘或失踪。次日，即9月2日，拿破崙三世投降並與他的104,000名士兵被俘。這對普魯士人來說是壓倒性的勝利，因為他們不僅俘虜了整個法國軍隊，而且還俘虜了法國的領導人。法國人在色當的戰敗決定了戰爭對普魯士有利。一支法國軍隊現在被困在梅斯並被圍攻，沒有其他部隊駐紮在法國領土上以防止德國入侵。儘管如此戰爭仍將繼續。

#### 梅斯投降

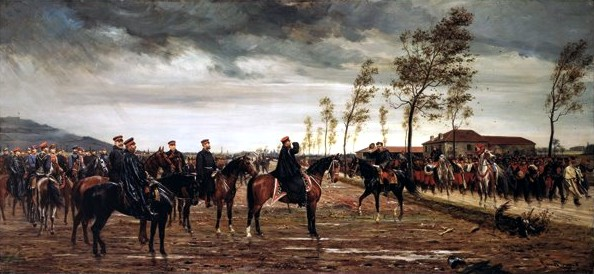
梅斯要塞向德軍投降

巴赞，一位著名的波拿巴主义者，此时让自己被幻想在法国担任政治角色的计划所迷惑。提出了非常规的军事计划，德国人将允许巴赞指挥下的军队从梅斯要塞撤退到法国南部，直到德国军队占领巴黎，消灭政治篡位者并取得在巴赞军队的支持下，为合法的帝国当局腾出空间。即使忽略道德问题和潜在的公众抗议，这个计划似乎也完全不现实。俾斯麦和毛奇对巴赞提出的“合作”反对“共和主义威胁”的提议漠不关心地耸了耸肩。德国媒体无疑是在俾斯麦的怂恿下广泛报道了这个话题，并报道了巴赞谈判的细节。法国媒体在这个问题上只能保持沉默。巴赞与谁谈判-仍然引起历史学家的质疑。“十年来，法国人认为他是一个阴险的人物，几乎可以肯定是俾斯麦的代理人。他们认为他是一个小丑更有道理”。毫无疑问，巴赞指挥官出于政治动机的行动导致了梅斯被包围的军队的被动，不仅导致了这支军队的失败，而且导致了整个国家的失败。巴赞的军队于10月26日投降。整个军团一共142,000人投降，普鲁士人由此缴获了位于梅斯的大量军事装备。战后，巴赞元帅被法国军事法庭判定有罪。

### 巴黎攻守战
|                                                                      | 在德国方面，战争失去其严格的防御性质而蜕变为反对法国人民的战争。德國的防御性战争是到路易·波拿巴缴械、色当投降和巴黎宣告共和国成立时告终的。但是还在这些事件之前很久，当波拿巴军队腐朽透顶的情况刚一变得显而易见的时候，普鲁士军事上的幕后操纵者就决定要打一场征服战争了。 |
| ——卡爾·馬克思，《法兰西内战》（Der Bürgerkrieg in Frankreich，1871） | |

#### 国防政府
當拿破崙三世和80,000人在色當投降的消息傳到巴黎時，第二帝國在巴黎的一場民眾起義中被推翻，這迫使路易·朱爾·特羅胥、朱爾·法夫爾和萊昂·甘必大於9月4日在巴黎宣布成立臨時政府和第三共和國，新政府自稱為國防政府。德國在色當獲勝後，大部分法國常備軍要么被圍困在梅斯，要么被德國人俘虜，他們希望停戰並結束戰爭。俾斯麥希望早日實現和平，但很難找到一個合法的法國當局進行談判。國防政府沒有選舉權，皇帝被俘虜，皇后被流放，但在法律上沒有退位，軍隊仍受效忠於已解散的帝國政權的誓言約束。
顯然，普魯士的意圖是削弱法國在國外的政治地位。法國新當局的防禦立場，向德國提供了光榮和平和戰爭費用的報銷，普魯士認為它具有侵略性，拒絕了兼併法國阿爾薩斯省和洛林的一部分的要求。這一政策對俾斯麥來說在一定程度上是成功的，法國當局的合法性問題在歐洲媒體上得到了積極的討論，普魯士為了吞併和賠償而繼續戰爭的侵略立場對一些人來說是程度了解。只有美國和西班牙在宣布後立即承認新的國防政府，其他國家有一段時間拒絕這樣做。在1851年政變之後，合法性問題對法國來說相當奇怪。
簡而言之，俾斯麥將這位臃腫、疲憊的皇帝吊在共和國頭上，稱拿破崙三世為“法國的合法統治者”，並將甘必大的新共和國斥為“un coup de parti”——“黨派政變”，以此來削弱國防政府的合法性。

普法戰爭中法方（国防政府）的主要人物
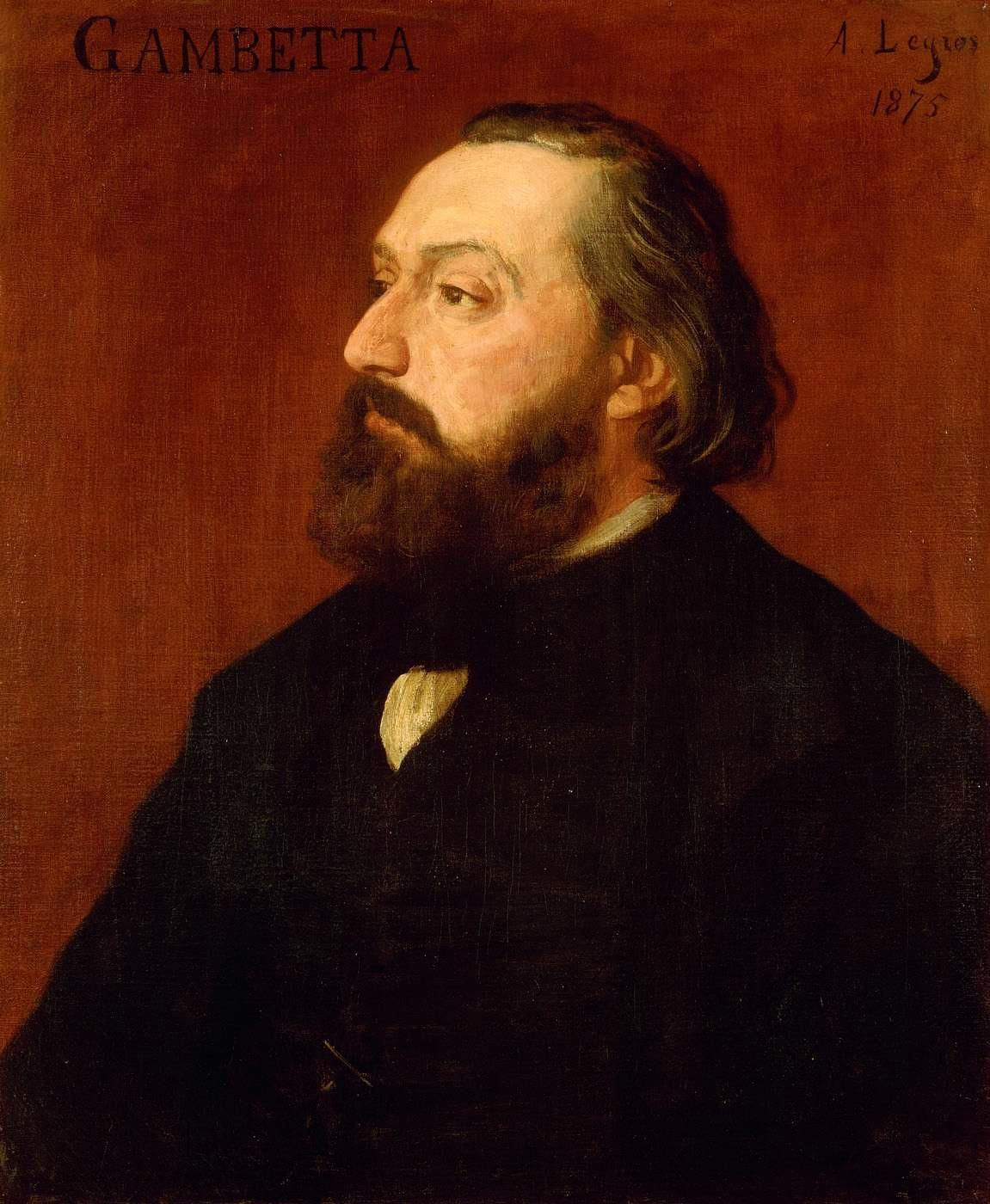
萊昂·甘必大
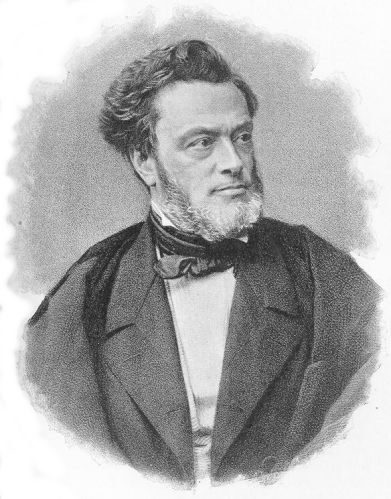
朱爾·法夫爾
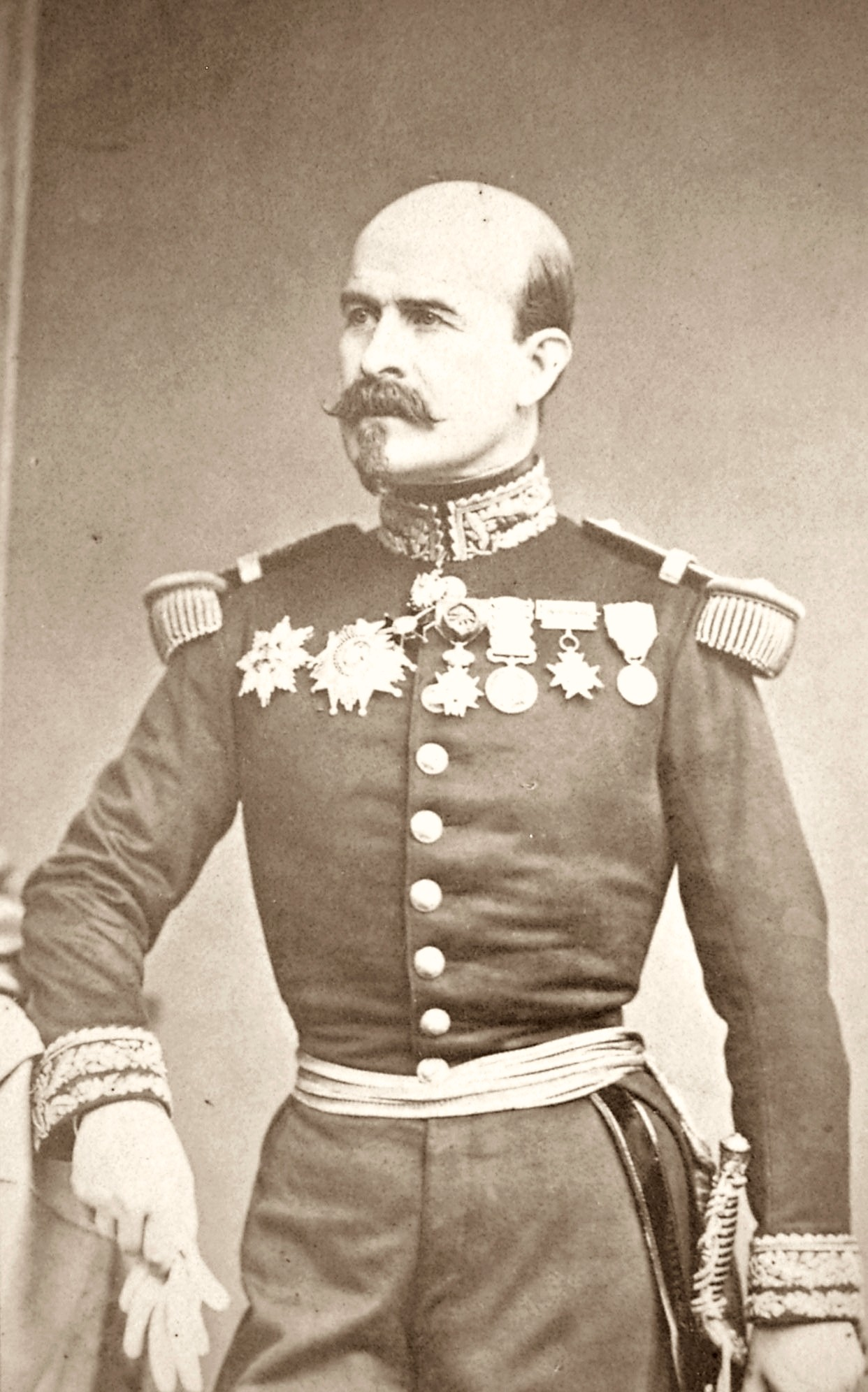
路易·朱爾·特羅胥
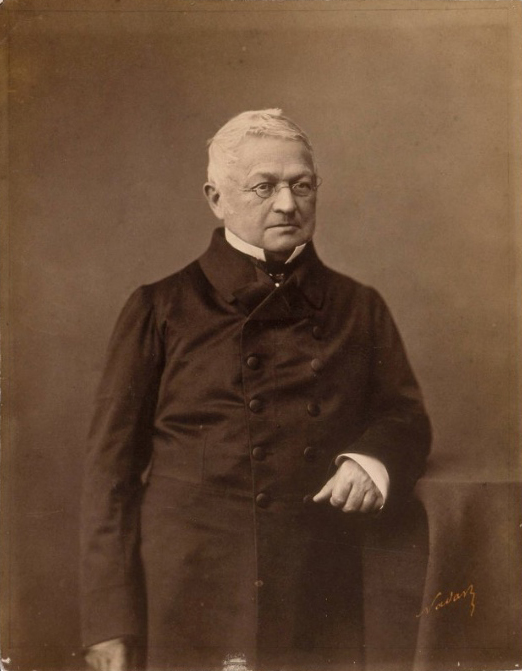
阿道夫·梯也爾

德國人希望通過談判結束戰爭，但當共和政府願意接受戰爭賠償或將非洲或東南亞的殖民地割讓給普魯士時，法夫爾代表國防政府於9月6日宣布法國不會“放棄其領土的一寸，也不會放棄其堡壘的石頭”。共和國隨後再次宣戰，呼籲在全國各地招募新兵，並承諾以一種反抗的方式將德國軍隊趕出法國。在這種情況下，德國人不得不繼續戰爭，但無法在其附近壓制任何適當的軍事反對力量。由於大部分剩餘的法國軍隊正在巴黎附近進行挖掘，德國領導人決定通過攻擊巴黎來向敵人施加壓力。到9月15日，德軍抵達巴黎郊區，毛奇下令對該市進行封锁。9月19日，德國人包圍了巴黎，並在梅斯建立了封鎖，於9月20日完成了包圍。俾斯麥於9月18日在費里耶爾城堡會見了法夫爾，並要求新的邊界不受法國未来報復性戰爭的影響，其中包括斯特拉斯堡、阿爾薩斯和洛林的大部分摩澤爾省，其中梅斯是首府。作為法國人選舉國民議會的停戰協議的回報，俾斯麥要求斯特拉斯堡和要塞城市圖爾投降。為了讓物資進入巴黎，必須移交其中一個外圍堡壘。法夫爾不知道俾斯麥提出這種勒索要求的真正目的是在德國西部新邊境建立持久和平，最好是在法國公眾輿論可以接受的條件下與友好政府達成和平。一個堅不可摧的軍事邊界是他的次要選擇，只有德國方面的激進民族主義者才會青睞。 

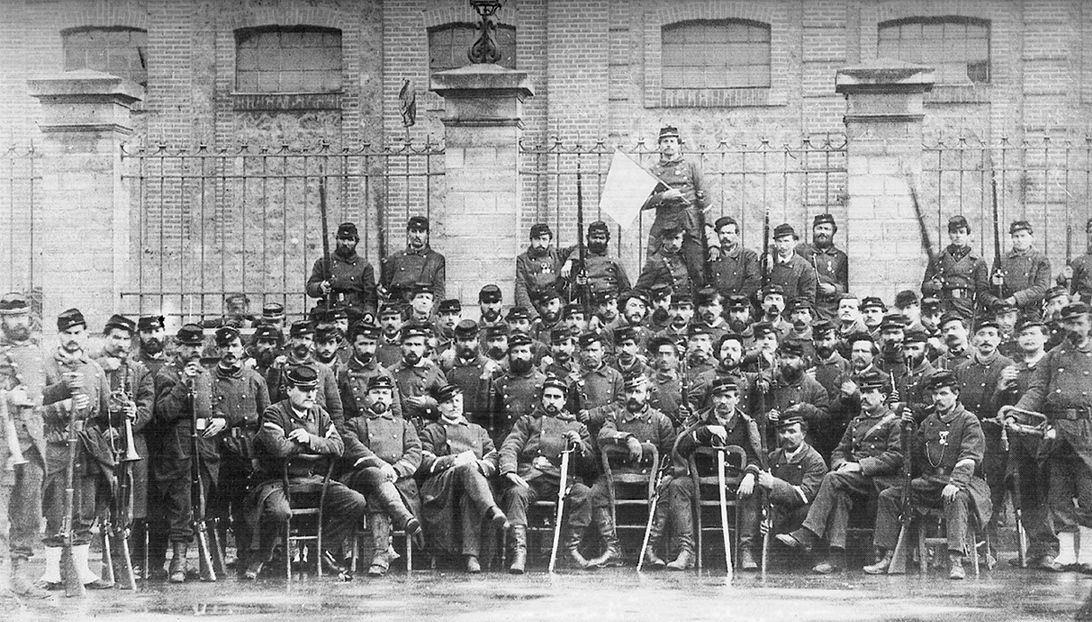
法国保卫首都的流动国民警卫队

戰爭開始時，歐洲輿論非常認可德國人；許多意大利人試圖在普魯士駐佛羅倫薩大使館報名成為志願者，一名普魯士外交官訪問了卡普雷拉的朱塞佩·加里波第。俾斯麥要求法國放棄對阿爾薩斯的主權，這在意大利引起了這種情緒的巨大轉變，加里波第在巴黎革命後不久的反應就是最好的例證，他在1870年9月7日對熱那亞的《運動》（Movimento）雜誌說：“昨天我說過你：向波拿巴開戰。今天我要對你說：用一切手段拯救法蘭西共和國。”加里波第前往法國並擔任孚日軍团的指揮官，他在第戎周圍作戰直到最後的戰爭。在共和黨人物甘必大的領導下，部分政府（代表團）在圖爾的積極行動導致了形式上的重大成功組建一支新軍。成立了11個新軍團——第16-26號。“這些兵團中的3個直到1月底才准備好，當時休戰已經結束，但是8個兵團參與了戰鬥。在不到4個月的時間裡，在前線的持續戰鬥中，一支新的群眾軍隊被創建。編隊的平均成功相當於每天6000名步兵。儘管軍事工業和倉庫主要集中在巴黎，而且該省的一切都必須重新進行即興創作，但還是取得了成功。該省重新建立了許多軍事工業部門，補給了法軍的武器、營地、制服、彈藥、設備、輜重。與國外市場的自由交流帶來了顯著的好處：可以在國外市場上進行大量採購-主要是英国、比利時和美國市場，甘必大在4個月內製造的火砲——238個砲台——比法國的火砲大一倍半，技術上更加先进。

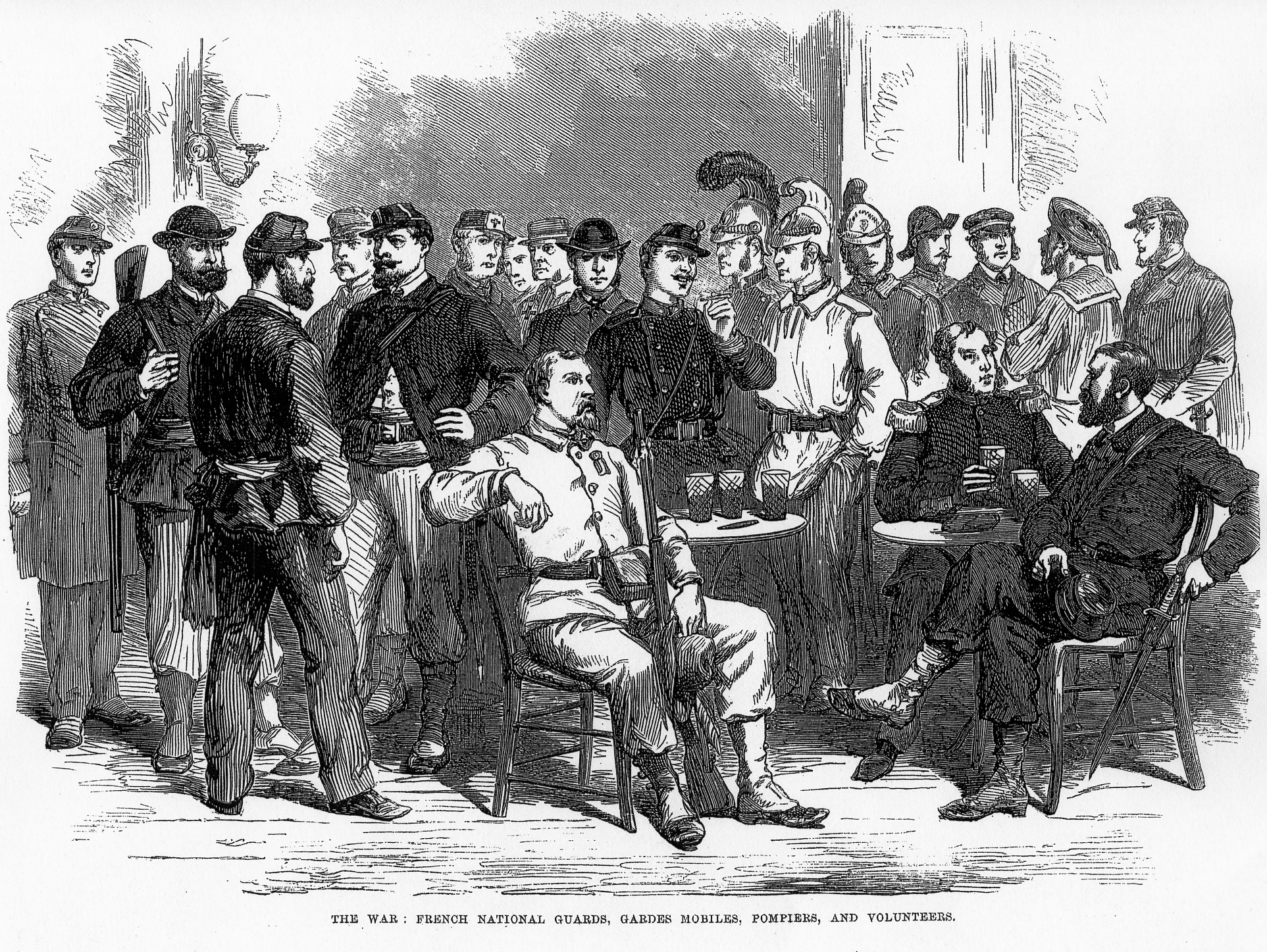
1870年普法战争期间法国的国民卫队、别动队、消防队员和志愿兵

普法戰爭帝國時期（开战至拿破仑投降）的戰鬥是在德國人的军力雙倍優勢下進行的，而共和時期的戰鬥是在法國人的雙倍甚至三倍優勢下進行的。雖然法國人在戰爭期間將兵力增加了兩倍多，但德國人實際上並沒有增加兵力。北德意志邦聯在8月動員的888,000人的數量在3.5個月後僅增加了2%，而到戰爭結束時，也即六個月後僅增加了15%，這甚至無法彌補所遭受的損失。1870年的普魯士完全沒有意識到永久動員的狂熱活動。法方的兵力增加了200%，而他们的部隊数量則保持不變，在前線造成了一場危機（1870年11月）。只有转移大量參與圍攻梅斯要塞的德軍，德國人才化解了這場危機。

#### 巴黎之围

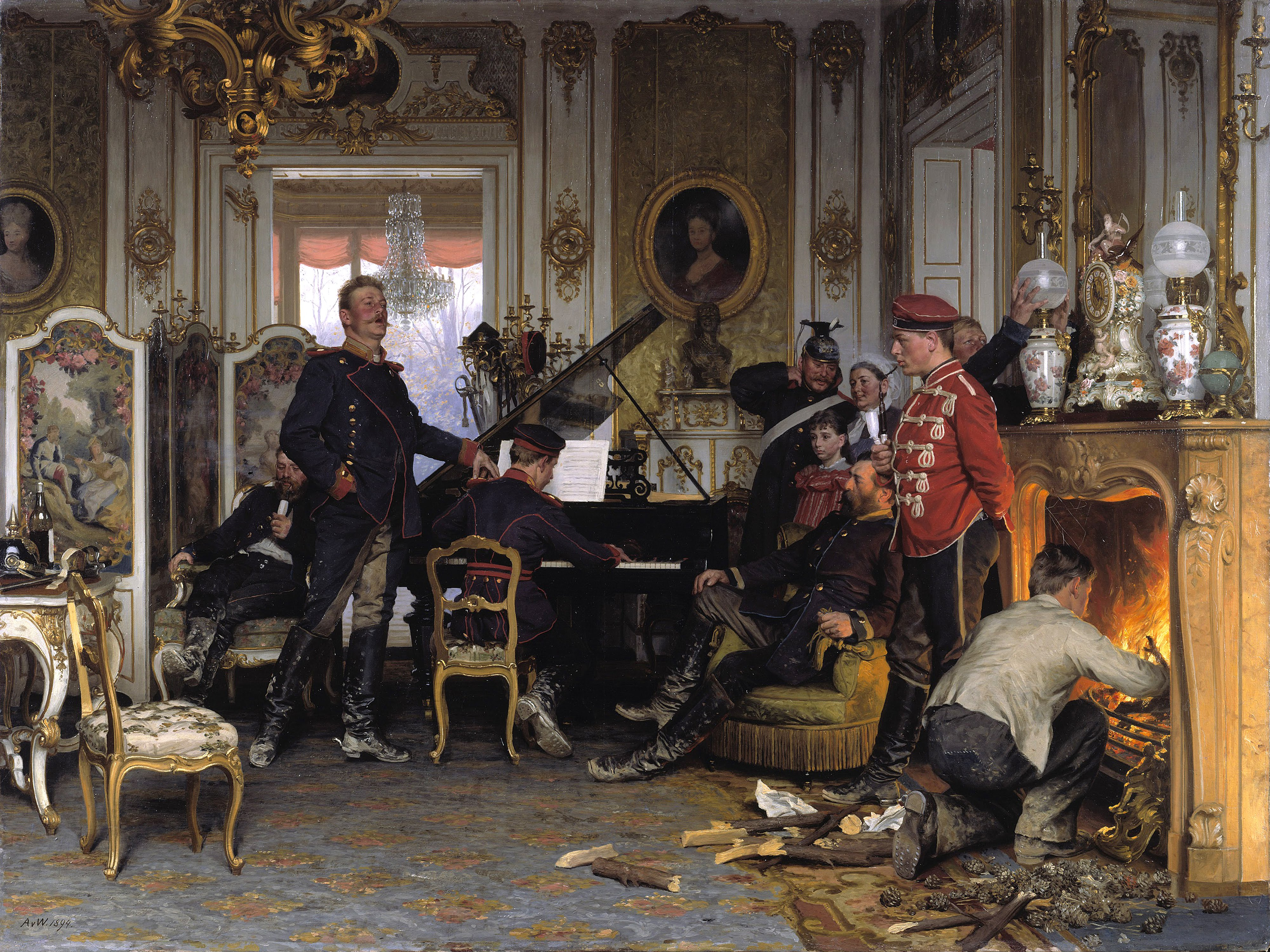
安東·馮·維爾納所作進入巴黎的普軍

普魯士軍隊於1870年9月19日開始圍攻巴黎。面對封鎖，法國新政府呼籲在法國各省建立數支大型軍隊。這些新的部隊將向巴黎進發，同時從各個方向攻擊那裡的德軍。武裝的法國平民將組建一支游擊隊——所謂的流動役——以攻擊德國補給線。
俾斯麥是轟炸這座城市的積極支持者。他試圖盡快結束戰爭，非常擔心國際形勢發生有利於普魯士的變化，因為他自己稱之為“中立國的干預”。因此，俾斯麥不顧軍事指揮部的所有反對，不斷積極地堅持早日開始轟炸。指揮圍攻的馮·布盧門塔爾出於道德原因反對轟炸。在這方面，他得到了王儲和毛奇等其他高級軍事人物的支持。然而在1月份，德國人還是向這座城市發射了大約12,000發砲彈（每天300-400發）。 

#### 解圍的嘗試

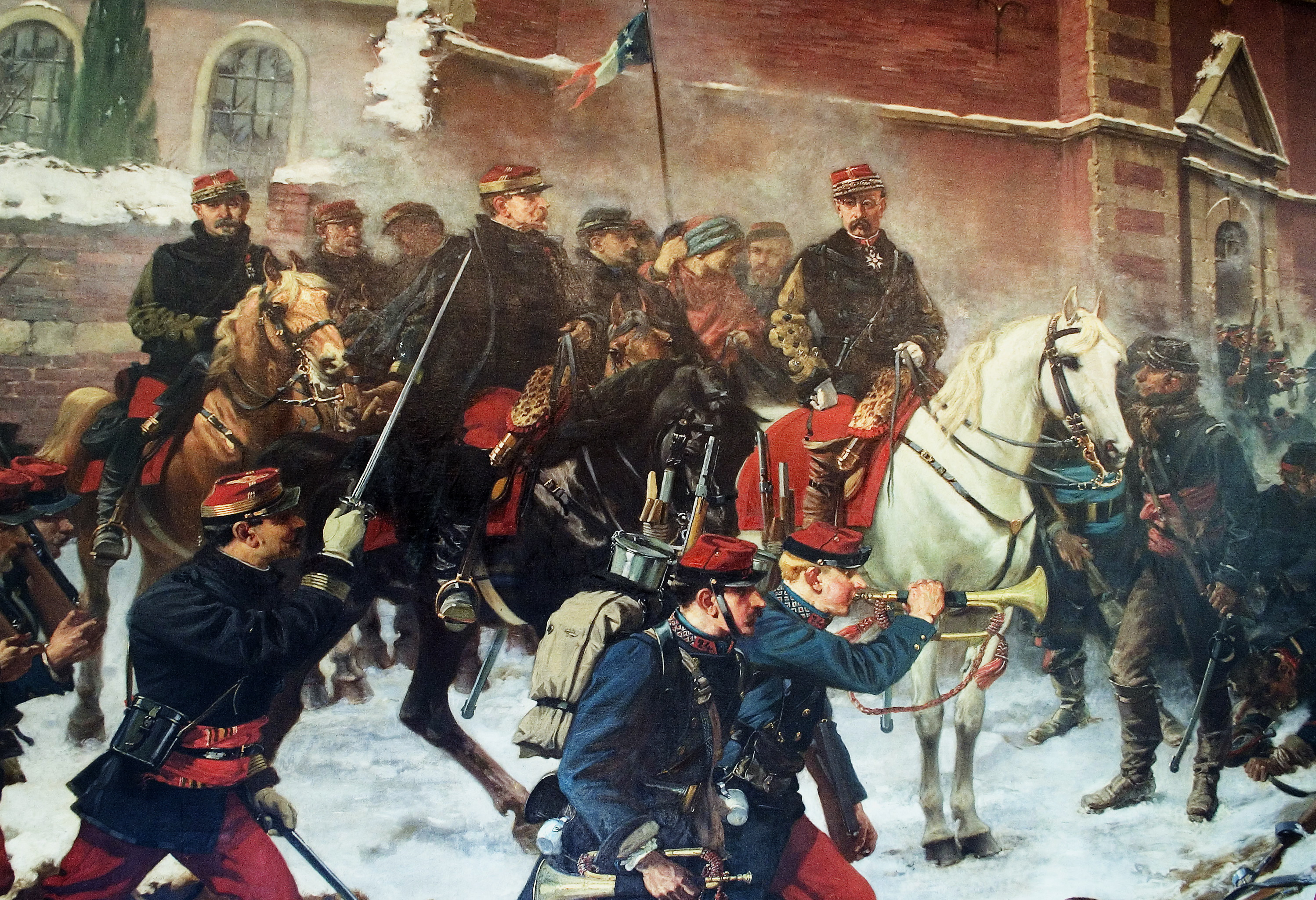
巴波姆戰役，两军陷入僵局。法國北方軍團未能解除普魯士對佩羅訥的包圍

作為共和政府特使從巴黎派出的萊昂·甘貝大駕駛著一個氣球飛越德國防線，氣球裡裝滿了該市煤氣廠的煤氣，並組織了盧瓦爾軍團的招募工作。關於所謂的德國“滅絕”計劃的謠言激怒了法國，並加強了他們對新政權的支持。幾週之內，五支總兵力超過500,000人的新軍隊被徵召入伍。 
德國人將部分部隊派往法國各省，以在新的法國軍隊成為威脅之前發現、攻擊和驅散他們。德國人沒有準備好佔領整個法國。10月10日，德國和法國共和軍在奧爾良附近開始了敵對行動。起初德國人取得了勝利，但法國人在11月9日的庫爾米耶爾戰役中吸引了增援部隊並擊敗了巴伐利亞軍隊。梅斯投降後，10萬多名訓練有素、經驗豐富的德軍加入了德國“南方軍”。法軍於12月4日被迫放棄奧爾良，並最終在勒芒戰役（1月10日至12日）中被擊敗。在巴黎北部作戰的第二支法國軍隊在亞眠戰役（11月27日）、巴波姆戰役（1871年1月3日）和聖康坦戰役（1月13日）中被擊退。

#### 北方战场
在盧瓦爾軍團戰敗後，甘必大轉向費代爾貝將軍的北方軍團。軍隊在漢姆、拉哈盧和亞眠等城鎮取得了幾次小胜利，並受到法國北部要塞帶的保護，使法德赫貝的人能夠對孤立的普魯士部隊發動快速攻擊，然後撤退到要塞後面。儘管進入了里爾的軍備工廠，北方軍卻遭遇了嚴重的補給困難，士氣低落。1871年1月，甘必大強迫法德赫貝將他的軍隊開出要塞，與普魯士人展開公開戰鬥。由於士氣低落、補給問題、惡劣的冬季天氣和部隊素質低下，軍隊被嚴重削弱，而費德赫貝將軍由於健康狀況不佳而無法指揮，這是他在西非數十年征戰疆場的結果。在聖康坦戰役中，北方軍團大敗而散，數以千計的士兵被普魯士押解到東方。 

#### 东方战场

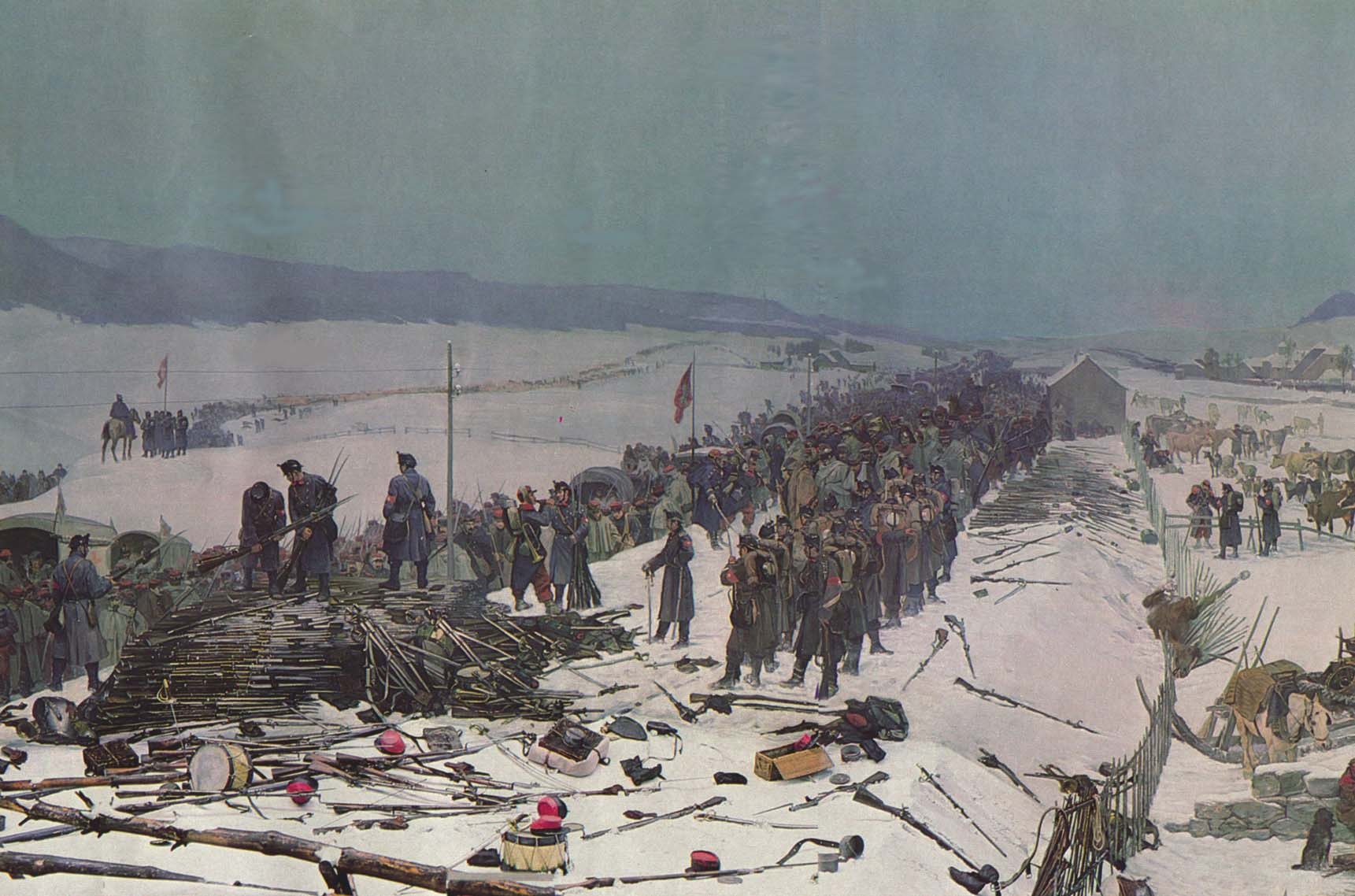
法国东方军团在瑞士边境解除武装

在盧瓦爾河的法國軍隊被摧毀後，盧瓦爾軍團的殘餘部隊聚集在法國東部，組建了由查爾斯-丹尼斯布爾巴基將軍指揮的東方軍隊。在最後一次嘗試切斷法國東北部的德國補給線時，布爾巴基的軍隊向北進軍，攻擊普魯士對貝爾福的圍攻並解救守軍。 
法國軍隊具有顯著優勢（11萬士兵對4萬人）。法軍的攻勢出乎德軍的意料，而且開始得相當成功。到1871年1月中旬，法國人已經到達了距離被圍困的貝爾福要塞僅幾公里的利塞納河。
在利薩因河戰役中，布爾巴基的手下未能突破由奧古斯特·馮·韋德爾將軍指揮的德軍防線。馮·曼托菲爾將軍率領德國“南方軍”，隨後將布爾巴基的軍隊驅趕到瑞士邊境附近的山區。布爾巴基試圖自殺，但未能造成致命傷。面對全軍覆沒，最後一支完整的87,000名法國軍隊（現在由賈斯汀·克林尚將軍指揮）越過邊界，在蓬塔利耶附近被中立的瑞士人解除武裝並拘留（2月1日）。
被圍困的貝爾福要塞繼續抵抗，直到停戰協議簽署，擊退了德國人在1月27日奪取要塞的企圖，這在這場頑固而不幸的戰役中為法國人提供了一些安慰。

### 海上戰場

#### 海上封鎖

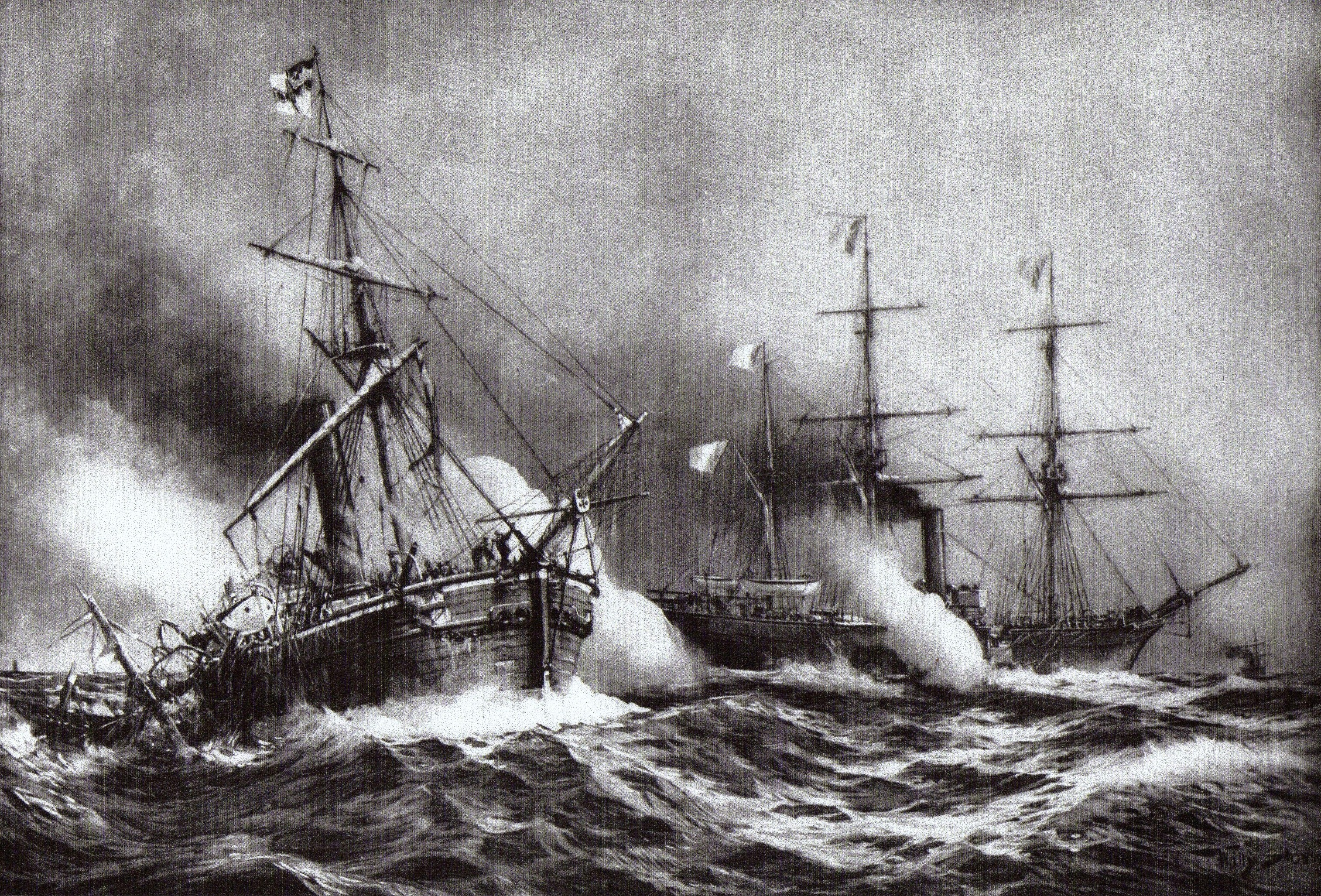
流星號（左）和法軍艦隻作戰圖

戰爭開始時，法國政府下令封鎖北德海岸，只有五艘鐵甲艦和各種小型船隻的小型北德邦聯海軍對此幾乎無能為力。在戰爭的大部分時間裡，德國最大的三艘鐵甲艦因發動機故障而停止服役。只有砲塔船阿米尼烏斯號（SMS Arminius）可以進行操作。當發動機維修完成時，法國艦隊已經出發了。由於巴黎規劃者的重大疏忽，封鎖被證明只是部分成功。本應為戰爭做好準備的預備役人員正在紐芬蘭漁業或蘇格蘭工作。7月24日，只有470艘法國海軍的一部分出海。不久之後，法國海軍的煤炭短缺，每天需要200短噸（180噸），而艦隊的燃料艙容量僅為250短噸（230噸）。對威廉港的封鎖失敗，關於在波羅的海行動或返回法國的命令相互矛盾，使法國海軍的努力徒勞無功。由於ducharbon的問題，發現一個封鎖跑者變得不受歡迎；追擊普魯士艦船很快耗盡了法國艦船的煤炭儲備。但海軍行動僅部分成功的主要原因是害怕法國指揮部冒著與英國發生政治糾紛的風險。這阻止了法國指揮部試圖中斷在英國國旗下的德國貿易。儘管封鎖措施有限，但仍給德國貿易造成了明顯困難。“實際俘獲的德國船隻有八十艘”。
為了減輕德國對阿爾薩斯-洛林的預期攻擊壓力，拿破崙三世和法國高級指揮部計劃在戰爭開始後立即從海上入侵德國北部。法國人預計這次入侵會轉移德國軍隊，並鼓勵丹麥以其50,000人的軍隊和丹麥皇家海軍參戰。他們發現普魯士最近在德國北部的大港口周圍建立了防禦工事，包括配備克虜伯重型火砲的海岸砲台，其射程為4,000碼（3,700米），其射程是法國海軍艦炮的兩倍。法國海軍缺乏重型火砲來參與海岸防禦，而普魯士海岸的地形使得對德國北部的海上入侵成為不可能。
打算入侵德國北部的法國海軍陸戰隊被派去增援沙隆的法國軍隊，並與拿破崙三世一起被俘虜在色當。在梅斯圍城戰和色當戰役中俘獲了大部分專業的法國軍隊後，軍官短缺，導致海軍軍官從他們的船上被派去指揮匆忙集結的前衛機動預備役人員。隨著北海秋季風暴迫使更多法國船隻返回，對德國北部港口的封鎖減少，1870年9月，法國海軍放棄了冬季封鎖。其餘的海軍撤退到英吉利海峽沿岸的港口，並在戰爭的剩餘時間裡留在港口。

#### 其他地區
在歐洲以外，法國護衛艦杜布雷号（Dupleix）在日本長崎封鎖了德國護衛艦赫爾塔號（SMS Hertha），1870年11月，普魯士砲艦流星號（SMS Meteor）和法國艦隻在古巴哈瓦那附近發生了哈瓦那海戰。

### 停火协议

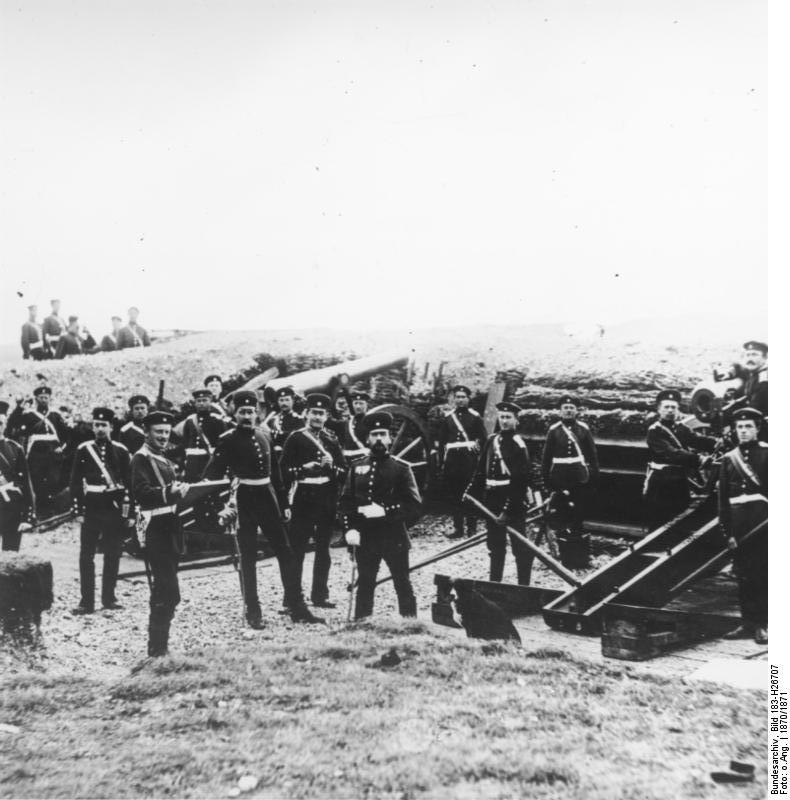
德军进入巴黎

1871年1月26日，設在巴黎的國防政府與普魯士人談判停戰。巴黎飢腸轆轆，甘必大的軍隊在一場接一場的災難中掙扎，法國外交部長法夫爾於1月24日前往凡爾賽與俾斯麥討論和平條款。俾斯麥同意結束圍攻並允許食品車隊立即進入巴黎（包括載有數百萬德國軍隊口糧的火車），條件是國防政府將巴黎以外的幾個關鍵堡壘交給普魯士人。沒有堡壘，法國軍隊將無法再保衛巴黎。

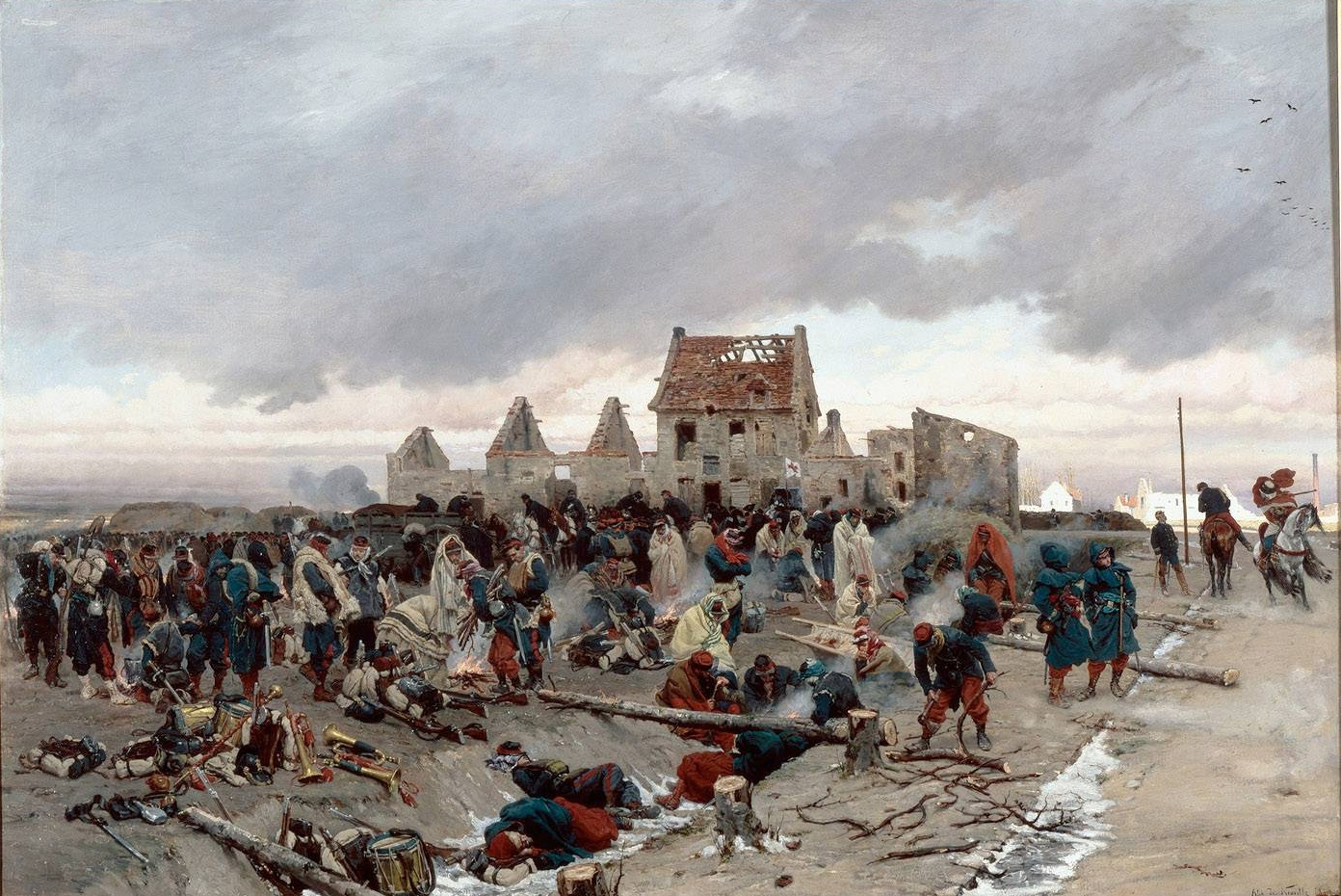
遭受轟炸和封鎖後的巴黎

儘管巴黎的輿論強烈反對向普魯士人投降或讓步，但政府意識到它無法再控制這座城市，而且甘必大的省軍可能永遠不會突破以解救巴黎。特羅胥總統於1月25日辭職，由法夫爾接任，兩天後他在凡爾賽簽署投降書，停戰協定於午夜生效。
1月28日，在糧食和燃料供應耗儘後，巴黎守軍投降，國民警衛隊保留了武器，而德軍佔領了巴黎的部分堡壘，以防止恢復敵對行動的可能性。但是在該國東部的布爾巴基軍隊的作戰地區，軍事行動仍在繼續。法方在沒有關於鬥爭結果的可靠消息的情況下，堅持將這一地區排除在停戰之外，以期鬥爭取得圓滿成功。德國人沒有阻止法國人。
多位消息人士稱，在返回巴黎的馬車上，法夫爾淚流滿面，當巴黎周圍的槍聲在午夜寂靜無聲時，倒在女兒的懷裡。在波爾多，甘必大於1月29日收到來自巴黎的消息，稱政府已投降。憤怒的他拒絕投降。政府成員朱爾斯·西蒙於2月1日乘火車從巴黎抵達，與甘必大進行談判。另一個由三名部長組成的小組於2月5日抵達波爾多，第二天甘必大下台，將省級軍隊的控制權交給了國防政府，國防政府立即下令在法國全境停火。

## 分析

### 戰術和結果
|                                                                      | 战略是权宜之计，它不仅仅是一门学术的学科。它是将知识转化为实际生活的技能，是根据不断变化的情况改进原有计划的思想模式。 |
| ——赫爾穆特·卡爾·貝恩哈特·馮·毛奇，《战略论》（Über Strategie，1871） | |

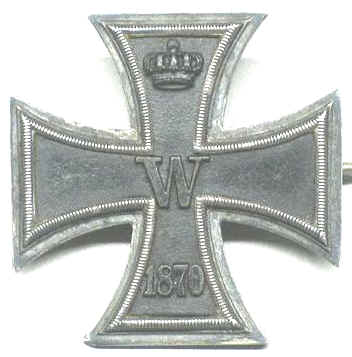
普法戰爭期間，普魯士頒發的一枚鐵十字勳章

德國對法國的快速勝利令中立的觀察家們震驚，他們中的許多人原本預計法國會取得勝利，其中大多數人預計會打一場漫長的戰爭。直到敵對行動停止之後，德國人所擁有的戰略優勢才在德國以外得到體現。其他國家很快發現了他們的軍事系統給德國人帶來的優勢，並採用了他們的許多創新，特別是總參謀部、普遍徵兵和高度詳細的動員系統。 
與傳統的法國學派相比，毛奇開發的普魯士總參謀部被證明是非常有效的。這在很大程度上是因為普魯士總參謀部的成立是為了研究普魯士以前的行動並學會避免錯誤。該部還極大地增強了毛奇控制分佈很廣的超大陣型的能力。總參謀長，實際上是普魯士軍隊的總司令，獨立於戰爭部長，只對君主負責。法國總參謀部——以及其他所有歐洲軍隊的總參謀部——只不過是一線指揮官的助手集合。這種混亂阻礙了法國指揮官控制其部隊的能力。此外，普魯士的軍事教育體系優於法國模式；普魯士參謀人員接受了訓練，表現出主動性和獨立思考能力。事實上這是正式毛奇所期望的。與此同時，法國人受到阻礙智力發展的教育和晉升制度的影響。根據軍事歷史學家達拉斯歐文的說法， 
該系統幾乎完全有效地將軍隊的腦力排除在參謀和高級指揮部之外。由此導致的高層缺乏情報可以歸咎於法國軍事政策的所有不可原諒的缺陷。
1859年至1873年擔任普魯士戰爭部長的阿爾布雷希特·馮·罗恩在1860年代對普魯士的軍事制度進行了一系列改革。其中有兩項重大改革大大增強了德國的軍事實力。第一個是整合正規軍和國土防衛軍預備隊的軍隊重組。第二項規定是在動員時徵召所有達到軍齡的男性普魯士人。因此，儘管法國的人口比所有參加戰爭的德國北部國家的人口都多，但德國人卻動員了更多的士兵參戰。
|                | 1870年人口 | 动员人数 |
| -------------- | ---------- | -------- |
| 法蘭西第二帝國 | 38,000,000 | 500,000  |
| 北德意志邦聯   | 32,000,000 | 550,000  |

在普法戰爭開始時，462,000名德國士兵集中在法國邊境，而只能調動270,000名法國士兵面對他們，由於計劃和管理不善，法國軍隊在開槍前損失了100,000名脫隊者。這部分是由於軍隊的和平時期組織。每個普魯士軍團都駐紮在一個地區主要城市周圍的军区（kreis，字面意思是“圓圈”）內。預備役人員很少從他們的團的倉庫住超過一天的路程。相比之下，法國軍團通常在遠離他們的倉庫的地方服役，而倉庫又不在他們的士兵所在的法國地區。預備役人員經常面臨幾天的旅程向他們的倉庫報到，然後再長途跋涉加入他們的團。大量預備役人員堵住火車站，徒勞地尋求口糧和命令。
和平時期的準備工作加劇了這些差異的影響。普魯士總參謀部已經制定了詳細的鐵路系統動員計劃，而這些計劃又部分地根據總參謀部鐵路部門的建議而製定。法國鐵路系統與競爭公司完全是在商業壓力下發展起來的，許多前往阿爾薩斯和洛林前線的旅程都涉及長途改道和列車之間的頻繁換乘。沒有對鐵路進行軍事控制的系統，軍官們只是在他們認為合適的時候徵用了火車。鐵路側線和編組場擠滿了滿載的貨車，沒有人負責卸下它們或將它們引導到目的地。

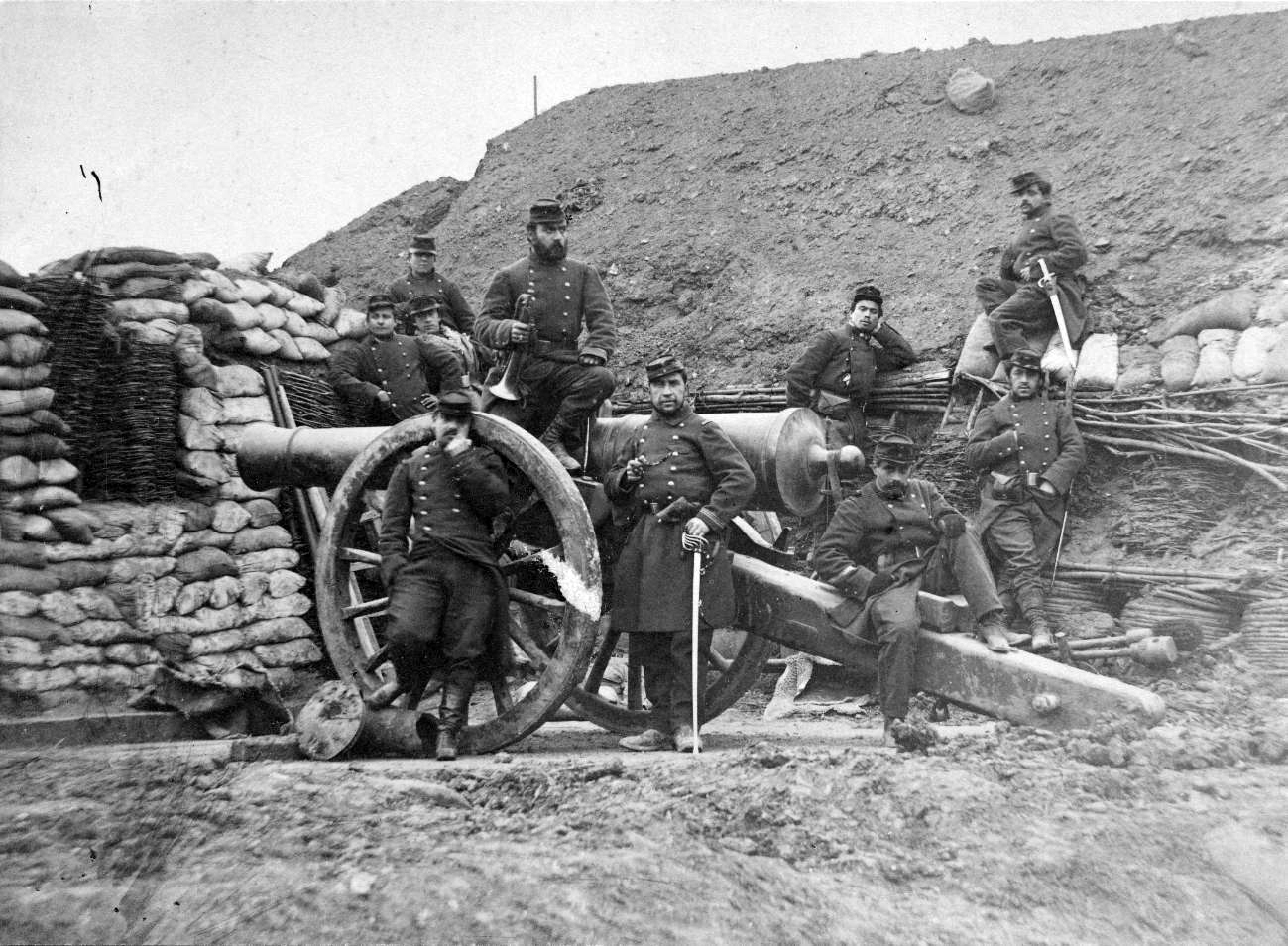
法军阵地的火炮

法國也遭受了過時的戰術體系的困擾。儘管被稱為“拿破崙戰術”，但該系統是由安托萬-亨利·若米尼在征俄期間发明的。被具有“神聖社會秩序”心態的死板貴族包圍，喬米尼的製度同樣僵化和僵化。他的系統以營為基石，簡化了適用於整個軍隊的幾種編隊。他的系統很簡單，但也只是強大到可以單向攻擊。波旁王朝採用該系統是為了防止重蹈拿破崙一世返回法國的覆轍，而拿破崙三世在他上台後保留了該系統（因此它們與他的姓氏聯繫在一起）。相比之下，普魯士人並沒有將營作為他們的基本戰術單位，而且他們的系統更加靈活。連被編成縱隊以並行攻擊，而不僅只是作為一個同質的營大小的區塊。並行攻擊允許每個連選擇自己的前進軸並充分利用本地掩護。它還允許普魯士人以斜角射擊，用步槍掃射法軍戰線。因此儘管普魯士人的有較差的步槍，但他們用步槍射擊造成的傷亡仍然比法國人多，德雷塞枪殺死了53,900名法國人（佔他們戰爭傷亡人數的70%），而沙塞波特槍殺死了25,475名德國人（佔他們戰爭傷亡人數的96%）。

### 普鲁士的军事组织

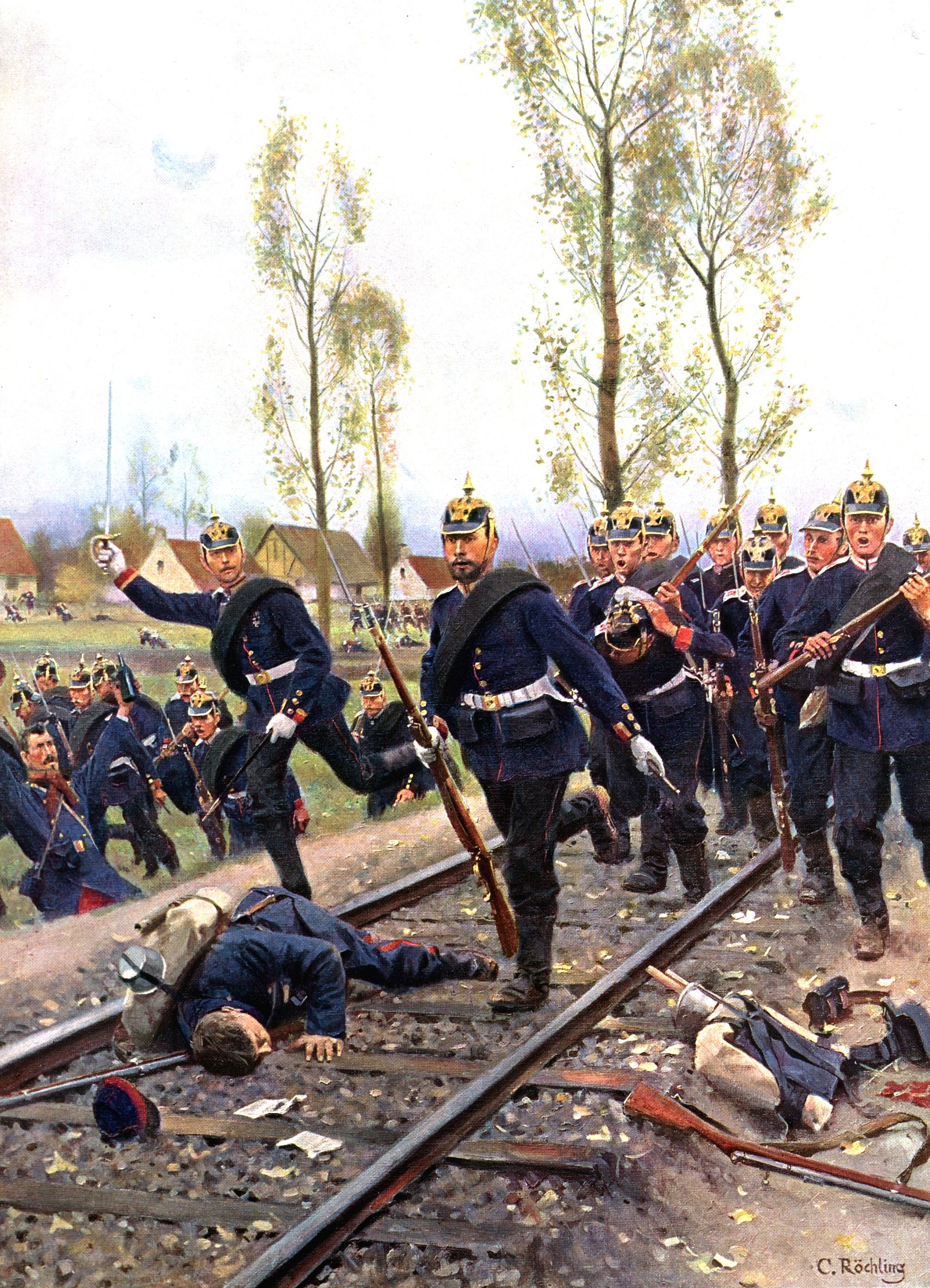
普鲁士第一近卫掷弹兵团的士兵

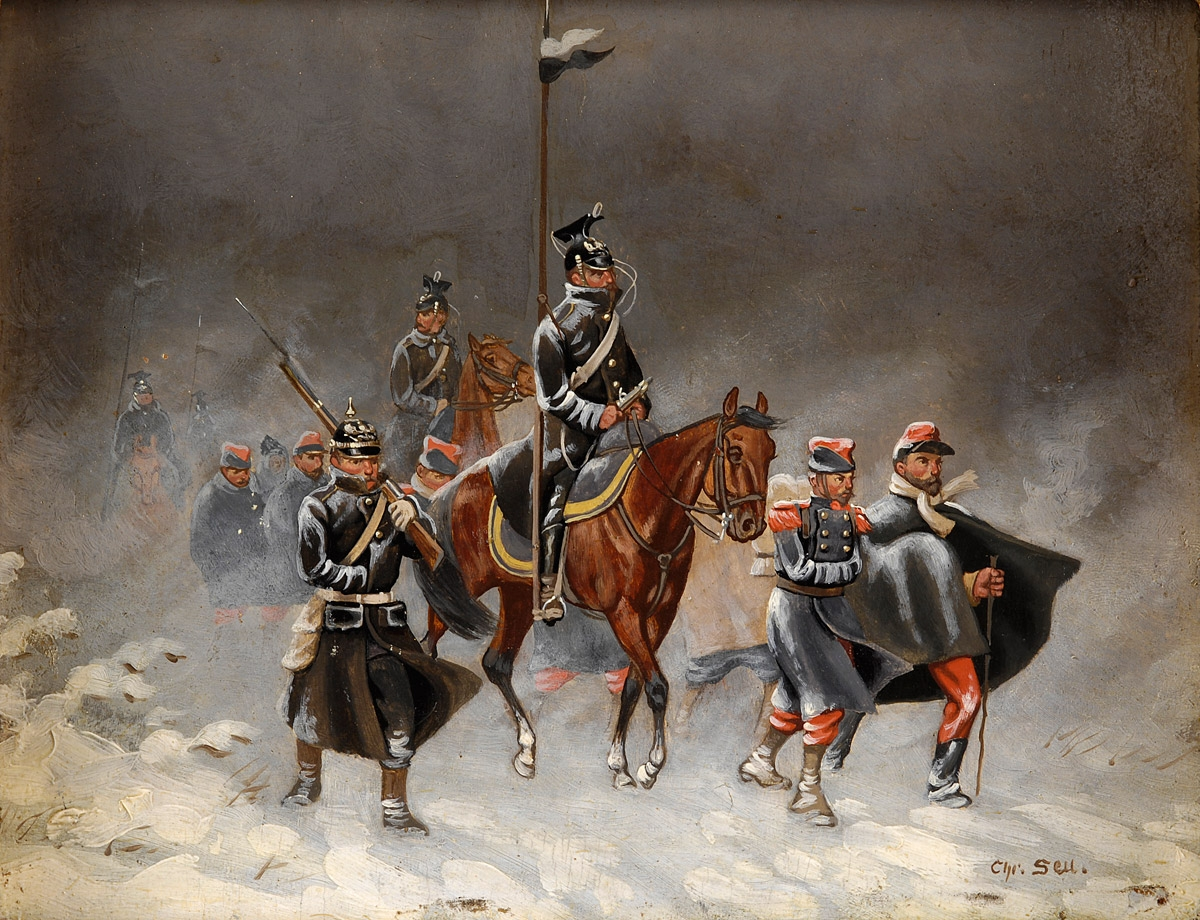
普魯士烏蘭騎兵押解著法軍俘虜

应征入伍者二十岁入伍，如果属于步兵部队，则在此待三年，如果在炮兵或骑兵部队服役，则待四年。自 1858 年以来一直担任这一职务的德国总参谋长冯·毛奇元帥能够依靠一群他希望以高度专业精神和始终如一的技术准备为特征的军官，由此而產生了聞名後世的普魯士軍官團。毛奇努力确保这个精英團體（在普鲁士军队中以“半神”的定义而闻名）能够立即动员的需要的人员，并因此建立了一个单独的铁路部門，以便实现更多部队在各自的阵地尽可能容易地进行。
普鲁士军队的基地由陆军军团构成，该军团约有30,000人的武装，装备和组织起来，在需要时还可以作为一支小型军队作战。普鲁士军队由这些军中的13个军组成，每个军又分为两个步兵师。一个师由两个旅组成，分为两个团，每个团三个营，外加一个来自獵兵营、一个骑兵团和一个炮兵。例外的是普鲁士近卫军，它也有三个骑兵旅，第12萨克森皇家军，包括第12骑兵师和第25亚西亚师，它是第9军的一部分，也有不同的师结构（四个团和每个营两个营，外加火炮）。
国土防卫軍（landwehr）也是普鲁士军队的一部分，它 1813年創建的境內民兵，随着1868年的改革，它实际上已成为军队的延伸，其部队的干部主要由正规军人员组成；在现有的147个营中，有121个在冲突期间投入了戰鬥。制服差异很大，许多士兵穿着典型的深蓝色束腰外衣，普鲁士人则戴着独特的钉状头盔。巴伐利亚以两个军为战争做出了贡献，符腾堡和巴登以独立的部隊参加了战争。

### 外国的不干预
儘管奧匈帝國和丹麥都希望為最近對普魯士的軍事失敗報仇，但由於對法國缺乏信心，他們選擇不干預戰爭。這些國家與法國沒有記錄在案的聯盟，他們發動戰爭為時已晚。在普魯士取得迅速而驚人的勝利之後，他們寧願放棄任何完全干預戰爭的計劃。拿破崙三世也未能與俄羅斯帝國和英國建立聯盟，部分原因是普魯士總理奧托·馮·俾斯麥的外交努力。俾斯麥通過承諾幫助恢復他的海軍進入黑海和地中海的通道（被克里米亞戰爭結束的條約切斷）來收買沙皇亞歷山大二世的同謀，而其他大國則不太受人追捧。“抓住普法戰爭的干擾，俄羅斯於1870年11月開始重建其在黑海的海軍基地，這明顯違反了14年前結束克里米亞戰爭的條約”。1871年法蘭克福和约签署後，法國和俄羅斯開始了和解。“俾斯麥的錯誤估計沒有在東方與俄羅斯建立聯繫，在西方進一步削弱法國，而是為巴黎和聖彼得堡之間的未來關係打開了大門。這種新關係的高潮最終將是1894年的法俄聯盟，一個明確提到德國的感知威脅及其軍事反應的聯盟”。 
英國認為普魯士在歐洲大陸的強大並沒有錯，但面對法國，英國卻將其視為國際事務中的傳統對手。1865年英國內閣首腦帕默斯頓勳爵寫道：“當前的普魯士太弱了，不真正和獨立地採取行動。”

### 對軍事思想的影響
普法戰爭事件對未來四十年的軍事思想產生了重大影響。從戰爭中汲取的教訓包括對總參謀部系統的需求、未來戰爭的規模和持續時間以及砲兵和騎兵的戰術使用。普魯士人大膽使用火砲，在遠距離壓制法軍火砲，然後在近距離直接支援步兵攻擊，證明優於法國砲手採用的防禦學說。同樣，戰爭表明後膛裝填加農炮優於前膛裝填加農炮，正如1866年普奧戰爭對步槍所展示的那樣。普魯士的戰術和設計在1914年被歐洲軍隊採用，以法國75炮為例，這是一種經過優化的火砲，可為前進的步兵提供直接火力支援。大多數歐洲軍隊忽視了1904-1905年日俄戰爭的證據，這表明裝備新型無菸火藥步槍的步兵可以在公開場合有效地與砲手交戰。這迫使砲手使用間接火力在更遠的範圍內射擊，通常是從掩體位置。日俄戰爭中防禦工事和防空洞的大量使用也極大地削弱了野戰火砲的實用性，而野戰火砲並不是為間接射擊而設計的。
在馬爾斯拉圖爾戰役中，由阿達爾伯特·馮·布雷多將軍指揮的普魯士第12騎兵旅對法國砲兵阵地進行了衝鋒。這次襲擊取得了巨大的成功，後來被稱為“馮·布雷多的死亡之旅”，但仍然證明騎兵衝鋒仍然可以在戰場上佔上風。由於精確的遠程步槍射擊、機槍和大砲，在1914年的戰場上使用傳統騎兵被證明是災難性的。布雷多的進攻之所以成功，只是因為在衝鋒前進行了一次異常有效的砲擊，以及掩蓋了他接近的有利地形。
第三個影響是對战壕概念及其局限性的影響。眾所周知，美國內戰在戰爭的最後幾年就涉及到了戰壕，而普魯士的體系卻壓倒了法國使用類似戰術的嘗試。由於普魯士的戰術似乎使壕溝和長期進攻行動無效，美國內戰的經歷被視為一場滑膛槍戰爭（musket war），而不是步槍戰爭（rifle war）。許多歐洲軍隊因此相信進攻崇拜的可行性，並將他們的注意力集中在步兵火力上的侵略性刺刀衝鋒上。在1914年，這些將不必要地讓人們暴露在砲火之下，而戰壕將捲土重來。

### 傷亡和損失
德軍總共向法國部署了33,101名軍官和1,113,254名士兵，其中有1,046名軍官和16,539名士兵陣亡。另有671名軍官和10,050名士兵因傷死亡，戰鬥總死亡人數為28,306人。疾病導致207名軍官和11,940名士兵死亡，傷寒佔6,965人。4,009人失踪並被推定死亡；290人死於事故，29人自殺。失踪和被俘人員中有103名軍官和10,026名男子。受傷人數為3,725名軍官和86,007名男子。 
法國戰鬥死亡人數為77,000，其中41,000在行動中喪生，36,000因受傷而死亡。超過45,000人死於疾病。總死亡人數為138,871人，其中陸軍136,540人，海軍2,331人。傷者共計137,626人；陸軍131,000人，海軍6,526人。法國戰俘人數為383,860人。此外90,192名法國士兵在瑞士被拘禁，6,300人在比利時被拘禁。

## 戰爭后续

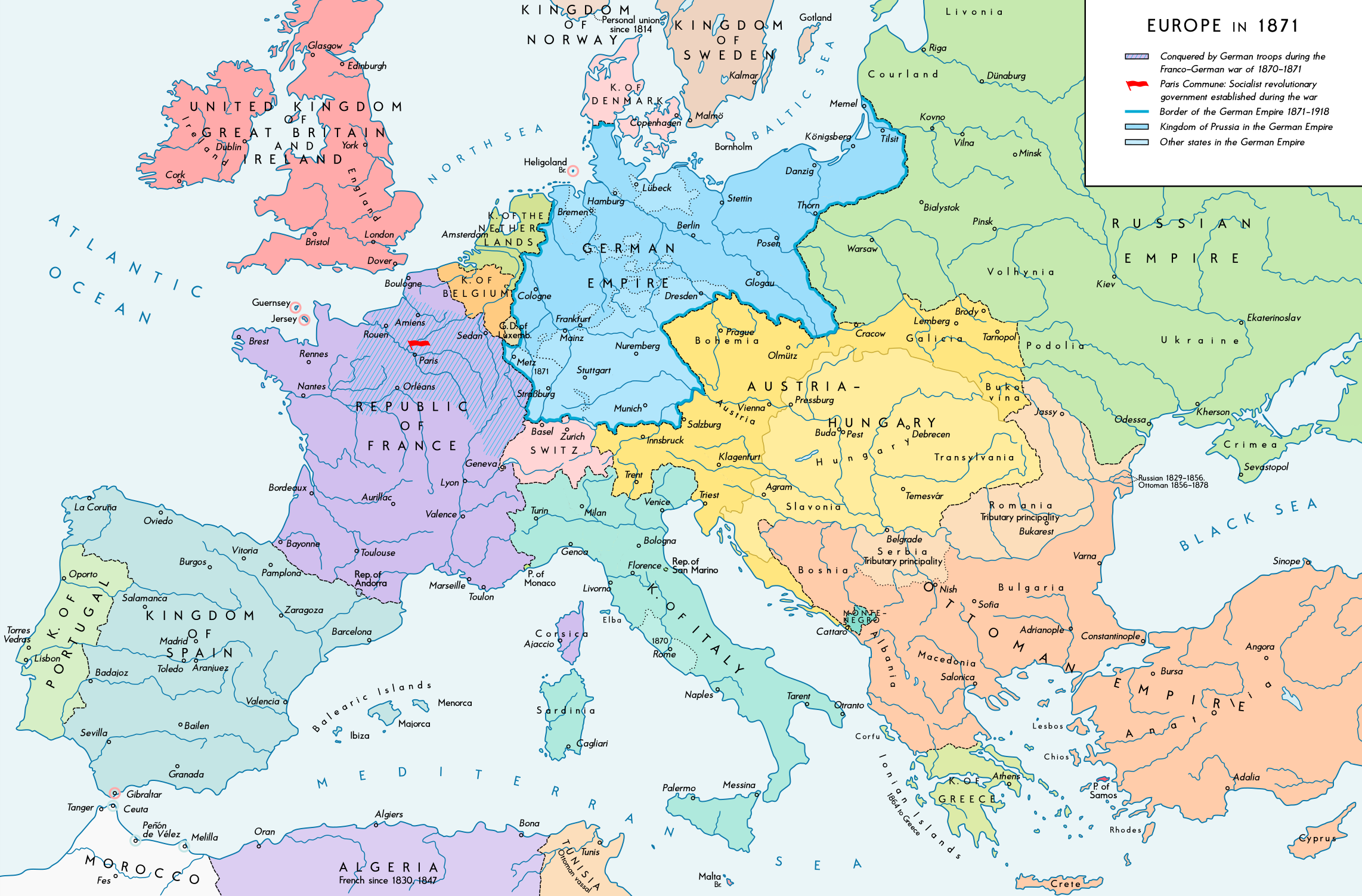
普法战争结束后的欧洲局势以及战争中德军占领的土地。这场战争深刻改变了欧洲的势力分配，法国的声望和领土受到了损失，而曾经长期混乱分散的中欧地区建立起了人口达4500万、单一民族的大帝国

普法戰爭以法蘭西第二帝國的垮台而告結束，法國逾千年的君主制亦宣告結束。法蘭西第三共和國成立，建立由國民議會主導的議會共和政治。
普法停戰的和約法蘭克福條約極其苛刻：規定法國割讓阿爾薩斯和摩泽尔省予德國，並賠款50億法郎。而於1871年1月18日，普魯士國王威廉一世在法國凡爾賽宮的鏡廳登基成為德意志皇帝，宣告建立德意志帝國，他本人成為首任皇帝。遂告德意志統一，成为欧陸第一大国。
而在法国，则产生了强烈的复仇主义氛围。與過去在拿破崙戰爭和七年战争后，英國即使要求法國簽訂戰敗條約仍維持法國的大國地位，除了失去美洲大陸的殖民地外，法國仍然可以在歐洲大陸維持主導地位。此條約中德國對法國極具羞辱，導致此後的共和政府一直希望再通过一场战争来重奪阿尔萨斯-洛林。德法兩國於這次戰爭中結怨，為日後两次世界大戰埋下最初的伏筆。

### 普鲁士撤军

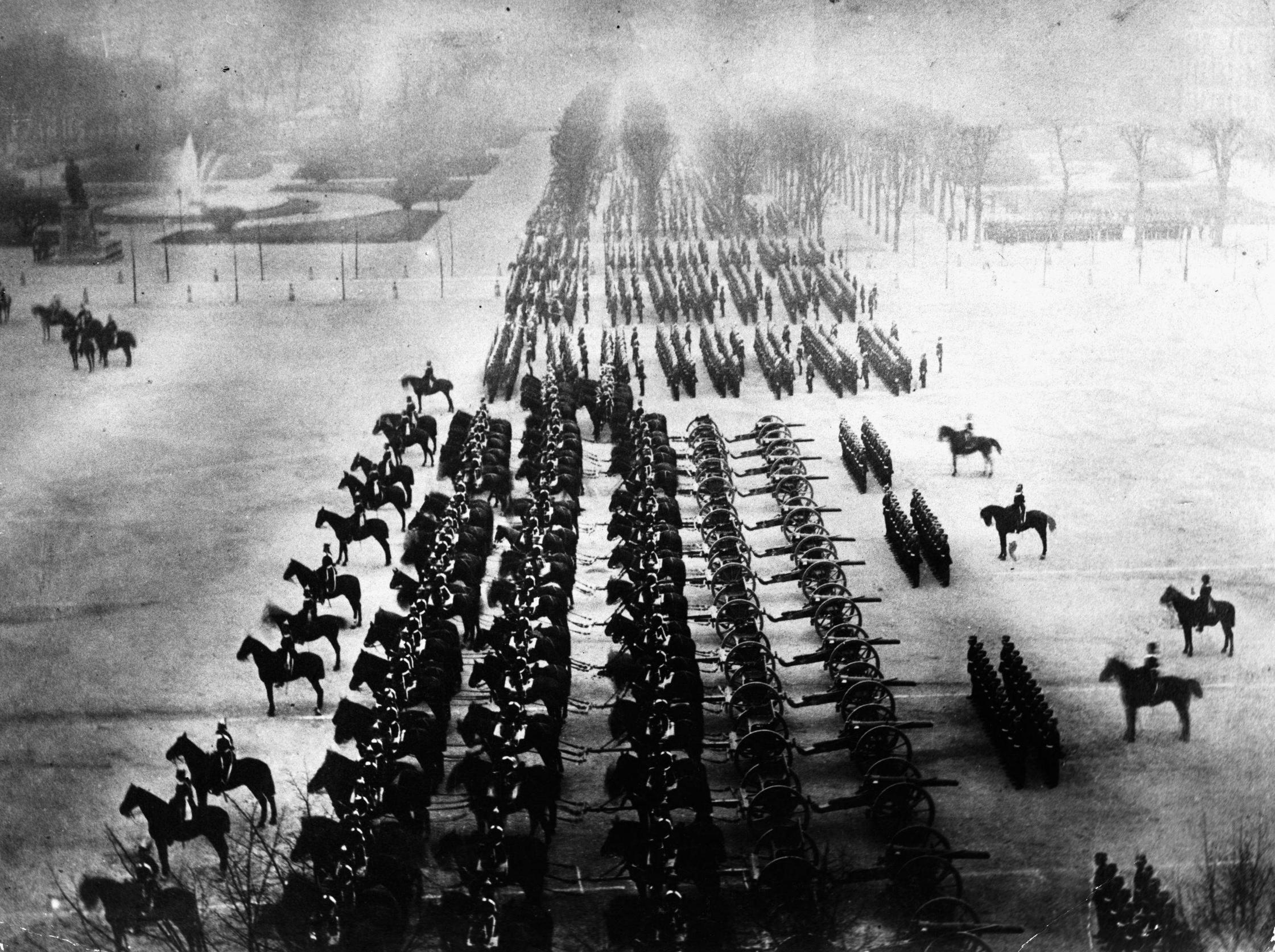
德军胜利后在巴黎进行阅兵

根據停戰協議，普魯士軍隊於3月1日在巴黎舉行了短暫的勝利閱兵式；這座城市一片寂靜，籠罩著黑色，德國人迅速撤退。俾斯麥遵守停戰協議，允許火車裝載食物進入巴黎，並在法國同意支付50億法郎戰爭賠款後全面撤軍之前將普魯士軍隊撤回到城市東部。根據人口比例，賠款與拿破崙在1807年對普魯士施加的賠款完全相等。與此同時，普魯士軍隊集中在阿爾薩斯省和洛林省。大約200,000人（主要是中產階級）因為此役离开了巴黎，流向鄉村。

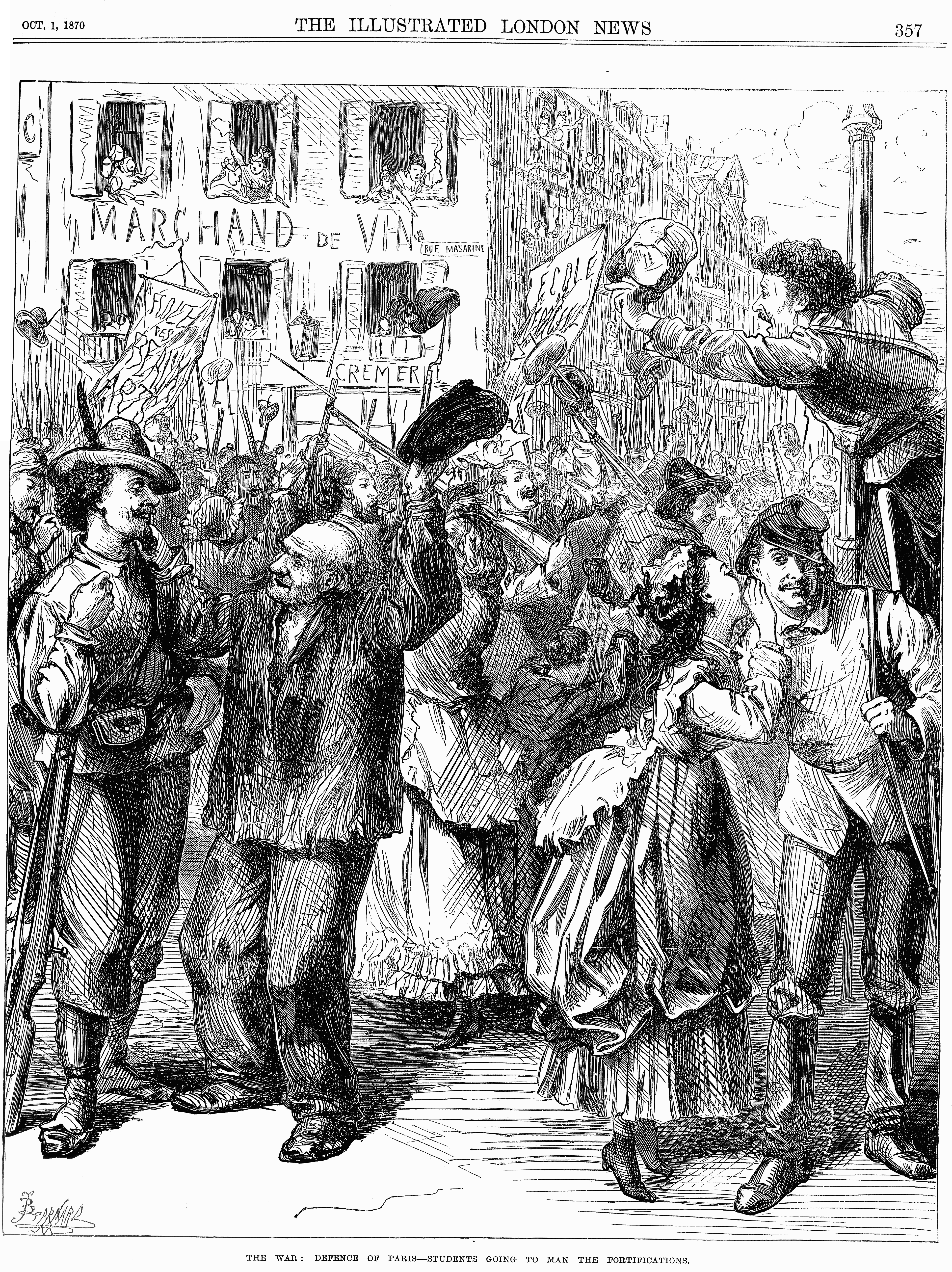
《伦敦图画新闻》上登载的图片：普法战争中设置街垒的巴黎学生志愿军

### 巴黎公社
由於法國皇帝的投降導致法國一時間失去統一的政府，在短時間的混亂後成立的第三共和決定罷黜拿破崙三世繼續抗戰試圖改變戰局，因此拿破崙三世的投降失去代表性與軍事意義，普軍遂繼續朝巴黎進攻。在9月19日，普军包围巴黎。为了保卫巴黎，由资产阶级和保皇派联合组成的「国防政府」，巴黎市民也建立了194个营的国民自卫军，决定继续与普鲁士王国作战。人数达30万人的国民自卫军，由市民选举产生的国民自卫军中央委员会领导。这是一支與第三共和國对立的政治力量。1871年1月28日，法國第三共和国与普魯士签订停战协定。2月26日，草签法蘭克福條約。
3月18日，巴黎市民发动起义，仅仅一天占领了市政厅。法國政府遷往巴黎城郊的凡尔赛宫。3月26日，巴黎人民进行投票，选举产生了巴黎公社。5月10日，法國政府與普魯士簽署法蘭克福條約，以割讓與普魯士接壤洛林和阿爾薩斯兩省，並允许普鲁士佔領法國東北部直到1873年9月。法国賠款50億法郎的代價，換取普軍從巴黎撤軍和釋放戰爭中被俘的十萬法國戰俘，这些战俘隨即用於鎮壓巴黎公社。最後巴黎公社被法國政府消滅，成員大多被處決。

### 法國制度变化
法属阿尔及利亚发生了莫克拉尼起义，这是阿尔及利亚人民反抗法国殖民统治的起义，该起义于1872年被镇压。法兰西共和国宣告成立后，马提尼克岛也发生了奴隶后裔针对欧洲土地拥有者精英的骚乱，骚乱很快被驻扎在那里的武装部队镇压下去。战争的后果还包括驱逐。甚至在色当战役之前，法国政府就要求曾在巴黎和塞纳河地区工作和生活的德国人在三天内离开法国。法律学者约翰·卡斯帕·布伦奇利（Johann Caspar Bluntschli）尖锐批评了驱逐行动，因为从法律上讲，这场战争只是“国家及其军队之间的战斗”。据估计有80,000名德国人离开了法国。
普法战争期间宣布建立的第三共和国是否继续存在，直到1875年似乎仍然不确定。巴黎公社遭到暴力镇压后，共和党左翼的声誉受到严重损害。奥尔良派和正统派继续在议会中占主导地位。奥尔良派希望让波旁王朝的年轻血统重新夺回王位，而正统派则青睐老血统。 1871年8月31日，议会选举在镇压巴黎公社中发挥关键政治作用的阿道夫梯也尔为法国总统。然而，他与共和军的和解并没有受到保皇派阵营的欢迎。此外，梯也尔拒绝为恢复教皇国而运动。这让他在保守派圈子中赢得了更多的同情。1873年5月24日，他被议会多数票投票下台。随着总统的辞职，对于共和政体的反对者来说，道路似乎已经畅通无阻。正统派和奥尔良派对查理十世的孙子亨利·德阿图瓦达成了一致。然而他公开反对保留三色旗，并希望恢复波旁王朝的白旗，但遭到议会拒绝。在接下来的几年里，共和党的影响力越来越大。最终1875年1月30日，议会以353票对352票投票决定政体为共和制，由此彻底宣告君主制走下法国的历史舞台。

### 德意志崛起

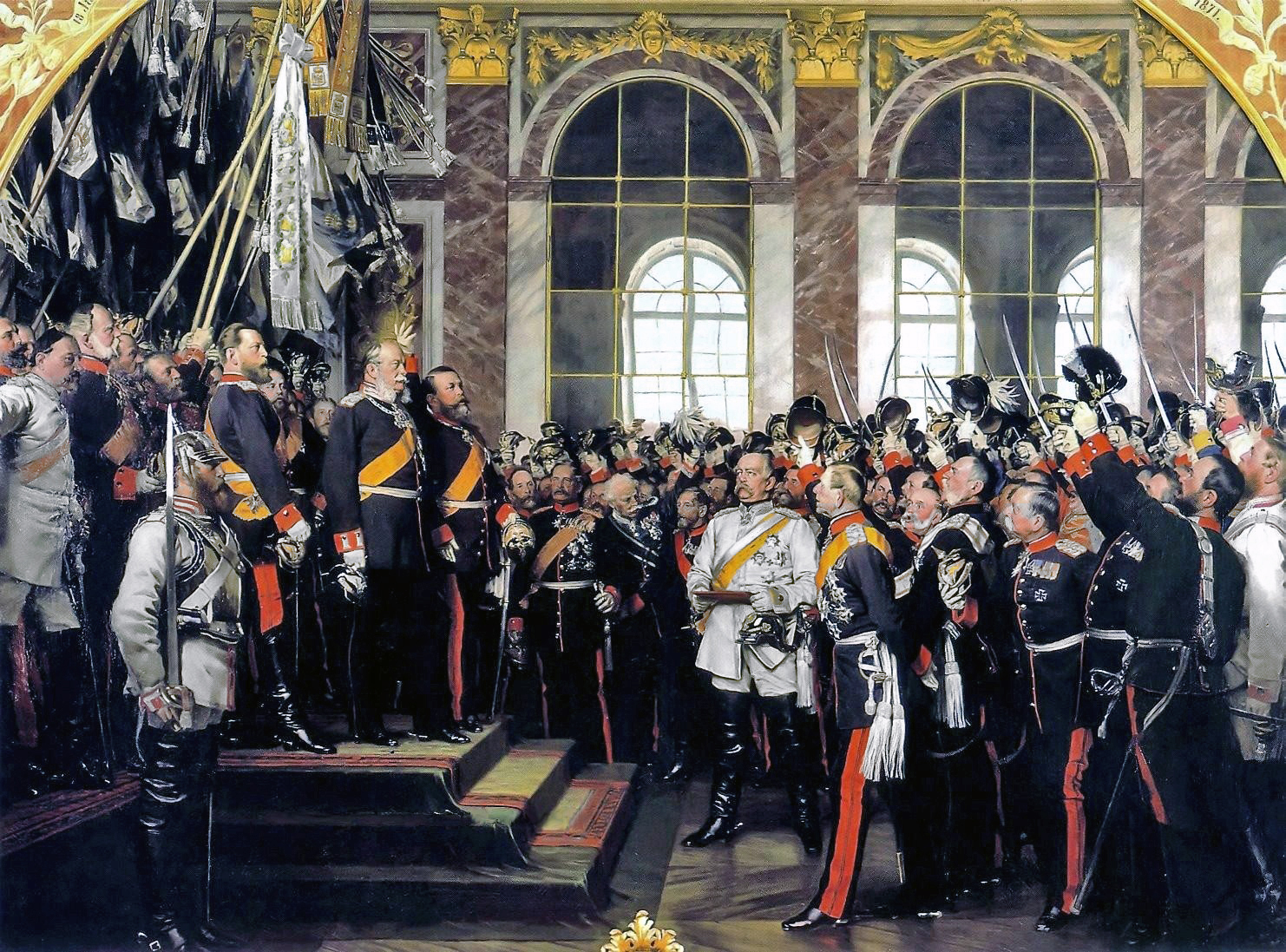
画作《德意志帝国宣告成立》，俾斯麥為衣着白色者。巴登大公立於威廉身後，領銜歡呼。時為儲君的腓特烈三世立於其父、正加冕皇帝的普魯士國王威廉一世右側，毛奇、羅恩、布盧門塔爾等人分列於後。安東·馮·維爾納作

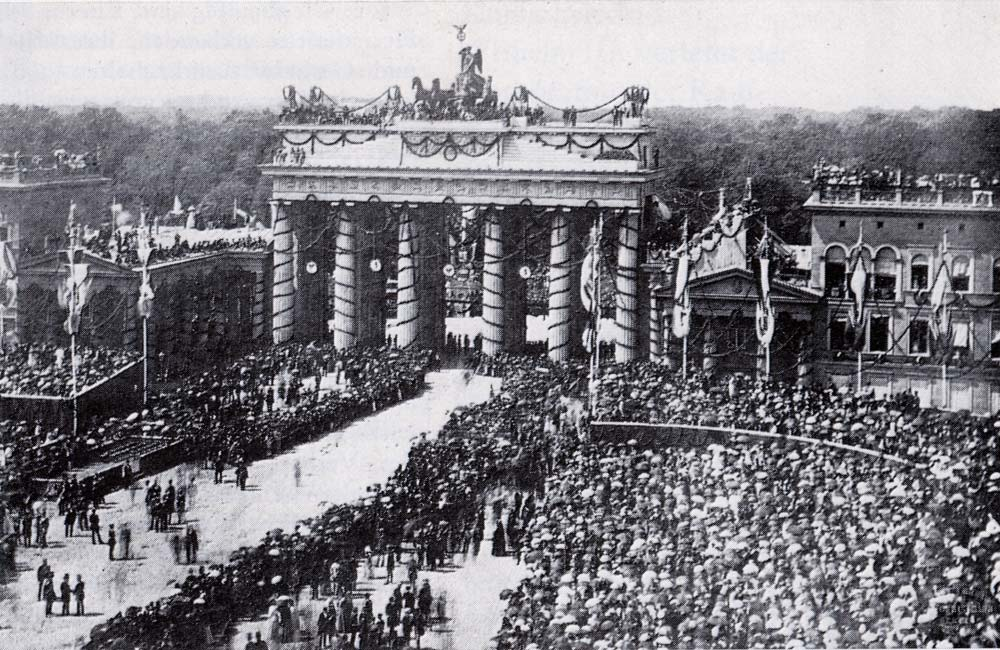
1871年6月16日，柏林勃兰登堡门上的节日装饰和看台，迎接德皇威廉一世和军队的入场

除去奥地利的統一的德意志帝國的建立極大地擾亂了拿破崙戰爭結束後與維也納會議建立的權力平衡。德國已成為歐洲大陸的主要大國，擁有世界上最強大和最專業的軍隊。儘管英國總體上仍然是世界上的主導力量，但英國在19世紀後期對歐洲事務的參與有限，因為它專注於建立殖民帝國，這使得德國能夠對歐洲大陸施加巨大的影響。德國的迅速崛起在世界範圍內都引發了震撼，成为了后发国家希望效法的榜样，楊度在愛國救亡的《湖南少年歌》中寫道：
区区小国普鲁士，
倏忽成为德意志。
儿童女子尽知兵，
一战巴黎遂称帝。
内合诸省成联邦，
外与群雄争领地。
普法战争导致民间社会对军队的看法发生了变化。在德国，军队现在被视为民族团结的得力助手。正如一些社会民主主义政治家所表达的对战争期间行动的批评未能获得大多数民众的支持。许多军事规范和行为被纳入日常生活。甚至在学校裡也培养了军事精神。与此同时，军方要求在政治中发挥更大的作用。高级将领经常向政府提出进一步武装军队和预防性战争的要求。日常生活中最重要的一个节日是每年9月2日的所谓色当日，以纪念色当战役和拿破仑三世的被俘。
法国的巨额赔款是威廉时代德国繁荣的触发因素之一。法国的付款给德国资本市场带来了额外的动力，提高了资产阶级的投资意愿。1871年至1873年间，德国大约创建了928家股份公司。铁路以及钢铁、煤炭和机械工程行业尤其受益。
英德之間的緊張關係因兩個大國之間的幾個重要關係而有所緩解，例如王儲與維多利亞女王的女兒和腓特烈三世的婚姻。用卡爾·馬克思的話來說，德意志帝國變成了“一個披著帶有封建成分的議會形式的軍事專制政權，受資產階級影響，以官僚為裝飾，由警察守衛。”事實上，許多歷史學家會認為德國在1914年“逃入戰爭”是逃避俾斯麥在1870年秋天在凡爾賽宮製造的所有內部政治矛盾。

### 義大利统一

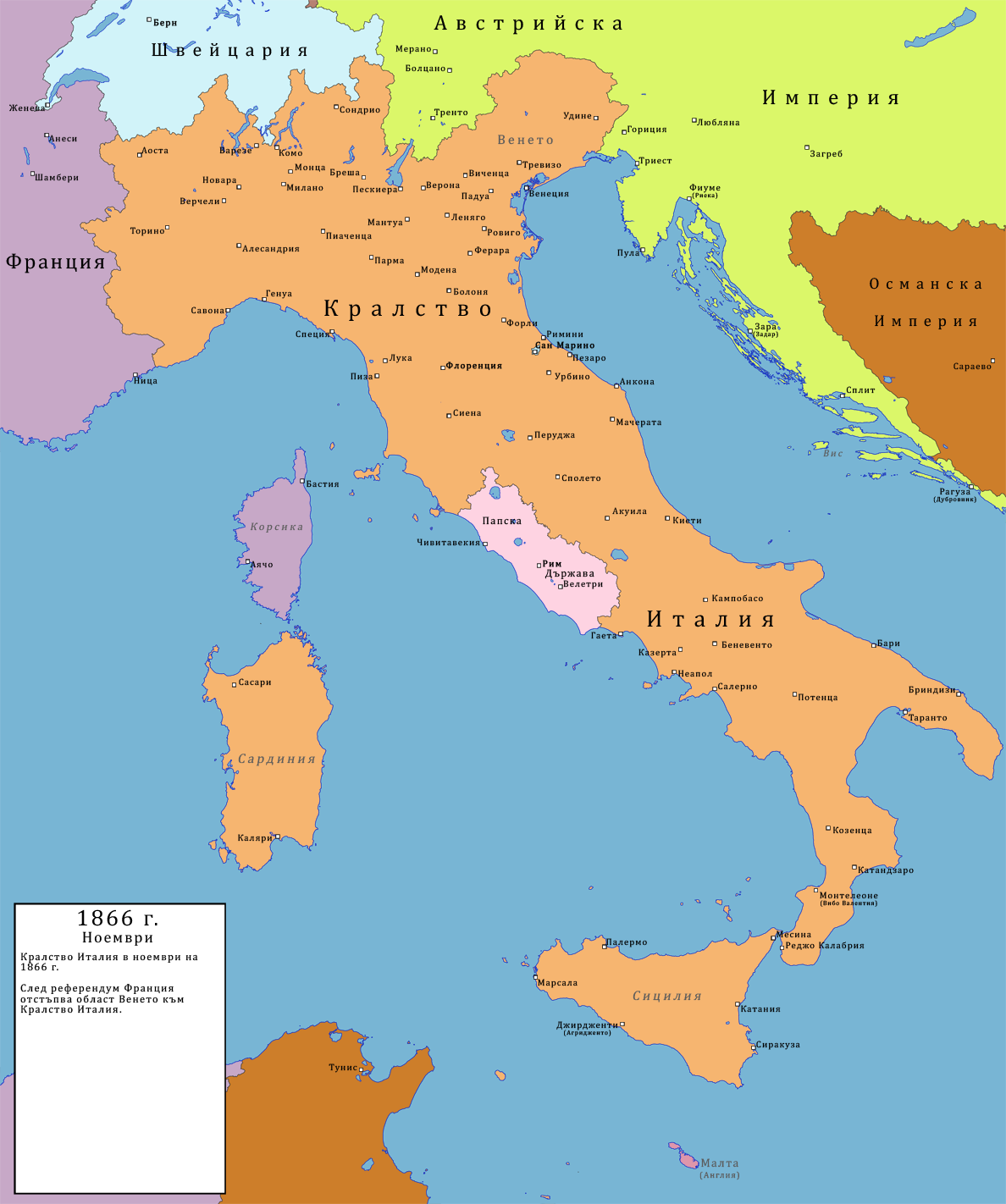
普法戰爭前的義大利王國，粉色為教皇國

在1866年的第三次独立战争后，意大利已整合除了罗马以外的所有领土。但是由于教宗在国际天主教世界中的地位，以及西欧其他天主教國家的阻挠，意大利政府對於罗马问题格外谨慎。由于天主教徒占多数的社会情况以及历史上长期和教宗的密切关系，法国以及拿破仑三世坚决反对意大利对教宗国的吞并，自1849年来法国就在罗马驻有一支数千人的军队。由于忌惮和法国交恶，意大利始终不敢收复罗马。1870年8月，普法战争爆发，拿破仑三世将驻守意大利的军队调回国，此时意大利舆论强烈要求政府收复罗马。9月，当色当战役法国惨败的消息传来后，意大利军队旋即围困了罗马，并在最后通牒被教宗庇护九世拒绝后攻入了城中。持续千年的教宗国最终被世俗化，教宗本人也淪为了“梵蒂冈囚徒”，罗马取代都靈成为了新国家的首都，意大利全境遂告统一。

### 法国的复仇

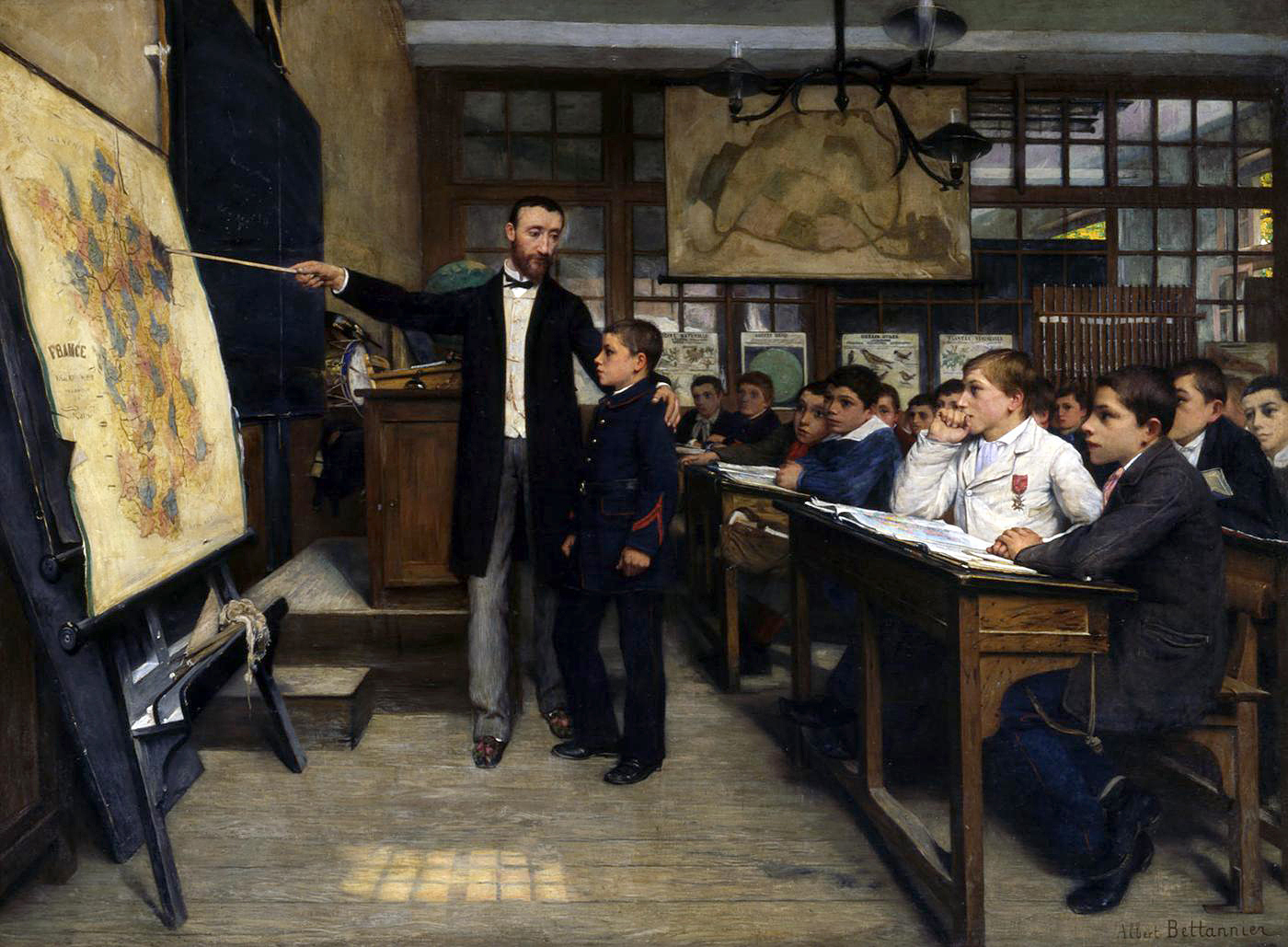
法国的中学地理课上，老师教授学生被割让的阿尔萨斯-洛林

战后法国国力衰弱。随着阿尔萨斯-洛林的割让，它遭受了数十万人的死伤，丢失了大部分以前的铁矿石供应，并失去了200万居民。 对于法国东部来说，战争的结束并不意味着立即恢复正常。根据《凡尔赛条约》的约定，德国占领军暂时驻扎在19个省，直至支付所需的赔款。
法国军队的重建进展迅速：早在1871年12月，梯也尔总统就宣布他正在努力将军队规模增至60万人。针对这一情况，毛奇于1872年开始准备对法国发动可能的预防性战争。然而俾斯麦拒绝了这样的计划，并坚持他在联盟政治上孤立法国的新方针。普法戰爭的失敗導致了復仇主義在法國的誕生，其特點是對德國懷有深刻的苦毒、仇恨和報復的要求。這尤其體現在與德國進行另一場戰爭以奪回阿爾薩斯和洛林的漫談中。它還導致了民族主義意識形態的發展，強調“在戰爭的必要性中受過戒備、自我參照的國家的理想”，這種意識形態在1880年代喬治·歐內斯特·布朗熱將軍等人物中得到了體現。強調失敗的屈辱的畫作需求量很大，例如阿爾方斯·德·諾伊維爾（Alphonse de Neuville）的畫作。
阿尔萨斯和洛林的强制割让在多大程度上为第一次世界大战的爆发奠定了基础，这个问题颇有争议。克里斯托夫·诺恩认为，吞并阿尔萨斯和洛林“阻碍了1870/1871年战争反对者之间和解的可能性”。根据布雷姆的说法，在接下来的几十年里，法国试图通过殖民夺取来补偿这两个省份的损失，俾斯麦也间接鼓励法国这样做。法国在非洲的殖民扩张又导致与英国的冲突加剧。
在第一次世界大战之前的时期，莱昂·甘必大的口号“永远记得它，永远不要谈论它”（“Pensons-y toujours, n'en parlons jamais”）塑造了第三共和国与失去省份之间的关系。德国的吞并从未被完全忘记，因为许多阿尔萨斯人和洛林人反抗德國人的統治，移民到巴黎，并于1871年8月在那里成立了阿尔萨斯和洛林协会。据朱莉娅·施罗达（Julia Schroda）称，第一次世界大战开始时，阿尔萨斯和洛林的知名人士设法将收复失地重新纳入官方政治议程。法国政府高度重视收复失去的学校省份的努力。
失败的记忆和复仇的追求（révanchisme）是该国文学和政治文化中反复出现的主题。这对实际的政治决策影响不大。復仇主義不是1914年戰爭的主要原因，因為它在1880年後就消失了。凱格說：“到1880年代，法德關係相對良好。”法國公眾對外交事務興趣不大，法國精英輿論強烈反對與其更強大的鄰國開戰。精英們現在很平靜，認為這是一個小問題。1880年後，阿爾薩斯-洛林問題仍然是一個次要主題，共和黨人和社會主義者係統地淡化了這個問題。直到第一次世界大戰開始後，使兩地回歸才成為法國的戰爭目標。

## 參看條目
德意志统一：
- 德意志問題
- 德意志二元
- 北德意志邦联
- 普奥战争
- 普丹战争
- 德意志统一
- 德意志特殊道路
- 色当日
- 普魯士的榮耀

阿尔萨斯-洛林问题：
- 凡尔登条约
- 路易十四：大同盟戰爭、重盟战争
- 阿尔萨斯和洛林
- 阿尔萨斯-洛林帝国领
- 都德的《最後一課》和《柏林之围》

法德关系：
- 莱茵邦联
- 德法關係
- 法德世仇
- 复仇主义
- 德意志民族主义

军事历史：
- 德国军事历史
- 世界戰爭列表
- 普鲁士参与过的战争

### 注解
1. ↑  此时巴黎并未完全沦陷
2. ↑  俾斯麦删除了原文中威廉一世所說的「我國政府已經不再參與此事」，並刪除了威廉一世派副官通知法國大使的原因。失去了前因後果的電文顯得法國大使對普魯士國王無理，而普魯士國王粗暴地對待法國大使。俾斯麥對羅恩和毛奇說：「這個電文將起到紅布對高盧公牛的作用」，毛奇回答說：「這樣聽起來就不一樣了，原來聽起來是退卻的信號，現在是回答挑戰的號角。」
3. ↑  法國的通訊社在翻譯這個電報的時候，犯了一個錯誤。通訊社直接把德語的副官（adjutanten）翻譯成法語的副官（adjudant），因而法國的大部分報紙發佈的都是這個版本。然而问题是德語的adjutanten由高級軍官來擔任，比如這一次通知大使的是拉齊維烏親王兼炮兵上将。而法語的adjudant（附屬官）是低級士官，連軍官都不是。和德語的adjutanten對應的應該是法語的「aide de camp」（侍從官）。由於這個錯譯，導致法國人認為普魯士國王故意派一個中士之類的士官去通知大使，這是明顯的侮辱，從而加強了電文的火藥味。

### 引用
1. ↑  Wawro 2003，第42頁.
2. 1 2  Howard 1991，第39頁.
3. ↑  Howard 1991，第453頁.
4. ↑  Nolte 1884，第526–527頁.
5. ↑  Nolte 1884，第527頁.
6. ↑  Clodfelter 2017，第187頁，of which 41,000 killed in action, 36,000 died of wounds and 45,000 died from disease.
7. 1 2  Heath & Cocolin 2020，第8頁.
8. ↑  German General Staff 1884，第247頁.
9. ↑  Bodart 1916，第148頁，At least 370,000 captured.
10. ↑   保羅·甘迺迪, （譯者張春柏、陸乃聖） 《霸權興衰史》第237頁。提到「在1870年至1871年普法戰爭期間...」
。五南圖書出版股份有限公司 ISBN 9789571153759
11. ↑   Philp Lee Ralph等所著 《世界文明史：後篇—從工業革命到現代》第129頁。提到「俾斯麥完成德意志統一的最後一步是1870年至1871年的普法戰爭。」
ISBN 978-957-11-5771-9
12. ↑   何世同 《殲滅論》第153頁。提到「1870年普法戰爭...」
。上揚國際出版 ISBN 978-986-84008-3-2
13. ↑  Éric Anceau, "Aux origines de la Guerre de 1870", in France-Allemagne(s) 1870–1871. La guerre, la Commune, les mémoires, (under the direction of Mathilde Benoistel, Sylvie Le Ray-Burimi, Christophe Pommier) Gallimard-Musée de l'Armée, 2017, p. 49–50.
14. ↑  Ramm 1967，第308–313頁，highlights three difficulties with the argument that Bismarck planned or provoked a French attack..
15. ↑  Milza 2009，第39頁.
16. ↑  Milza 2009，第40–41頁.
17. ↑  Howard 1991，第40頁.
18. ↑  Milza 2009，第41頁.
19. 1 2  Howard 1991，第45頁.
20. ↑  Wawro 2003，第18頁.
21. ↑  von Bismarck 1899，第58頁.
22. ↑  von Bismarck & von Poschinger 1900，第87頁.
23. ↑  Howard 1991，第41頁.
24. 1 2  Britannica: Franco-German War.
25. ↑  Wawro 2002，第101頁.
26. ↑  Milza 2009，第49頁.
27. 1 2  German General Staff 1881，第34–35頁.
28. ↑  Milza 2009，第57–59頁.
29. ↑  Vinogradov, V. N. . New and Recent History. 2005, (5) （Russian）.
30. ↑  McElwee 1974，第43頁.
31. 1 2 3  McElwee 1974，第46頁.
32. 1 2 3  Wawro 2002，第102頁.
33. ↑  Wawro 2002，第103頁.
34. ↑  Howard 1991，第4頁.
35. ↑  Palmer 2010，第20頁.
36. ↑  Ascoli 2001，第9頁.
37. ↑  Elliot-Wright & Shann 1993，第29頁.
38. ↑  Wawro 2002，第89頁.
39. 1 2  Barry 2009a，第43頁.
40. ↑  Wawro 2002，第110頁.
41. ↑  Palmer 2010，第30頁.
42. ↑  Wawro 2002，第113頁.
43. ↑  Wawro 2003，第58頁.
44. ↑  Zabecki 2008，第5–7頁.
45. ↑  Wawro 2003，第47頁.
46. ↑  Howard 1991，第78頁.
47. ↑  Howard 1991，第69, 78–79頁.
48. ↑  Wawro 2003，第66–67頁.
49. ↑  Howard 1991，第47, 48, 60頁.
50. ↑  Wawro 2003，第85, 86, 90頁.
51. ↑  Wawro 2003，第87, 90頁.
52. ↑  Wawro 2003，第94頁.
53. ↑  Howard 1991，第82頁.
54. ↑  Wawro 2003，第95頁.
55. ↑  Howard 1991，第100–101頁.
56. ↑  Howard 1991，第101頁.
57. ↑  Wawro 2003，第97, 98, 101頁.
58. ↑  Wawro 2003，第101–103頁.
59. ↑  Howard 1991，第101–103頁.
60. ↑  Wawro 2003，第108頁.
61. ↑  Howard 1991，第87–88頁.
62. ↑  Howard 1991，第89–90頁.
63. ↑  Howard 1991，第92–93頁.
64. ↑  Howard 1991，第98–99頁.
65. ↑  Howard 1979，第108–117頁.
66. ↑  Howard 1979，第145頁.
67. ↑  Howard 1979，第152–161頁.
68. ↑  Howard 1979，第160–163頁.
69. ↑  Wawro 2003，第196頁.
70. ↑  Wawro 2003，第201頁.
71. 1 2  Wawro 2003，第240頁.
72. ↑  Wawro 2003，第244頁.
73. ↑  Howard, Michael (2001) [1961]. The Franco-Prussian War: The German Invasion of France 1870–1871. New York: Routledge. ISBN 0-415-26671-8
74. ↑  Baldick 1974，第20–21頁.
75. ↑  Howard 1979，第228–231頁.
76. ↑  Craig 1980，第31頁.
77. ↑  Howard 1979，第234頁.
78. ↑  Howard 1991，第230–233頁.
79. ↑  Ridley 1976，第602頁.
80. ↑  Свечин (Svechin) 1928，第327頁.
81. ↑  Свечин (Svechin) 1928，第332頁.
82. ↑  Howard, p. 286.
83. ↑  Foley 2007，第19–20頁.
84. ↑  Shann & Delperier 1991，第4頁.
85. ↑  Hozier & Davenport Adams 1872，第217ff頁.
86. ↑  Ollier 1883，第210頁.
87. ↑  Howard, p.429
88. ↑  Howard, p.421
89. ↑  Sondhaus 2001，第101–102頁.
90. ↑  Rüstow 1872，第229–235頁.
91. ↑  Wawro 2003，第191頁.
92. ↑  Ropp T. The development of a modern navy: French naval policy 1871–1904. — Annapolis (Maryland): Naval Institute Press, 1987
93. ↑  Wilson X. Battleships in battle. — London.: s. Low, Marston and Company, 1896. p.274
94. ↑  Wawro 2003，第190–192頁.
95. 1 2  Wawro 2003，第192頁.
96. ↑  Rüstow 1872，第243頁.
97. ↑  von Pflugk-Harttung 1900，第587–588頁.
98. ↑  Wawro 2003，第298頁.
99. ↑  van Creveld 1977，第96頁.
100. ↑  Howard 1991，第23頁.
101. 1 2  Irvine 1938，第192頁.
102. ↑  Howard 1991，第23–24頁.
103. ↑  Howard 1991，第21頁.
104. ↑  Howard 1991，第68頁.
105. ↑  Howard 1991，第70–71頁.
106. ↑  Wawro 2003，第238頁.
107. ↑  Wawro 2003，第290頁.
108. ↑  Chris Kempshall, British, French and American Relations on the Western Front, 1914-1918, Canterbury, Kent, UK, 2018, (ISBN 978-3-319-89464-5), p. 31.
109. ↑  Bailey 2004，第218–219頁.
110. ↑  Howard 1979，第156–157頁.
111. ↑  Bailey 2004，第218頁.
112. 1 2  Clodfelter 2017，第187頁.
113. 1 2  Taylor 1955，第133頁.
114. ↑  Karine Varley, "The Taboos of Defeat: Unmentionable Memories of the Franco-Prussian War in France, 1870–1914." in Jenny Macleod, ed., Defeat and Memory: Cultural Histories of Military Defeat in the Modern Era (Palgrave Macmillan, 2008) pp. 62-80.
115. ↑  Karine Varley, Under the Shadow of Defeat: The War of 1870-71 in French Memory (2008)
116. ↑  Wawro 2003，第301, 310頁.
117. ↑  Baldick 1974，第209頁.
118. ↑  John Arthur Ransome Marriott, The Evolution of Prussia: The Making of an Empire, OUP 1937, pp.400-402
119. ↑  马克思《哥达纲领批判》（写于1875年4-5月）

既然他们没有勇气——而这是明智的，因为形势要求小心谨慎——像法国工人纲领在路易-菲力浦和路易-拿破仑时代那样要求民主共和国，那就不应当采取这个既不“诚实”也不体面的手法：居然向一个以议会形式粉饰门面、混杂着封建残余、已经受到资产阶级影响、按官僚制度组织起来、并以警察来保卫的、军事专制制度的国家，要求只有在民主共和国裡才有意义的东西，并且还庄严地向这个国家保证：他们认为能够用“合法手段”争得这类东西！
120. ↑  Wawro 2003，第302頁.
121. ↑  Varley 2008b.
122. ↑  Varley 2008a，第62–80頁.
123. ↑  Jay 1984，第151–162頁.
124. ↑  Keiger, J.F.V. . 2001: 112–120., quoting p 113.
125. ↑  Carroll, E. Malcolm. . 1931: 47–48.
126. ↑  Seager, Frederic H. Warner, Charles K. , 编. . From the Ancien Régime to the Popular Front: Essays in the History of Modern France. 1969: 111–126.

- 若克斯·阿蘇爾門迪（英语：Joxe Azurmendi）. Historia, arraza, nazioa. Donostia: Elkar, 2014. ISBN 978-84-9027-297-8
- Mitchner, E. Alyn, R. Joanne Tuffs. Century of Change. Canada: Reidmore Books Inc., 1997.
- Michael Howard: Franco-Prussian War 1870-1871,  （页面存档备份，存于）
- Lexikon der deutschen Geschichte – Ploetz, Verlag Herder, Freiburg im Breisgau, Österreich 2001
- Der große Ploetz, Verlag Herder, Freiburg im Breisgau, Österreich 1998
- Dtv-Atlas Weltgeschichte, Deutscher Taschenbuch Verlag, München 2000
- Dennis E. Showalter: Das Gesicht des modernen Krieges. Sedan, 1. und 2. September 1870, in: Schlachten der Weltgeschichte. Von Salamis bis Sinai, hrsg. v. Stig Förster, Dierk Walter und Markus Pöhlmann, München 22004. ISBN 3-423-34083-5
- Theodor Fontane：Band 1 - Der Krieg gegen Frankreich 1870-1871, Weißenburg - Wörth - Spicheren - Colombey -Vionville - Gravelotte - Sedan - Wilhelmshöhe - Straßburg - Toul - Metz,  Verlag Rockstuhl, Bad Langensalza, Reprint 1873/2004, ISBN 3-937135-25-1
- Theodor Fontane: Band 2 - Der Krieg gegen Frankreich 1870-1871, Vor und in Paris vom 20. September bis 24. Dezember 1870 - Die großen Ausfallgefechte - Vor Paris im Dezember 1870 - Orleans,  Verlag Rockstuhl, Bad Langensalza, Reprint 1876/2004, ISBN 3-937135-26-X
- Theodor Fontane: Band 3 - Der Krieg gegen Frankreich 1870-1871, Amiens - Dijon - Le Mans - Belfort -(Vor) Paris 25. Dezember 1870 bis 2. März 1871 - Bapaume = St. Quentin - Pontarlier,  Verlag Rockstuhl, Bad Langensalza, Reprint 1876/2004, ISBN 3-937135-27-8
- Max Riemschneider:  Ein Erfurter im Deutsch-Französischen Krieg 1870/71, Verlag Rockstuhl, Bad Langensalza, 2005, ISBN 3-937135-01-4
- Sigismund von Dobschütz: „Wir sind dahin gekommen, ganze Dörfer niederzubrennen“ -– Briefe aus dem Deutsch-Französischen Krieg 1870/71 und der Okkupationszeit 1872/73 von Paul von Collas an seine Eltern., Ostdeutsche Familienkunde (OFK), Heft 1/2006, Seite 321f., Verlag Degener & Co., Neustadt (Aisch) 2006, ISSN 0472-190X. -- (Paul von Collas war damals Generalstabsoffizier und Adjutant unter Karl Friedrich von Steinmetz und später unter General Edwin von Manteuffel，dessen Memoiren er schrieb.)

### 書籍
- Ascoli, David. . Edinburgh: Birlinn. 2001. ISBN 978-1-84158-121-7.
- Bailey, Jonathan B. A.  Revised and expanded. Annapolis: Naval Institute Press. 2004. ISBN 978-1-59114-029-0.
- Baldick, Robert. . London: London New English Library. 1974. ISBN 978-0-450-02190-9.
- Barry, Quintin. . 1 The Campaign of Sedan. Solihull: Helion & Company. 2009a. ISBN 978-1-906033-45-3.
- Brown, Frederick. . New York: Knopf. 2010. ISBN 978-0-307-26631-6.
- Clodfelter, Micheal.  4th. Jefferson, NC: McFarland. 2017. ISBN 978-0-7864-7470-7.
- Craig, G. A. . Oxford: Oxford University Press. 1980. ISBN 978-0-19-502724-2.
- Elliot-Wright, Philipp; Shann, Stephen. . Campaign. Oxford: Osprey Publishing. 1993. ISBN 978-1-85532-286-8.
- Foley, Robert T.  pbk. Cambridge: CUP. 2007. ISBN 978-0-521-04436-3.
- German General Staff. . 由Clarke, F.C.H.翻译. London: Clowes & Sons. 1881.
- German General Staff. . 由Clarke, F.C.H.翻译. London: Clowes & Sons. 1884.
- Horne, Alistair. . London: Macmillan. 1965. OCLC 490599556.
- Howard, Michael. . London: Rupert Hart-Davis. 1979 [1961]. ISBN 978-0-246-63587-7.
- Howard, Michael. . New York: Routledge. 1991 [1961]. ISBN 978-0-415-02787-8.
- Hozier, Henry Montagu; Davenport Adams, W. H.  2. London: William Mackenzie. 1872  [2022-07-13]. OCLC 931716547. （原始内容存档于2021-02-24）.
- Kennedy, Paul M.  1st. New York: Random House. 1987. ISBN 978-0-394-54674-2.
- McElwee, William Lloyd. . Bloomington: Indiana University Press. 1974. ISBN 978-0-253-20214-7.
- Milza, Pierre. . 1: La Guerre franco-prussienne, septembre 1870 – mars 1871. Paris: Perrin. 2009. ISBN 978-2-262-02498-7.
- Nolte, Frédérick. . Paris: E. Plon, Nourrit et Cie. 1884. OCLC 4899575 （法语）.
- Ollier, Edmund.  2. London: Cassell Petter & Galpin. 1883. OCLC 914936793.
- Palmer, Michael A. . Minneapolis: MBI Pub. Co. and Zenith Press. 2010. ISBN 978-1-61673-985-0.
- Ramm, Agetha. . London: Methuen. 1967. ISBN 978-0-416-33990-1.
- Ridley, Jasper. . New York: Viking Press. 1976 [1974]. ISBN 978-0-670-33548-0.
- Rougerie, Jacques. . Paris: Gallimard. 1995. ISBN 978-2-07-053289-6.
- Rougerie, Jacques. . Paris: Presses Universitaires de France. 2014. ISBN 978-2-13-062078-5.
- Rüstow, W.  3. 由Needham, John Layland翻译. Edinburgh: Blackwood. 1872. OCLC 13591954.
- Shann, Stephen; Delperier, Louis. . Men-at-Arms. 2 Republican Troops. Illustrated by Richard and Christa Hook. Oxford: Osprey Publishing. 1991. ISBN 978-1-85532-135-9.
- Sondhaus, Lawrence. . London: Routledge. 2001. ISBN 978-0-415-21478-0.
- Taylor, A. J. P. . London: Hamish Hamilton. 1955. OCLC 867374488.
- van Creveld, Martin.  1st. Cambridge: Cambridge University Press. 1977. ISBN 978-0-521-29793-6.
- Varley, Karine. . Macleod, Jenny  (编). . Basingstoke: Palgrave Macmillan. 2008a. ISBN 978-0-230-51740-0.
- Varley, Karine. . Basingstoke: Palgrave Macmillan. 2008b. ISBN 978-0-230-00519-8.
- von Bismarck, Otto Eduard Leopold. . 由Arthur John Butler翻译. New York: Harper & Brothers. 1899. OCLC 51415680.
- von Bismarck, Otto Eduard Leopold; von Poschinger, Heinrich. von Poschinge, Heinrich; Whitman, Sidney , 编. . 由Whitman, Sidney翻译 English. London: Harper & Brothers. 1900. OCLC 222059904.
- von Pflugk-Harttung, Julius Albert Georg. . 由Maurice, J. F.; Long, Wilfred James; Sonnenschein, A翻译. London: S. Sonnenschein and Co. 1900. OCLC 3132807.
- Wawro, Geoffrey. . New York: Routledge. 2002. ISBN 978-0-203-17183-7.
- Wawro, Geoffrey. . London: Routledge. 2000. ISBN 978-0-415-21445-2.
- Wawro, Geoffrey. . Cambridge: Cambridge University Press. 2003. ISBN 978-0-521-58436-4.
- Zabecki, David T. . 1: Napoleonic Wars to World War I. Annapolis: Naval Institute Press. 2008. ISBN 978-1-59114-990-3.

### 期刊
- Holborn, H. . Military Affairs. 1942, VI (3): 153–168. ISSN 2325-6990. JSTOR 1982846. doi:10.2307/1982846.
- Irvine, D. D. . The Journal of the American Military Foundation. 1938, 2 (4): 192–203. ISSN 2326-6120. JSTOR 3038792. doi:10.2307/3038792.
- Jay, Robert. . Metropolitan Museum Journal. 1984, 19/20: 151–162. JSTOR 1512817. S2CID 193058659. doi:10.2307/1512817.

### 網站
- de Chavannes, Puvis. . The Walters Art Museum. 1872  [2022-07-13]. （原始内容存档于2013-05-16）.
- . Britannica.com. Encyclopædia Britannica, Inc. 30 December 2013  [18 May 2013]. （原始内容存档于2015-05-08）.

## 延伸閱讀

### 書籍和期刊
- Arand, Tobias. . Hamburg: Osburg Verlag GmbH. 2018. ISBN 978-3-95510-167-1 （德语）.
- Aronson, Theo.  1st History Book Club. London: Cassell. 1970. ISBN 0304934518.
- Audoin-Rouzeau, Stéphane. . Paris: Armand Colin. 1989. ISBN 978-2-20037-165-4 （法语）.
- Baumont, Maurice. . Histoire de France Hachette. París: Hachette. 1956. OCLC 40712256 （法语）.
- Bresler, Fenton. . New York: Carroll & Graf. 1999. ISBN 978-0-7867-0660-0.
- Bucholz, Arden. . Basingstoke: Palgrave. 2001. ISBN 978-0-333-68758-1.
- Clark, Christopher M. . Cambridge, MA: Harvard University Press. 2006. ISBN 978-0-674-02385-7.
- De Cesare, Raffaele. . 由Zimmern, Helen翻译. London: Archibald Constable & Co. 1909. OCLC 565258394.
- Fontane, Theodor.  1. Bad Langensalza: Rockstuhl. 2010 [1873]. ISBN 978-3-937135-25-0 （德语）.
- Helmert, Heinz; Usczeck, Hansjürgen. . Kleine Militärgeschichte., Kriege. Berlin: Deutscher Militärverlag. 1967. OCLC 4322242 （德语）.
- Jerrold, William Blanchard.  I. London: Longmans, Green & Co. 1874. OCLC 717506637.
- Jerrold, William Blanchard.  II. London: Longmans, Green & Co. 1875. OCLC 867960419.
- Jerrold, William Blanchard.  III. London: Longmans, Green & Co. 1877. OCLC 832069805.
- Jerrold, William Blanchard.  IV. London: Longmans, Green & Co. 1882. OCLC 832069819.
- Kropotkin, Pyotr Alexeyevich. . Freedom Pamphlets 2. London: New Fellowship Press. 1891. OCLC 620450578.
- Lowe, William J. . London: Chapter Two. 1999. ISBN 978-1-85307-123-2.
- Lowe, John. . Hoboken NY: Florence Taylor and Francis. 2013. ISBN 978-1-136-15228-3.
- McCabe, James D. . Philadelphia: National Publishing Company, and Jones Brothers and Company. 1871  [2022-07-13]. OCLC 1032848707. （原始内容存档于2021-03-08）.
- Mehrkens, Heidi. . Schriften der Bibliothek für Zeitgeschichte. Essen: Klartext. 2008. ISBN 978-3-89861-565-5 （德语）.
- Milza, Pierre. . Paris: Editions Perrin. 2004. ISBN 978-2-262-02607-3.
- Milza, Pierre. . 2: La commune mars – juin 1871. Paris: Perrin. 2009. ISBN 978-2-262-03073-5.
- Robertson, Charles Grant. . New York: H. Fertig. 1969. OCLC 560259585.
- Séguin, Philippe. . Paris: Grasset. 1996. ISBN 978-2-246-42951-7.
- Shann, Stephen; Delperier, Louis. . Men-at-Arms. 1 Imperial Troops. Illustrated by Jeffrey Burn. Oxford: Osprey Publishing. 1991. ISBN 978-1-85532-121-2.
- Showalter, Dennis E. . Modern Wars 2. London: Bloomsbury Academic. 2015. ISBN 978-1-78093-808-0.
- Spencer, Frank. . History (Wiley). 1955, 40 (140): 319–325. JSTOR 24403118. doi:10.1111/j.1468-229X.1955.tb00309.x.
- Stoneman, Mark R. . Neitzel, Sönke; Daniel Hohrath  (编). . Paderborn: Ferdinand Schöningh. 2008. ISBN 978-3-50676-375-4 （德语）.
- Varley, Karine. "Death and sacrifice in the Prussian War," History Today (Aug 2020) 70#8 pp 28–41. online
- Taithe, Bertrand. . London: Routledge. 2001. ISBN 978-0-415-23927-1.
- von Moltke, Helmuth. Förster, Stig , 编. . Bonn: Bouvier Verlag. 1992. ISBN 978-3-41680-655-8 （德语）.
- von Moltke, Helmuth. Hughes, Daniel J. , 编. . 由Hughes, Daniel J.; Bell, Harry翻译. Novato, CA: Presidio Press. 1995. ISBN 978-0-891414-84-1.
- von Moltke, Helmuth. . 由Bell, Clara; Fischer, Henry W.翻译. New York: Harper & Brothers. 1892. OCLC 758996861.
- von Moltke, Helmuth. . 由Forbes, Archibald翻译. London: Greenhill Books. 1992. ISBN 978-1-85367-131-9.
- Wetzel, David. . Madison, WI: The University of Wisconsin Press. 2012. ISBN 978-0-299-29133-4.

### 卡通和漫畫
- Pullen, Henry William. Illustrated by Thomas Nast. . 维基文库. New York: Francis B. Felt. 1871. OCLC 504021110.
- Daniels, Morna.  (PDF). British Library. 2005  [28 November 2018]. （原始内容存档 (PDF)于2021-12-21）.
- Vernon, Teresa. . British Library. 23 June 2014  [16 October 2018]. （原始内容存档于2022-04-07）.
- Fabry-Tehranchi, Irene (2019), "Cambridge caricatures of the Franco-Prussian War and the Paris Commune (1870–71)". （页面存档备份，存于） Cambridge University Library.